# Histoire de l'impôt en France
Vous lisez un « bon article » labellisé en 2020.
Pour un article plus général, voir Imposition en France.

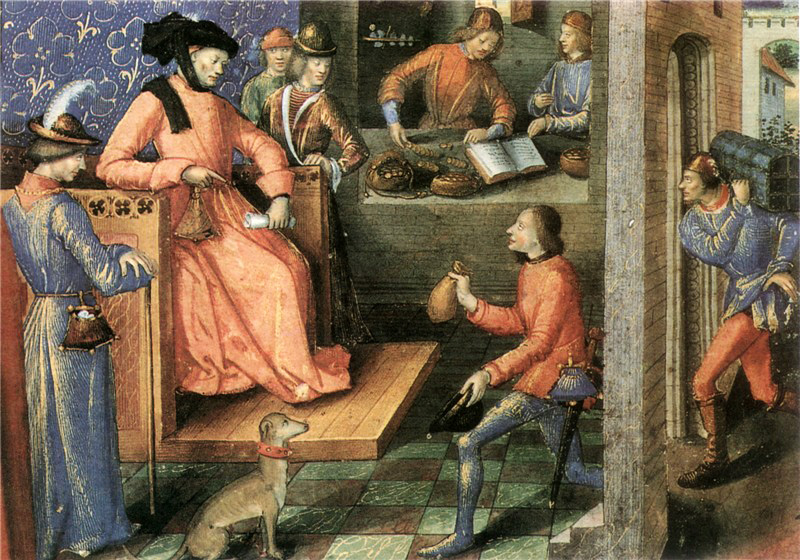
Le versement de taxes à un seigneur (illustration des Traités théologiques, par le Maître d'Anne de Bretagne, vers 1490, Bibliothèque nationale de France).

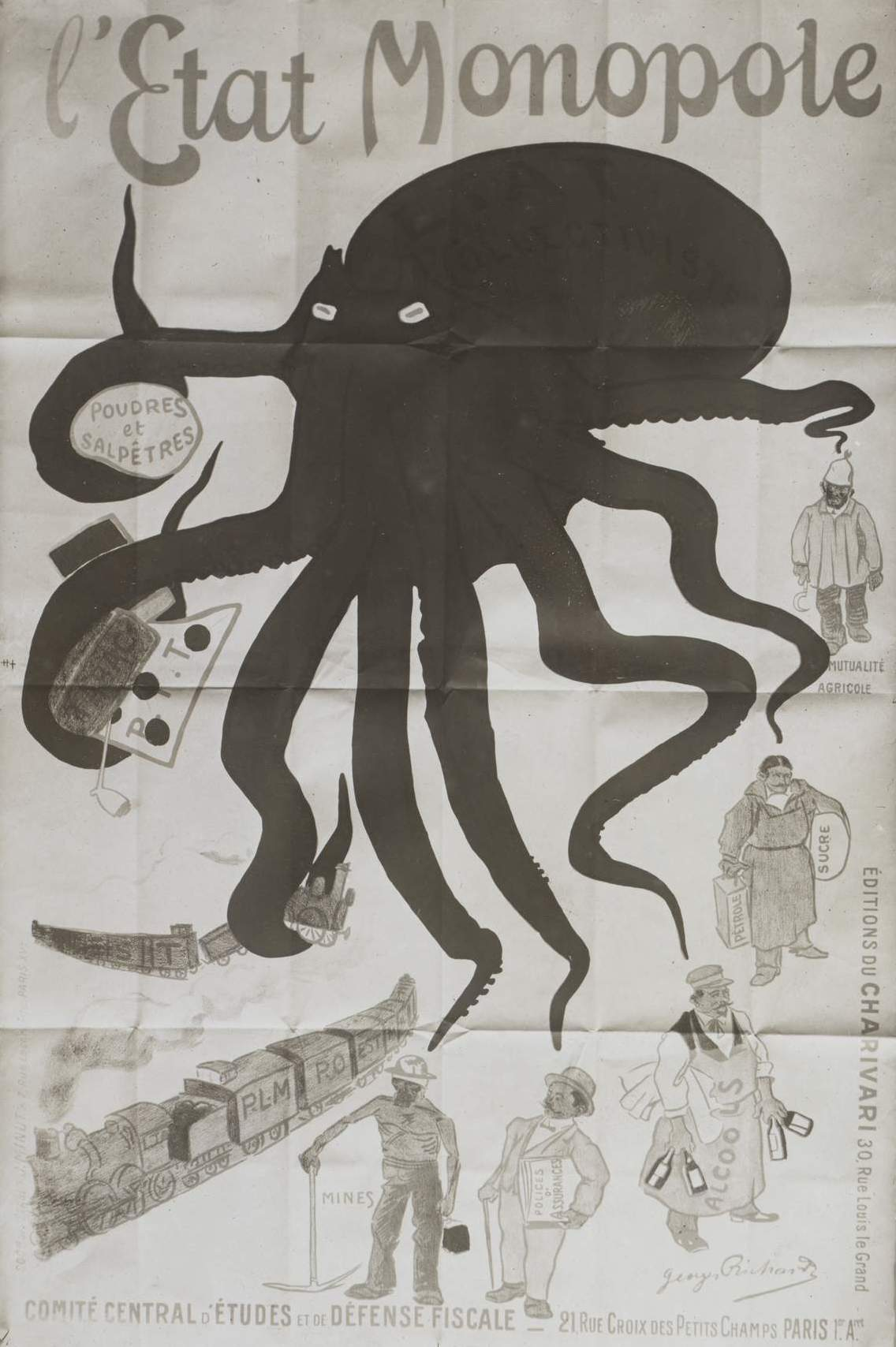
Affiche placardée sur les murs de Paris par le Comité central d'études et de défense fiscale, opposé au projet d'impôt sur le revenu (début du XXe siècle).

L'histoire de l'impôt en France voit, sur plus d'un millénaire, l'émergence, l'affirmation et la croissance d'une fiscalité d'État. L'impôt est l'un des outils fondamentaux de l'affirmation des États territoriaux modernes, avec un développement qui suit celui de l'administration. Sur une longue période, l'impôt connaît des évolutions reflétant les changements de l'État, de la société et de l'économie françaises ainsi que le besoin récurrent de financer de nouveaux types de dépenses publiques.
Dans les premiers siècles de l'époque médiévale, les revenus du royaume de France reposent essentiellement sur les produits des domaines royaux, complétés par quelques taxes payées en monnaie. La taxation n'est alors pas un monopole étatique, puisque l'Église et les seigneurs perçoivent des prélèvements importants. Mais avec l'augmentation de ses besoins à partir du XIIe siècle, l'État met progressivement en place des impôts « extraordinaires ». Au XVe siècle, une fiscalité royale permanente (taille, aides, gabelle essentiellement) s'est ainsi imposée. L'expansion des échanges, les créations fiscales sont généralement dues en monnaie, seuls les prélèvements anciens (seigneuriaux, dîme) restant acquittés en nature. Avec l'affirmation de l'absolutisme royal au XVIIe siècle, le poids de la fiscalité ne cesse d'augmenter.
Après un siècle et demi de hausse globale sans réforme profonde ni durable, le pays est rattrapé par une crise financière, tandis que les règles d'assujettissement ou d'exemption apparaissent en croissant décalage avec les évolutions économiques et sociales. Cette tension est l'une des causes principales de la Révolution française, lors de laquelle sont supprimés les prélèvements seigneuriaux et ecclésiastiques, ce qui institue un monopole fiscal de l'État. Le Premier Empire met ensuite en place un système reposant sur les contributions directes, dites « quatre vieilles », et un ensemble d'impôts indirects, ainsi qu'une administration. Ces éléments, reflétant les intérêts de la bourgeoisie libérale, restent remarquablement stables durant le XIXe siècle. Mais ce système est de moins en moins en adéquation avec les évolutions de l'économie, que ce soit l'industrialisation ou l'augmentation de la part du salariat.
La situation fiscale est bouleversée en 1914 avec la création de l'impôt sur le revenu — qui vise à ponctionner davantage les revenus importants — et l'apparition de la déclaration de revenus. La mise en place de l'État-providence, avec notamment la protection sociale, fait à nouveau croître le montant des prélèvements. Dans les années 1980, la fiscalité locale augmente significativement et la fiscalité sociale (surtout la CSG) se développe. La fiscalité répond alors à diverses demandes économiques et sociales (redistribution des richesses, incitations économiques à des populations, secteurs et régions en difficultés, écologie), le tout dans un contexte de prélèvements obligatoires parmi les plus élevés au monde et de coexistence d'un grand nombre d'impôts.
La fiscalité se présente sous différentes formes selon les périodes. La fiscalité directe en est la composante la plus visible. Sous l'Ancien Régime, avec la taille, la capitation et les impôts assimilés, elle pèse uniquement sur les roturiers. Les années de la Révolution et l'Empire y substituent un système reposant avant tout sur les signes extérieurs de richesse (propriété terrienne, habitations), supplanté au XXe siècle par des impôts pesant sur les revenus personnels (impôt sur le revenu, impôt sur les sociétés, CSG). L'impôt indirect est dans tous ces systèmes un élément essentiel pour les revenus de l'État (gabelle sur le sel, taxations sur les alcools, puis sur les produits pétroliers, TVA).
Même si l'importance des administrations fiscales et l'habitude de payer les impôts chez les contribuables assurent le recouvrement de montants considérables, l'impôt fait régulièrement l'objet de remises en question ayant conduit à des révoltes fiscales, notamment lors des périodes d'importants prélèvements. Les procédés d'évitement de l'impôt (contrebande, dissimulation de revenus et de transactions, fraude et, dans la période récente, de l'optimisation fiscale) peuvent participer à leur tour à l'affaiblissement de l'efficacité du système fiscal, entraînant un renforcement des contrôles de la part de l'État.

## La fiscalité du Moyen Âge et de l'époque moderne (987-1789)

### Le développement de la fiscalité de l'État
La construction du système fiscal de l'État moderne est un processus long et complexe qui trouve ses origines dans les pratiques de l'époque franque, elles-mêmes largement tributaires de celles de l'Antiquité tardive. Les ressources royales, d'abord essentiellement tirées du domaine royal, se reposent de plus en plus sur des impôts créés, étendus et augmentés à plusieurs reprises, en premier lieu pour les besoins de la guerre, qui est un élément moteur de la construction de l'État moderne. L'impôt royal est d'abord négocié avec les institutions représentant les différentes composantes et régions du royaume. Puis, avec le tournant absolutiste du pouvoir royal, ce dernier entend de plus en plus l'imposer suivant son bon vouloir, même s'il ne parvient jamais à le faire autant qu'il l'aurait souhaité. Parallèlement à cela, l'époque médiévale voit la mise en place d'un processus de diversification des autorités assurant les prélèvements fiscaux : développement des institutions ecclésiastiques puis celui de la seigneurie, ce qui reste une caractéristique de la fiscalité d'Ancien Régime.

#### L'héritage de l'époque franque
Les institutions fiscales de la fin de l'Antiquité et du haut Moyen Âge (IVe – Xe siècles) dérivent de celles de l'Empire romain tardif, un système fiscal élaboré sur lequel s'appuyait le gouvernement. Il reposait avant tout sur un impôt foncier lourd, un impôt par tête, ainsi que sur la monnaie qui était un instrument fiscal. Le contexte économique est celui d'un recul de l'usage de la monnaie, la base de la richesse restant foncière et agricole. Chez les historiens, un courant « fiscaliste » considère que l'administration fiscale des États mérovingien et carolingien est restée aussi solide que celle de l'Empire romain,. Mais ces idées sont peu acceptées, car il n'y a pas de trace assurée d'une imposition régulière et importante à ces époques. Il semble bien que l'impôt foncier ait largement disparu en dehors de certaines régions mieux tenues par l'État (la Neustrie) et que la légitimité de l'impôt ait été fortement contestée.
Les revenus de l'État sont alors assurés essentiellement par les prélèvements sur les domaines royaux, le fisc (du latin fiscus), comprenant les palais et villae royaux et aussi les comitati, domaines confiés aux comtes. Ils sont une source de richesse considérable, d'autant plus qu'ils peuvent faire l'objet de concessions pour renforcer le lien entre le souverain et les élites d'une part, et l'Église d'autre part. Les monarchies mérovingienne et carolingienne s'appuient en effet pour gouverner sur les grandes familles aristocratiques et les institutions ecclésiastiques (tenues par les mêmes familles) et cela se reflète sur leur organisation financière. Ces concessions ont pour but d'assurer un revenu régulier aux serviteurs de l'État, par le biais de contributions foncières. C'est donc aux détenteurs de ces domaines que la majorité de la population verse des redevances. Les comtes perçoivent les revenus fiscaux au nom de la royauté et en conservent une partie. Les évêques sont amenés à superviser le financement des cités parce qu'ils ont pris plus de place dans l'administration civile des villes où ils se sont substitués aux institutions civiques romaines, après leur disparition. Ils ont de plus larges pouvoirs fiscaux s'ils bénéficient de l'immunité qui les soustrait à l'autorité des agents royaux et prélèvent alors directement les redevances. Les monastères peuvent également bénéficier d'un tel privilège. En fin de compte, l'impôt direct royal semble surtout avoir subsisté sous la forme d'un impôt personnel (cens) qui symbolise le lien social entre le roi et ses fidèles. Le monnayage n'est plus une ressource importante, mais les droits de justice (les freda, une partie des amendes payées par des condamnés en justice qui est reversée au Trésor royal) sont élevés. Ponctuellement, les tributs et le butin de guerre viennent alimenter les caisses de l'État, de même que des levées exceptionnelles, comme les taxations imposées à plusieurs reprises entre 845 et 877 par Charles le Chauve pour payer le tribut exigé par les Normands. Enfin, la taxation indirecte constitue une ressource non négligeable, avec les tonlieux frappant la circulation des marchandises. L'impôt ecclésiastique, la dîme, se diffuse quant à lui dans le courant du VIIIe siècle pour devenir une des principales impositions du monde carolingien,.

#### La mise en place d'une fiscalité royale régulière et permanente

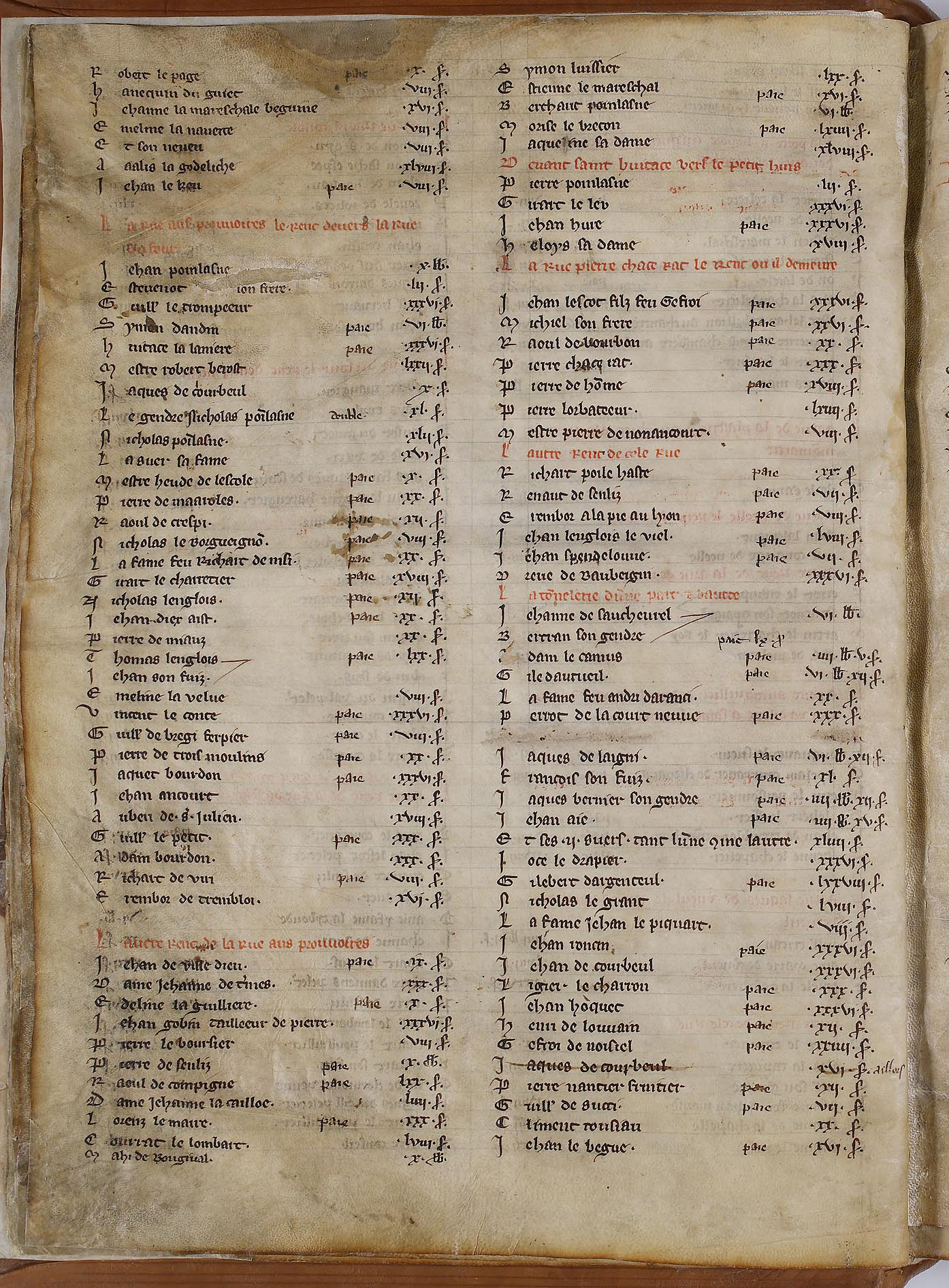
Rôle de la taille à Paris, fin du XIIIe siècle.

##### La fragmentation du pouvoir politique et fiscal
L'imbrication entre domaines publics et privés qui était de mise dans l'édifice politique carolingien se retourne contre le pouvoir impérial à la suite de l'effondrement de son autorité, qui commence dans les régions les plus éloignées, et ouvre la voie à une patrimonialisation accentuée du pouvoir et donc des domaines fiscaux par ceux qui les gèrent, donc avant tout les comtes, mais aussi leurs subordonnés, les vicomtes et vicaires, qui sont nombreux à profiter de la fragmentation du pouvoir pour accroître leur autonomie. Se forment ainsi de véritables dynasties locales qui n'ont plus besoin de l'assentiment du monarque pour exercer leur autorité sur les hommes. Les plus puissants lignages constituent ce que l'on désigne comme des « principautés » (Aquitaine, Toulouse, Barcelone, Bourgogne, Normandie, Flandre, etc.), et à un niveau inférieur existent des familles de l'aristocratie locale qui sont en principe leurs vassaux, mais peuvent s'émanciper. Les princes se font rapidement des imitateurs du pouvoir royal : ils frappent monnaie, perçoivent les tonlieux, les produits des terres du fisc, distribuent ces dernières à leurs obligés, et tentent aussi d'exercer leur contrôle sur les institutions religieuses. Le plus puissant lignage français, celui des Robertiens, est à l'origine de la dynastie des Capétiens. Ces principautés se stabilisent et se consolident au siècle suivant. Du point de vue financier, il y a alors de fortes similitudes entre le fonctionnement des principautés et celui de la royauté, les princes se dotant progressivement d'un appareil administratif complexe, intégrant des agents chargés de percevoir leurs revenus (prévôts ou baillis). Avec le renouveau des échanges les puissants se lancent dans la création de marchés et de péages afin de percevoir des droits sur les transactions, mais l'assise de leur puissance demeure foncière. De ce fait, quand le pouvoir capétien commence à se renforcer, il s'appuie avant tout sur l'extension de son domaine, comprenant son fisc, et aussi des fiefs, obtenue à l'issue de conflits contre les vassaux, d'alliances matrimoniales ou d'achats, et accompagnée là aussi d'un renforcement de l'administration fiscale, et de sa puissance financière, même si elle reste au XIIe siècle sans doute inférieure à celle de la dynastie rivale des Plantagenêt et peut-être aussi à celle du riche comté de Flandre.
La domination des puissants au niveau local évolue progressivement vers l'apparition de la seigneurie en tant que cadre institutionnel. Ici encore la possession des terres reste la principale source de richesse et d'autorité sur les hommes, et les seigneurs ont souvent intégré à leur patrimoine des terres du fisc, d'origine royale, comtale ou ecclésiastique, aux côtés de domaines qui ont d'autres origines (alleux tenus en propre par la famille, terres issues d'alliances matrimoniales, fiefs concédés par le suzerain, etc.). L'exercice de la puissance publique se confond donc avec les attributs d'une propriété foncière, mais la puissance des seigneurs repose également sur leur assise guerrière. Cela résulte symboliquement et économiquement en un transfert de richesses depuis la paysannerie, par le biais de divers prélèvements et contraintes, relevant de la possession du sol (cens, corvées), de la compensation du devoir de protection du seigneur (taille, gîte, etc.), aussi de l'appropriation de droits ecclésiastiques (dîmes « inféodées », perçues par les seigneurs laïques d'une paroisse). En fin de compte entre les IXe siècle av. J.-C. et le Xe siècle le prélèvement seigneurial sur les paysans se consolide et se diversifie, et on peut même considérer qu'il s'accroît dans la plupart des cas, même si les situations sont très variables. Un renforcement de l'encadrement seigneurial semble se produire par la suite, visible notamment dans l'essor des agents et des règlementations seigneuriaux, sans doute aussi un nouvel alourdissement du poids du prélèvement seigneurial, malgré l'embellie économique du XIIe siècle. Cela vise manifestement à compenser le fait que les revenus ecclésiastiques ont pour beaucoup été restitués à leurs ayants droit du clergé à la suite de la réforme grégorienne, et résulte aussi du fait que les dépenses seigneuriales augmentent pour diverses raisons, dans un contexte de compétition accrue entre seigneurs rivaux. Il s'ensuit là encore des créations de nouveaux prélèvements, notamment sur les marchés et les foires afin de tirer profit de l'essor des échanges, et aussi l'accroissement des terres redevables.

##### L'affirmation de l'État capétien et l'apparition des finances extraordinaires
La prise de puissance et la consolidation administrative de la royauté sous les Capétiens participe de ce que les historiens ont qualifié comme la constitution d'un « État moderne », que J.-Ph. Genêt définit comme « un État dont la base matérielle repose sur une fiscalité publique acceptée par la société politique (et ce dans une dimension territoriale supérieure à celle de la cité), et dont tous les sujets sont concernés ». Dans ce processus, le monarque se mue progressivement de « suzerain » supérieur du royaume à « souverain », se faisant obéir de tous, et l'affirmation et les luttes pour la souveraineté conduisent à de nombreux conflits militaires à l'intérieur, face aux principautés, et au-delà de leurs frontières, face à de puissants rivaux (l'Empire un temps, mais surtout les Plantagenêt qui sont à la fois les rois d'Angleterre et les plus puissants princes féodaux français). Le « moteur » de l'État moderne, c'est avant tout la guerre : pour conduire ces conflits, les rois de France doivent augmenter leur capacité de financement et de fait leur structure administrative, ce qui se traduit par un processus de centralisation du pouvoir. C'est ici qu'intervient l'impôt, qui « fait » l'État moderne en lui donnant les moyens financiers de ses ambitions militaires. Selon J.-Ph. Genêt, « l'impôt est le carburant qui entraîne le moteur d'expansion de l'État, à savoir la guerre ».
En tout état de cause, l'État se trouve confronté aux limites du système fiscal hérité de l'époque franque, en manque de revenus malgré l'extension continue du domaine royal, et met en place un nouveau système fiscal avec de nouveaux impôts : apparaissent alors des prélèvements fiscaux royaux, directs et indirects, qui sont considérés, par opposition aux « finances ordinaires » issues du domaine, comme des « finances extraordinaires ».
Cette fiscalité se dote progressivement de trois caractères principaux :
- sa régularité et son institutionnalisation, les levées extraordinaires successives étant d'abord négociées avec les sujets (provinciaux, généraux, mais aussi les assemblées du haut clergé), puis deviennent progressivement permanentes ;
- son aspect national puisqu'elle vise tous les sujets du roi, même en dehors de son domaine, participant à l'expansion de l'autorité royale dans les principautés ;
- sa légitimité, appuyée sur la nécessité de défendre le royaume, puis un intérêt commun supérieur à celui des personnes, malgré les contestations[19].

Les nouvelles mesures sont en partie inspirées des pratiques fiscales des pays voisins (Angleterre, Saint-Empire), de la Papauté et des villes.
À la fin du XIIe siècle, le pouvoir royal lève des contributions exceptionnelles sur le clergé, traditionnellement réticent à toute forme d'imposition. Elles sont d'abord motivées par le besoin de financement des croisades : celle de 1188 concédée à Philippe Auguste par l'assemblée du clergé est d'ailleurs qualifiée de « dîme saladine ». Au siècle suivant, à la suite de Saint Louis, les rois de France se font reconnaître par la Papauté le droit de percevoir à plusieurs reprises des prélèvements similaires sur le clergé, pour le financement desquels ce dernier lève sur les revenus de ses bénéfices des impôts appelés « décimes ». Ces contributions du clergé sont le sujet d'une dispute entre Philippe le Bel et Boniface VIII entre 1296 et 1298, à l'issue de laquelle le Pape s'incline. Elles deviennent régulières au XIVe siècle,.
Les souverains de la fin du XIIIe siècle et du début du XIVe siècle mobilisent également les ressources des autres contribuables, en invoquant le principe féodal de l'aide que leur doivent leurs vassaux en cas de conflit, donc en substituant au service armé effectif le versement d'un impôt. Il s'agit en premier lieu d'un impôt direct, la taille ou le fouage, pesant sur les seuls roturiers, puisque les nobles sont exemptés car ils réalisent en principe un service armé effectif. Le clergé l'évite également. Il s'agit aussi d'impôts indirects, les aides. Le début du XIVe siècle voit l'apparition d'un autre impôt indirect, la gabelle du sel, qui est à l'origine une mesure visant à réguler le marché du sel instituée par Philippe le Bel en 1315, devenue un prélèvement en 1330. Les créations d'impôts ainsi que les levées successives sont constamment négociées entre le roi et les différentes institutions qui représentent les sujets-contribuables, qui participent à la mise en place de l'administration visant à prélever ces impôts,.

##### L'époque de la Guerre de Cent Ans: l'impôt permanent
Signe de ce renforcement de l'administration fiscale royale (et plus largement de l'État royal), un état des paroisses et des feux est réalisé en 1328, donc au début du règne de Philippe VI et à la veille de la Guerre de Cent Ans. Il consiste en un recensement des feux sur une majeure partie du royaume, y compris dans les domaines de certains des plus puissants feudataires de la couronne, où les baillis et sénéchaux ont donc étendu leurs compétences. Il est dressé dans le but d'établir l'impôt afin d'accroître les finances royales pour faire face aux dépenses entraînée par les conflits du temps.

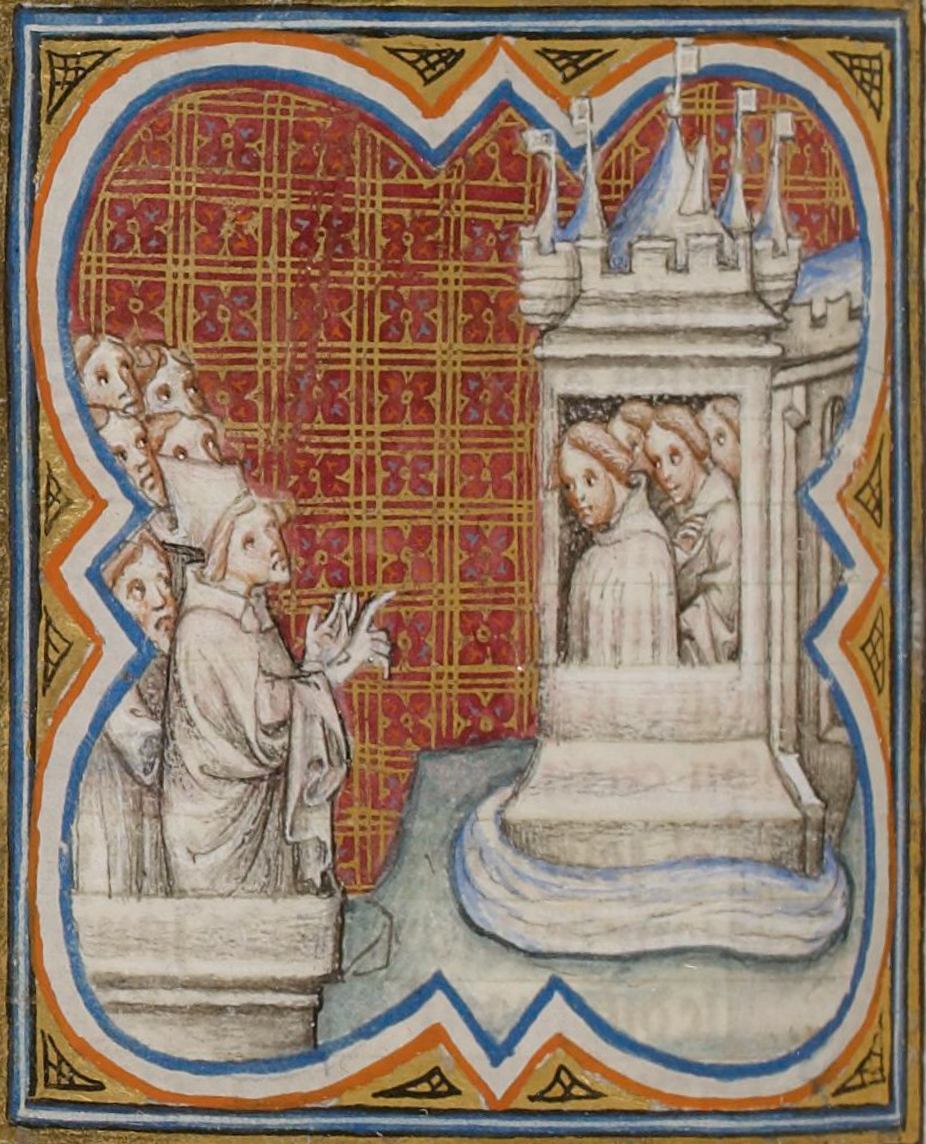
Un représentant des états généraux de 1356 et 1357, Robert Le Coq, dans une diatribe contre les officiers du roi. Grandes Chroniques de France.

Le déclenchement de la Guerre de Cent Ans a pour conséquence un nouvel alourdissement de la fiscalité royale. Un premier tournant a lieu lors du paiement de la rançon de Jean le Bon qui nécessite des levées exceptionnelles, encore justifiées par le droit féodal. Puis les états sont convoqués régulièrement entre 1355 et 1370 pour approuver le renouvellement des divers impôts royaux (taille, fouage, aides, gabelle, traites et divers droits sur les échanges de marchandises, du vin), parfois après de fortes tensions, comme lors des états de langue d'oïl de 1356,,.
Ces évolutions impliquent des réorganisations de l'administration. L'assiette des impôts est confiée à de nouvelles institutions, les élections (surtout dans la moitié nord du royaume), ou bien aux états provinciaux là où ils existent, conjointement à des agents royaux. La centralisation de la perception des revenus royaux est aux mains d'officiers, notamment les trésoriers généraux pour le domaine, et les généraux des finances pour les impôts, dans le cadre de la généralité. Au niveau local la perception est confiée à des agents royaux ou aux communautés urbaines et villageoises, ou encore affermée dans le cas des impôts indirects. L'augmentation des litiges liés à ces impôts entraîne la création de la Cour des aides de Paris en 1390, servant de tribunal supérieur pour ces matières, en lieu et place de la Chambre des comptes. Les protestations soulevées par ces impositions sont nombreuses, et elles incitent sans doute Charles V à abolir les aides en 1380. Mais elles sont rétablies peu après, suscitant des révoltes. Le caractère permanent des impôts royaux finit par s'imposer progressivement, au gré des évolutions des conflits.
En 1439, les états généraux de langue d'oïl réunis par Charles VII à Orléans lui accordent finalement le droit de prélever la taille sans avoir à les réunir et donc à obtenir leur autorisation. Peu après les états généraux de langue d'oc et les états provinciaux l'autorisent à ne les solliciter que pour établir l'assiette et la levée. La gabelle et les aides connaissent ensuite une évolution similaire. La victoire finale contre l'Angleterre et la pacification du pays fournissent plus de solidité et de légitimité au pouvoir royal, ce qui renforce donc son pouvoir en matière fiscale,,,.

#### La croissance continue des impôts royaux

##### La consolidation de l'impôt permanent
Dans la pratique, il faut encore un demi-siècle pour que le principe de permanence des impositions royales soit acquis et que les états généraux soient définitivement mis au pas sur ce sujet. Le montant de l'impôt ayant augmenté considérablement sous le règne de Louis XI (participant à sa légende noire), les états généraux de 1484 sont le théâtre d'une nouvelle dispute : le montant des impôts est réduit, mais leur permanence en sort confirmée.
Le règne de Louis XII devait être vu par la suite comme une période de modération fiscale (sans doute de façon exagérée), alors que les rois suivants, François Ier et Henri II, augmentent leurs ressources par tous les moyens pour soutenir leur politique étrangère de plus en plus dispendieuse (guerres d'Italie, conflits contre l'Empire et l'Espagne). Ils procèdent ainsi à des ventes de biens domaniaux, à des emprunts forcés auprès des villes, à la perception de nouveaux décimes, et à des augmentations du poids des impôts réguliers, en particulier les « crues » de la taille, dont le montant passe de 2,4 à 4,6 millions de livres sous le seul règne de François Ier. Celle-ci est augmentée à partir de 1549 d'un impôt accessoire, le taillon, pour financer la gendarmerie royale,. L'organisation financière de l'État est renforcée avec la création du Trésor de l'Épargne en 1523, centralisant les revenus de la fiscalité royale. Puis en 1542 le système de perception des impôts dans les provinces est réorganisé autour des généralités (alors au nombre de 16).
Dans les décennies qui suivent, les guerres de Religion perturbent l'organisation fiscale du pays, mais cela n'empêche pas la poursuite de l'augmentation de la taille et du taillon. Ils passent de 8 millions de livres en 1576 à 21 millions en 1589, certes dans un contexte d'inflation et de dévaluation de la monnaie qui pondèrent les effets de ces crues. Les contributions de l'Église aux revenus de l'État sont augmentées, afin de lutter contre les Protestants. C'est un prélude à l'apparition du « don gratuit » du clergé, qui devient régulier au XVIIe siècle. Le retour de la paix après 1594 permet la remise en ordre des finances par Sully, ainsi qu'une réduction de la taille et de ses accessoires : elle retombe à 14 millions de livres en 1609,.

##### La période du «tour de vis fiscal» et du «système fisco-financier»
Le règne de Louis XIII et le gouvernement de Richelieu sont marqués par une forte croissance des dépenses de guerre (dernières guerres de religion, Guerre de Trente Ans) qui creusent le déficit public. Cette situation entraîne à son tour une augmentation de la charge de la dette qui absorbe une part croissante des dépenses publiques. Le pouvoir royal, qui connaît alors un tournant absolutiste, ne convoque plus les états généraux après 1614 et cherche à soumettre les autres institutions (états provinciaux, clergé, villes) au principe du droit royal d'imposer sans consultation. Tous les contribuables subissent alors une pression fiscale de plus en plus lourde, durant la période qu'on a pu qualifier de « tour de vis fiscal » (1632-1641) : le brevet de la taille triple en pays d'élection entre 1636 et 1641 (de 7,8 millions de livres à 32,4 millions), le montant de la gabelle double, de nouveaux impôts sur les échanges de vin et de marchandises apparaissent, les dons gratuits deviennent coutumiers même s'il n'y a plus d'hérétiques à combattre dans le royaume. Tout cela ne suffit du reste pas à financer les besoins de l'État. Il a de plus en plus recours à des expédients « extraordinaires », c'est-à-dire ici des revenus non fiscaux, tels que la dévaluation de la monnaie, la vente d'offices, et les emprunts comme les rentes de l'Hôtel de Ville de Paris. La puissance des fermiers des impôts, qui ont en main une part croissante du revenu royal, se renforce durant ces années : se met alors en place un « système fisco-financier » (D. Dessert) dont les acteurs majeurs sont aussi d'importants créanciers de l'État. D'un autre côté, la pression fiscale devient de moins en moins tolérable pour le peuple, et cette période est marquée par de nombreuses révoltes populaires dont les motivations sont largement antifiscales : croquants dans le Sud-Ouest, Nu-pieds en Normandie, mais aussi la Fronde, en particulier celle des parlements,.

##### Les impositions du règne de Louis XIV

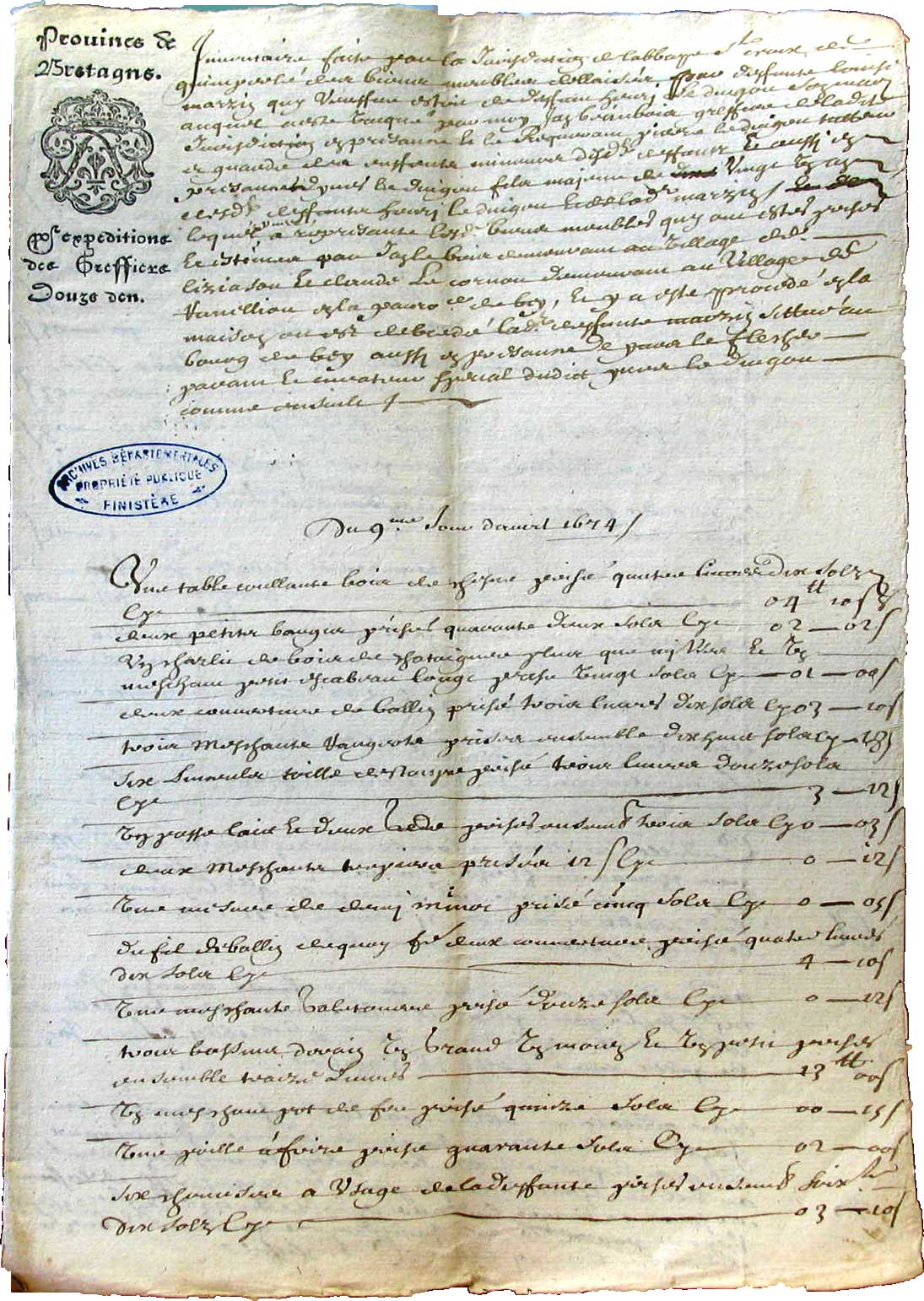
Un exemple d'un des premiers actes produit sur papier timbré à Quimperlé (9 avril 1674). La hausse des taxes sur ce papier requis pour les actes authentiques provoqua la révolte du papier timbré en 1675.

Le début de règne de Louis XIV et l'époque de Colbert (1661-1683) voient un arrêt des crues de la taille, mais aussi la création d'un droit de timbre sur les actes juridiques (qui suscite la révolte du papier timbré en 1675) et l'établissement de droits à l'importation plus lourds. Dans le cadre de la modernisation de l'administration financière du royaume, le système d'affermage des revenus publics est progressivement réorganisé. Cela conduit à la création de la Ferme générale en 1681, qui en vient à fournir environ la moitié des revenus de l'État dès 1688. Mais les nouveaux conflits dans lesquels s'engage le royaume (Guerre de la Ligue d'Augsbourg puis Guerre de Succession d'Espagne) entraînent de nouvelles créations d'impôts, même si leur financement repose surtout sur les ventes d'offices et les emprunts. La capitation, impôt direct pesant sur les chefs de famille, est créée en 1695, puis est annexée à la taille en 1701. La taxe sur les étrangers est établie en 1697 puis abandonnée. Le dixième, impôt sur les revenus, apparaît en 1710, à l'initiative de Nicolas Desmaretz, qui améliore la santé financière du royaume. Cependant les tentatives de soumettre le clergé à ces nouveaux impôts directs se soldent par des échecs, tandis que les nobles sont faiblement imposés et que les états s'abonnent. Cette situation fait l'objet de plus en plus de critiques, en particulier dans le célèbre essai sur une réforme fiscale de Vauban, le Projet d'une Dixme Royale (1707), qui devait influencer les réformes postérieures, sans que son programme ne soit jamais mené à son terme,.

##### L'essoufflement du système financier auXVIIIesiècle
Ces évolutions ont abouti à la constitution d'un État « militaro-fiscal », tel que défini par John Brewer à partir du cas anglais, mais également applicable aux autres pays européens, dans lequel la guerre joue continuellement un rôle dans l'accroissement de la dépense et de la dette publique, y compris en temps de paix. En effet le XVIIIe siècle est marqué par des conflits réguliers (guerre de Succession de Pologne, guerre de Succession d'Autriche, guerre de Sept Ans et guerre d'indépendance des États-Unis) et la préparation du royaume à ceux-ci, ce qui alourdit la dépense de l'État, malgré une réduction de la dette dans les années de Régence (1715-1726). La charge fiscale augmente donc régulièrement, en partie tempérée par la croissance démographique, élevée durant ce siècle. Les impôts indirects et les dons du clergé (qui échappe aux autres taxations directes) sont concernés, ainsi que la taille et de ses accessoires qui connaissent de nouvelles crues, allant jusqu'à atteindre un total de 64 millions de livres en 1780 pour les pays d'élection. L'impôt du dixième est remplacé en 1725 par un cinquantième dont le rapport est jugé insuffisant, qui est à son tour remplacé par le vingtième en 1749, puis connaît des augmentations. Ce dernier impôt se veut universel même si dans les faits les privilégiés réussissent largement à s'en extraire. Cette période voit de nombreux projets de réformes (taille tarifée, cadastre) être bloqués, notamment en raison de l'action des parlements et de l'incapacité à imposer les privilégiés. Ces échecs répétés incitent à reporter l'essor des recettes sur les impositions indirectes et l'emprunt, situation qui favorise un nouveau renforcement des Financiers. Mais le rendement de la Ferme ne donnant pas satisfaction, elle est placée sous une tutelle plus étroite du pouvoir et les aides reviennent en régie directe en 1780 sous le gouvernement de Necker qui crée la Régie générale. Le blocage des tentatives de réforme financière et fiscale s'ajoutent à ces problèmes, plongeant l'État dans une grave crise financière dans les années 1780, aboutissant au retour des états généraux,,.

### Les impôts de la France médiévale et moderne
Les impôts médiévaux et d'Ancien Régime peuvent être distingués en fonction de leur bénéficiaire : en plus de l'essor et de la diversification de la fiscalité royale, les seigneurs conservent sur toute la période un ensemble de droits qui prennent souvent la forme d'impositions, tandis que l'Église dispose d'une ressource financière de premier ordre avec la dîme. Ces différents impôts sont le produit d'évolutions complexes.
Ce système est marqué par les tentatives de l'État d'étendre sa fiscalité et de régir les différentes formes de prélèvements, et la résistance des différents groupes de contribuables, qui parviennent à l'issue de négociations ou de confrontations à obtenir des exemptions, des allègements. Il en résulte un paysage fiscal très divers, notamment parce qu'un même impôt n'est pas déterminé et prélevé de la même manière à une même époque, suivant les lieux et les personnes.
Ces différents impôts impliquent de nombreux acteurs à tous les niveaux (perception, détermination de l'assiette, régulation, contrôles, litiges). Ils peuvent être perçus directement par les agents des bénéficiaires ou bien affermés, ce qui a donné de plus en plus de poids aux différents fermiers des impôts, et abouti à la création d'organisations administratives élaborées.

#### Les prélèvements seigneuriaux

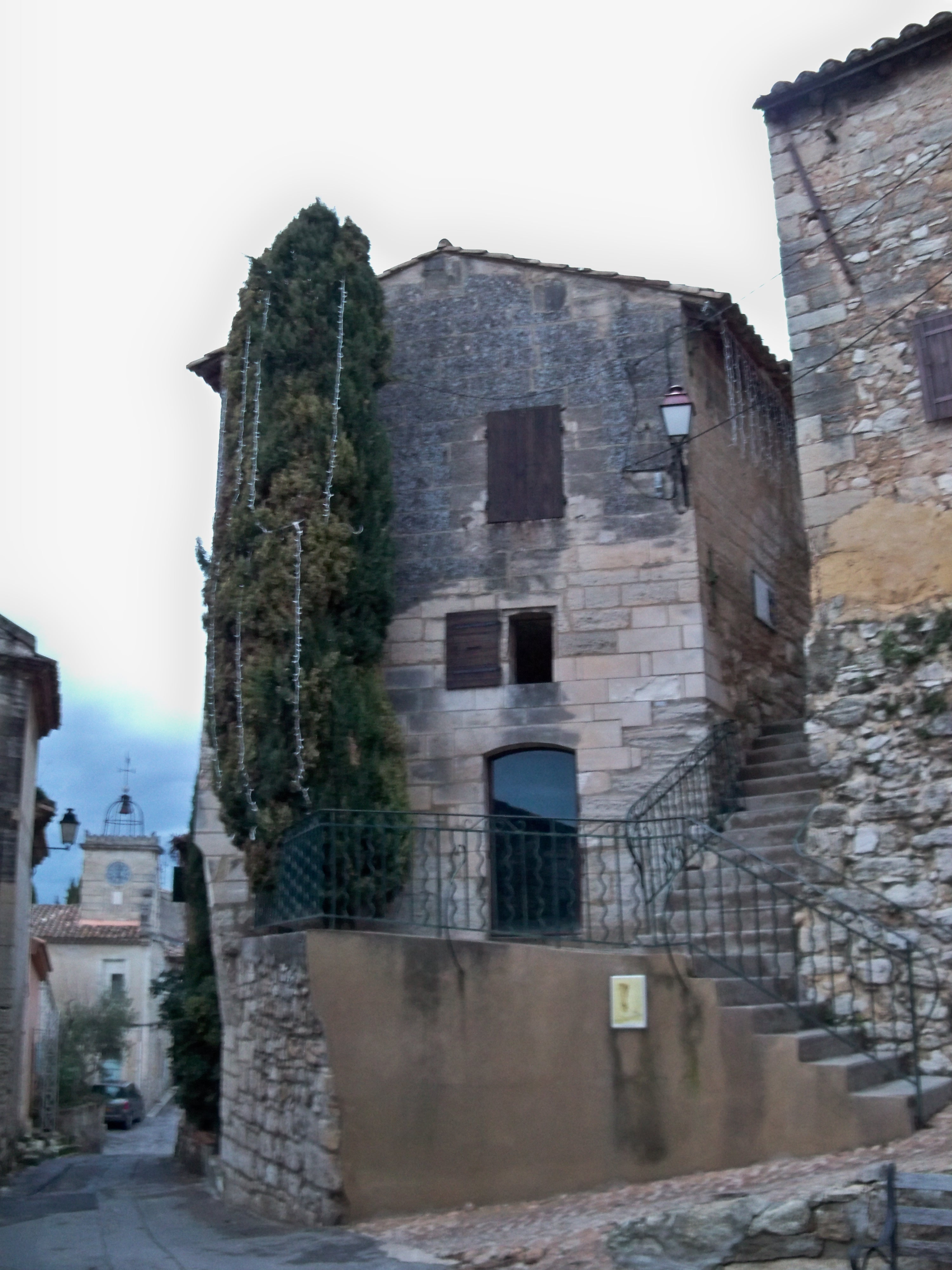
Four banal du village des Angles (Gard).

##### La seigneurie
La seigneurie, qui se met en place progressivement entre le Xe siècle et le XIIIe siècle, est constituée d'un ensemble de terres et de populations placées sous la propriété éminente et sous la juridiction d'un seigneur. Selon le principe féodal cela se fait en échange de la protection des vassaux par le seigneur. Celui-ci peut être le roi, un noble, une institution ecclésiastique, une ville mais aussi un roturier. La seigneurie est le cadre d'un ensemble de droits dus à son seigneur par ses résidents. On distingue couramment :
- ce qui relève de la seigneurie foncière (ou domaniale), qui est une unité d'exploitation agricole au sein de laquelle le seigneur perçoit des redevances féodales versées en échange de l'exploitation des terres relevant de sa propriété éminente, de loin les plus lourdes ;
- ce qui relève de la seigneurie banale, qui octroie au seigneur des pouvoirs de commandement sur les résidents de son domaine, et lui donne notamment droit à la perception de divers droits sur l'utilisation des « banalités », les monopoles seigneuriaux (four, moulin, etc.).

En pratique, les deux domaines sont difficiles si ce n'est impossibles à séparer, ces diverses obligations renvoyant à la domination du seigneur sur ses dépendants, qui concerne également d'autres domaines (corvées, justice seigneuriale, endettement des villageois envers leur seigneur) et prend des facettes différentes selon les cas.
Ces droits sont prélevés par les agents seigneuriaux, parfois affermés.

##### Les redevances sur les tenures et tenanciers

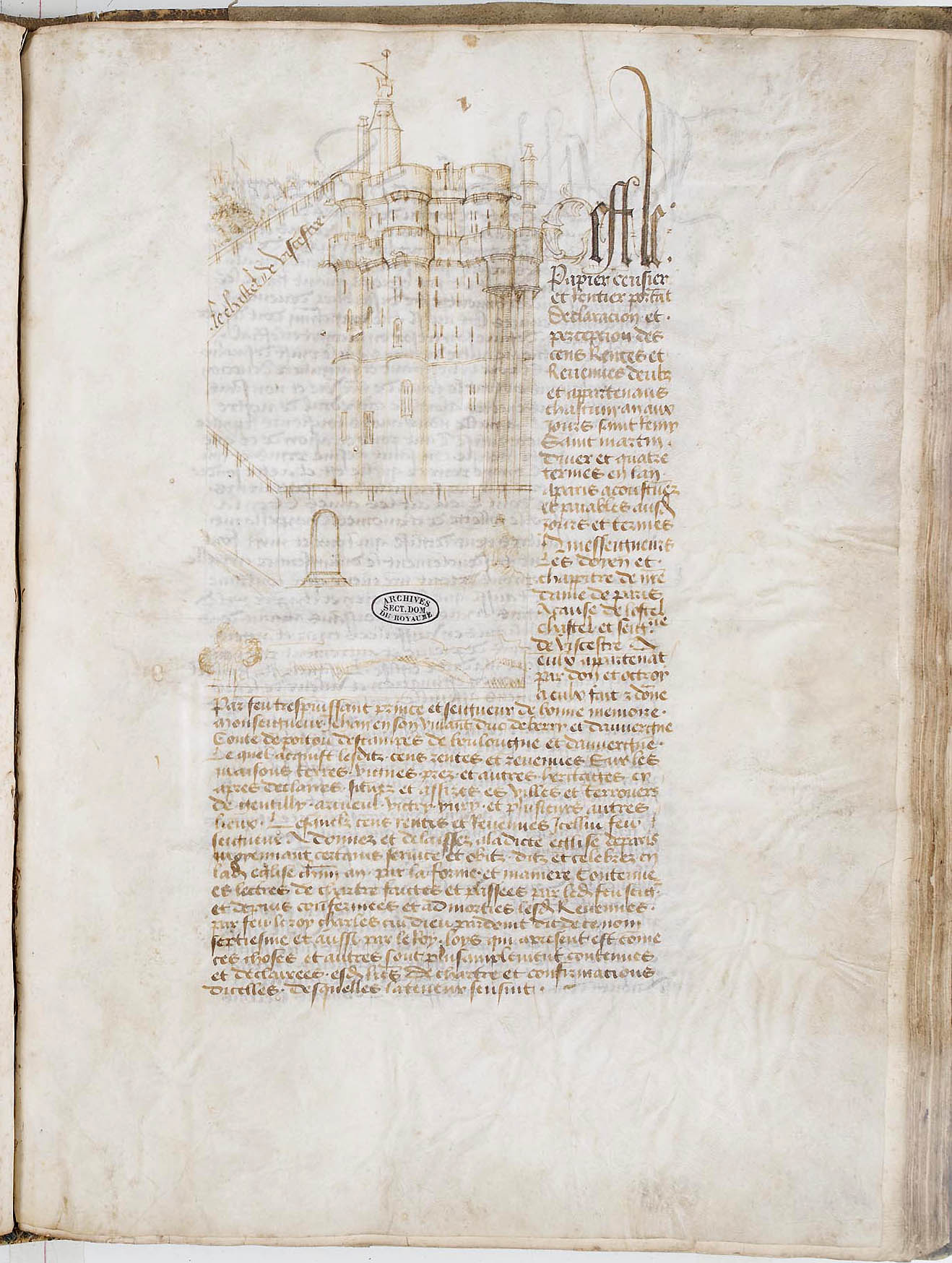
Registre des cens dus au chapitre de Notre-Dame de Paris, 1474. Archives nationales de France.

Un premier ensemble de contributions seigneuriales relève des droits dus en échange de l'exploitation des terres faisant partie de la propriété éminente de la seigneurie, les tenures ou censives. Ce sont des évolutions des manses de l'époque carolingienne, et une forme de rente foncière. Ces terres et les redevances dues sont consignées dans des registres spécifiques : polyptyques au début de l'époque médiévale, livres ou papiers censiers à partir du Moyen Âge central, et les livres ou papiers terriers à l'époque moderne.
Le cens est une redevance fixe annuelle au seigneur, généralement payée en espèces. Surtout important symboliquement, peu élevé par nature, sa fixité le rend plus léger car l'inflation a érodé sa valeur réelle. Mais dans certains cas des surcens ou croîts du cens sont venus réviser sa valeur.
Le champart (ou terrage, agrier, gerbage, tasque, etc.) est une autre rente due au seigneur par ses censitaires, consistant en une portion de la récolte. Il porte le plus souvent sur les céréales, tandis que les vignes, bois, légumes et arbres fruitiers en sont généralement exemptés. À la différence du cens, le champart constitue pour les paysans une charge assez lourde, versée après la dîme, à proportion de la part restante. Il est souvent d'un sixième ou un cinquième, mais il peut monter jusqu'à un tiers de la récolte (la tierce bourguignonne), et varier beaucoup au sein d'une même circonscription : par exemple de 2,3 à 31 %, avec une moyenne autour de 18 %, en Lauragais au XVIIe siècle.
Ensuite des droits de mutation doivent également être versés au seigneur lors des ventes de censives : droit de relief, lods et ventes. Leur quotité est très variable selon les régions, du tiers au cinquantième.
La taille seigneuriale (ou queste, fouage) est une redevance pesant sur les récoltes et le bétail, qui se développe dans la seconde moitié du XIe siècle. Elle est versée en principe en échange de la protection des roturiers par le seigneur des lieux, mais elle devient rapidement indépendante de ce critère. Sous sa forme la plus dure, la taille « à merci », elle est fixée arbitrairement par le seigneur et est perçue comme une marque de servitude par ceux qui l'acquittent. Mais ce prélèvement fait l'objet de nombreuses négociations, qui aboutissent souvent à son abonnement fixant définitivement son montant et sa périodicité, ou bien la coutume en a établi le montant. La taille devient une exclusivité royale au XVe siècle.

##### Les banalités
Les banalités découlent du droit de ban du seigneur sur ses terres : il peut s'arroger le monopole de l'usage de plusieurs installations, qui deviennent payantes (droits d'usage) : usages du moulin, du four et du pressoir banaux. La banalité du moulin figure parmi les droits seigneuriaux les plus lourds et les plus détestés des paysans. Elles sont souvent confiées à des fermiers : le meunier pour le moulin et le boulanger ou fournier pour le four. Le droit de ban implique par ailleurs la perception de taxes sur les marchandises qui transitent ou sont vendues dans sa seigneurie (péage, tonlieu, octroi, minage, banvin, hallage, etc.), très lucratives lors des foires, ou pour l'utilisation des espaces de pâture (glandée ou panage), de pêche.

##### La fiscalité urbaine
Si les villes sont également concernées par le système seigneurial, beaucoup de celles qui sont dotées de corps urbains ont également l'habitude de lever des impôts, ne serait-ce que pour acquitter les versements dus collectivement par la communauté aux seigneurs ou aux rois, mais aussi pour leurs propres besoins. Il s'agit dans ce cas surtout d'impôts indirects (aides, accises), plus rarement directs (des tailles). Parfois il arrive aussi que le corps de ville prélève plus que ce qui était réclamé par le roi au titre de la taille, pour affecter la différence à ses propres besoins.

#### Les prélèvements ecclésiastiques

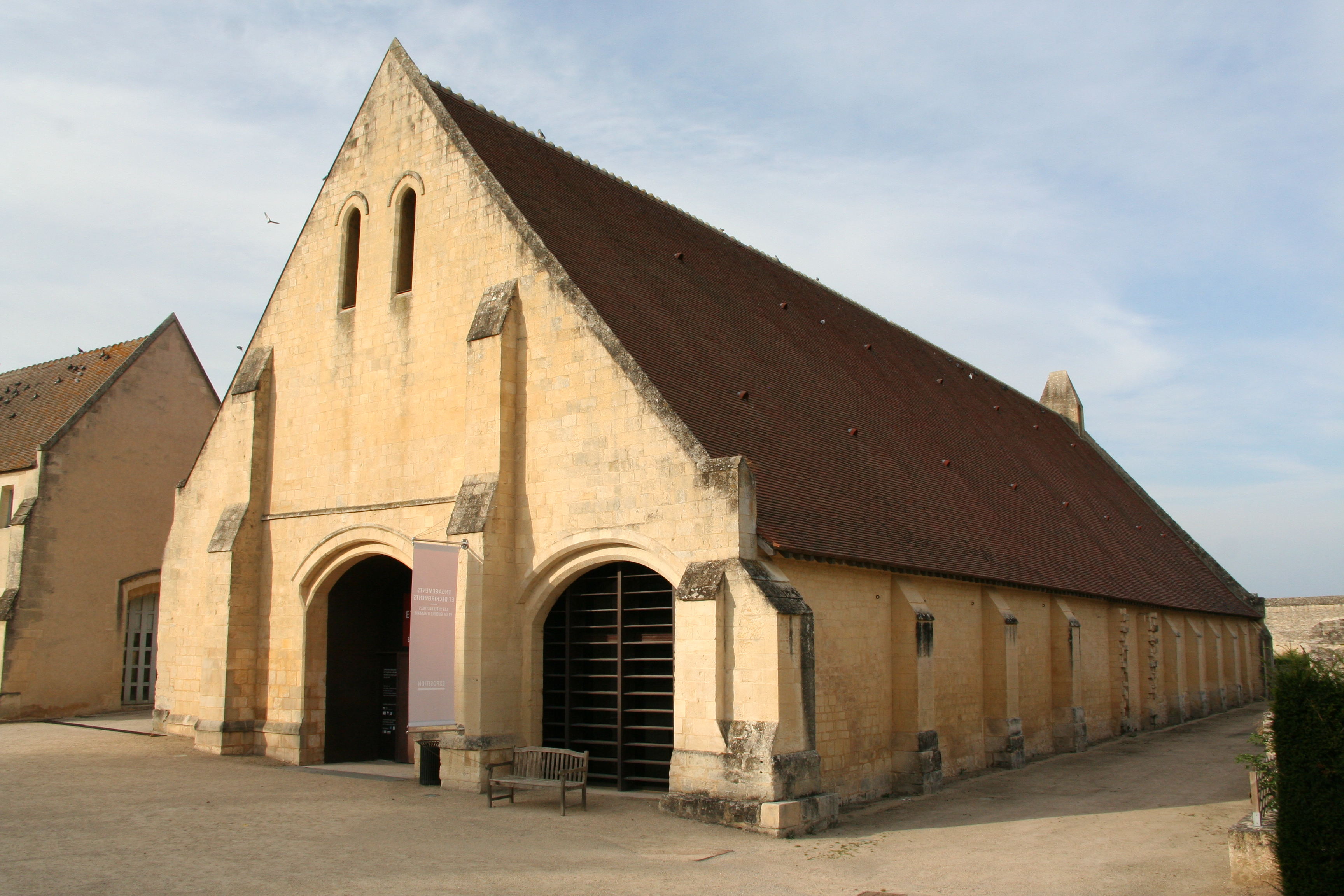
La grange aux dîmes de l'abbaye d'Ardenne à Saint-Germain-la-Blanche-Herbe (Calvados), servant à stocker les produits de la dîme.

##### La dîme
L'Église dispose depuis l'époque franque d'un des impôts majeurs de l'Ancien Régime, censé couvrir les dépenses du clergé séculier (prêtres, évêques) faites dans le cadre de l'exercice de leur ministère auprès de leurs ouailles : la dîme.
Il s'agit d'un impôt proportionnel, prélevé en nature, portant sur les produits de toutes les terres et domaines, y compris celles des nobles et du roi. Mais les jardins privés n'y sont pas soumis, et certains ordres ecclésiastiques (Clunisiens, Chartreux, Prémontrés, Ordre de Saint-Jean de Jérusalem, etc.) en sont exemptés. Les dîmes sont perçues par un bénéficiaire appelé « décimateur ». En principe elles doivent être affectées aux curés des paroisses, mais en pratique elles vont en général dans les caisses des « gros décimateurs », membres du haut clergé (évêques, chapitres, abbayes, monastères). Ils en reversent une portion dite « congrue » aux curés, dont le montant est variable, constituant souvent l'essentiel du revenu des curés. Dans certains cas les dîmes ont été accaparées par des laïcs (les « dîmes inféodées »), ce qui leur est contesté par le clergé.
La dîme pèse sur les productions agricoles et les produits des troupeaux. On en distingue plusieurs types selon leur objet : « dîmes grasses » sur le blé et le vin, « dîmes vertes » sur les légumes, le lin, le chanvre, « dîmes menues » sur la laine, le croît des animaux, « dîmes de charnage » ou « de carnage » sur les brebis, porcs ou animaux de basse-cour. On oppose également les dîmes anciennes, coutumières, perçues depuis des temps anciens dans un lieu et pour un produit précis, et les « dîmes novales » sur les terres défrichées depuis moins de quarante ans, dont le clergé exige la perception. Ces dernières sont un sujet récurrent de litiges car paysans et seigneurs refusent souvent de les payer car elles ne sont pas régies par la coutume, parfois avec l'appui du pouvoir royal qui instaure des exemptions de dîme dans les zones où il souhaite voir s'étendre les cultures. Il en va de même pour les « dîmes insolites » pesant sur les productions nouvelles.
En principe le taux de la dîme est d'un dixième du produit, mais dans les faits il est variable selon les lieux et les cultures : une moyenne estimée au douzième ou au treizième des récoltes agricoles au XVIIe siècle, et des maxima à un sixième ; un dixième pour le croît des troupeaux d'agneaux par exemple. La situation est complexifiée par le fait qu'il est courant que plusieurs décimateurs se partagent des paroisses et y pratiquent des taux différents. Dans certains cas le décimateur détermine un « abonnement » à la dîme : il fixe une somme donnée à verser chaque année sur une certaine période, parfois pour toujours. Il est du reste courant qu'un décimateur concède la gestion de la perception de leur dîme à un fermier, qui doit lui reverser une somme fixe. Les agents du percepteur de la dîme la perçoivent en nature. Les dîmes agricoles sont prélevées dans les champs directement après la récolte, cet impôt ayant le privilège d'être le premier perçu.

##### Le casuel
Le casuel est un autre type de redevance perçu par le clergé, destiné au curé (et parfois partagé avec la fabrique). Il s'agit d'honoraires versés à l'occasion des baptêmes, mariages, obsèques, messes, relevailles, donc un droit à la frontière de la fiscalité proprement dite, qui inclut aussi les offrandes volontaires. Leurs montants sont très variables, et ne sont pas forcément négligeables, suscitant diverses contestations et des régulations,.

##### Les prélèvements au sein du clergé
La fiscalité ecclésiastique est par ailleurs marquée par d'importants prélèvements entre ses différentes composantes, à commencer par les décimes devant financer les contributions du clergé au Trésor royal (voir plus bas), prélevées au niveau du diocèse. À côté de cela, les évêques ont mis en place au Bas Moyen Âge un ensemble de prélèvements fiscaux sur les cures de leur diocèse, les plus courants étant une taxe synodale, prélevée lors de la réunion des synodes, et un cens épiscopal.

##### La fiscalité pontificale en France
La papauté constitue également une administration fiscale, parallèlement à la mise en place d'un État pontifical, qui prélève des revenus sur le clergé bien au-delà du domaine temporel des Papes. Sont établis pour cela à partir du XIIe siècle des collecteurs pontificaux, qui gagnent en importance au XIVe siècle, sous la Papauté d'Avignon, et disposent d'un ressort territorial précis (les collectories). Ils prélèvent notamment les annates, revenus des sièges vacants, le subside caritatif, le cens pontifical, les procurations et les décimes. La mise en place de cette fiscalité, concurrente de celle de l'État royal qui s'affirme au même moment, fait l'objet de querelles qui tournèrent à l'avantage de la monarchie, notamment avec la Pragmatique Sanction de Bourges en 1438 qui voit le montant des annates être fortement diminué, sans jamais supprimer totalement les prélèvements de la Papauté dans le royaume.

#### Les impôts royaux
Les plus anciennes ressources financières du souverain sont celles découlant de l'exploitation de son « domaine », et à ce titre il peut notamment percevoir des prélèvements similaires à ceux des seigneurs. Les impôts à proprement parler ont commencé à être mis en place à partir du XIIe siècle, et ce phénomène de création d'impôts royaux ne s'est pas tari par la suite. Ce processus a accouché d'un ensemble complexe de prélèvements directs et indirects, nécessitant la mise en place d'une administration spécifique dépendant directement de la Couronne ou bien de fermiers dont la puissance est devenue considérable.

##### Les impôts indirects

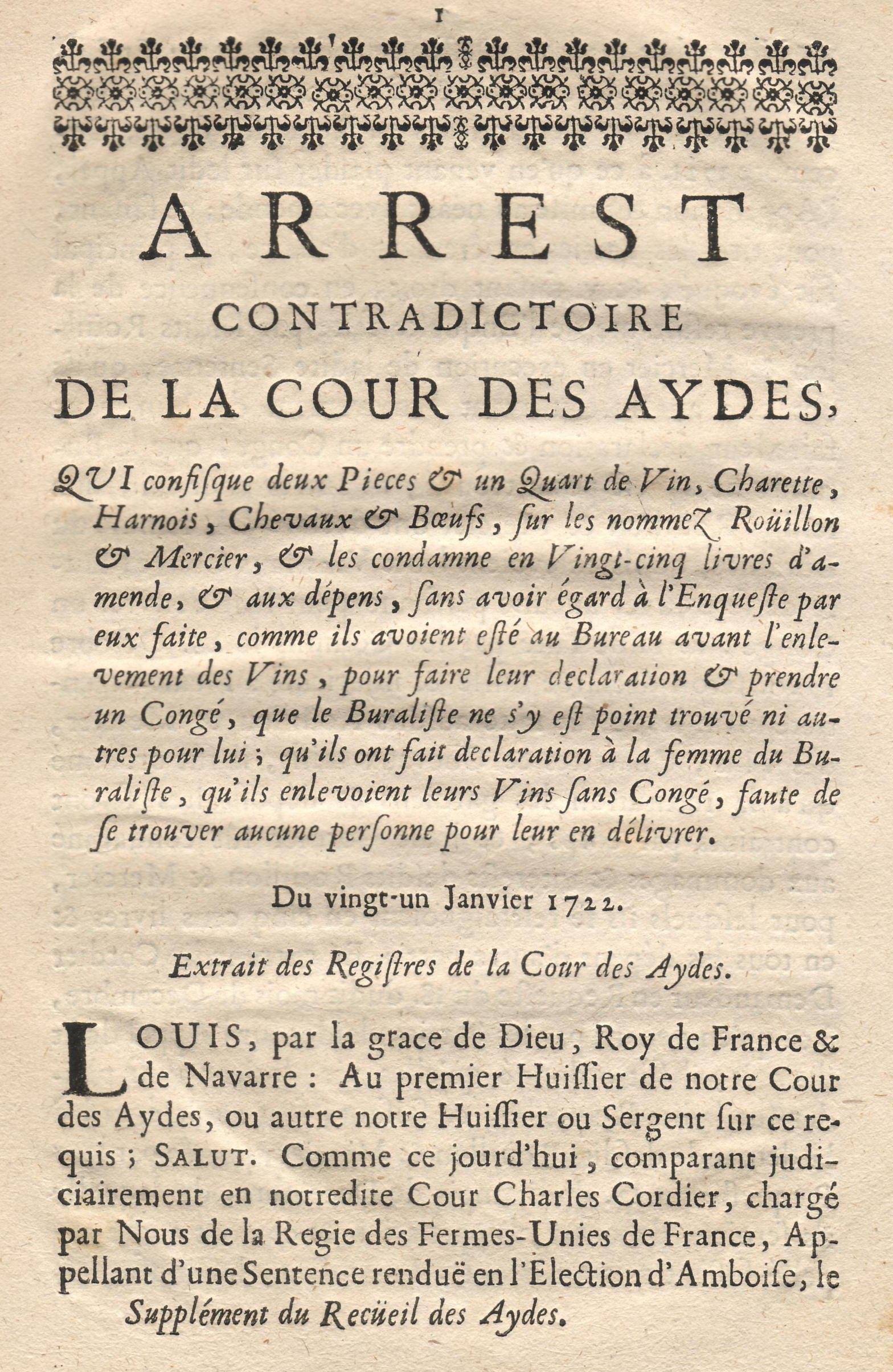
Arrêt de la Cour des aides concernant un congé sur un transport de vin à Amboise (1722).

###### Les aides
Les aides sont parmi les plus anciens des impôts royaux à être mis en place. Le terme dérive de l'aide féodale, obligation du vassal envers son seigneur, généralement d'ordre militaire, que le souverain préfère « racheter » à partir du XIIe siècle. Aux XIVe siècle, le terme en vient à désigner uniquement un ensemble d'impôts indirects royaux, portant principalement sur le transport et la vente de denrées (grains, farine, animaux, boissons, huiles et savons, pierres, minerai, etc.). Les droits sur les boissons sont les plus lourds et impopulaires (droit du Huitième, du quatrième, subvention et augmentation). Leur montant est variable et très inégal selon les provinces (les états peuvent en fixer le taux), il y a de nombreuses exemptions (nobles, clergé, officiers, villes, même certaines provinces). Comme les autres impôts indirects, la perception des aides est confiée à des fermiers, jusqu'en 1780 quand Necker leur retire et la met en régie.

###### La gabelle

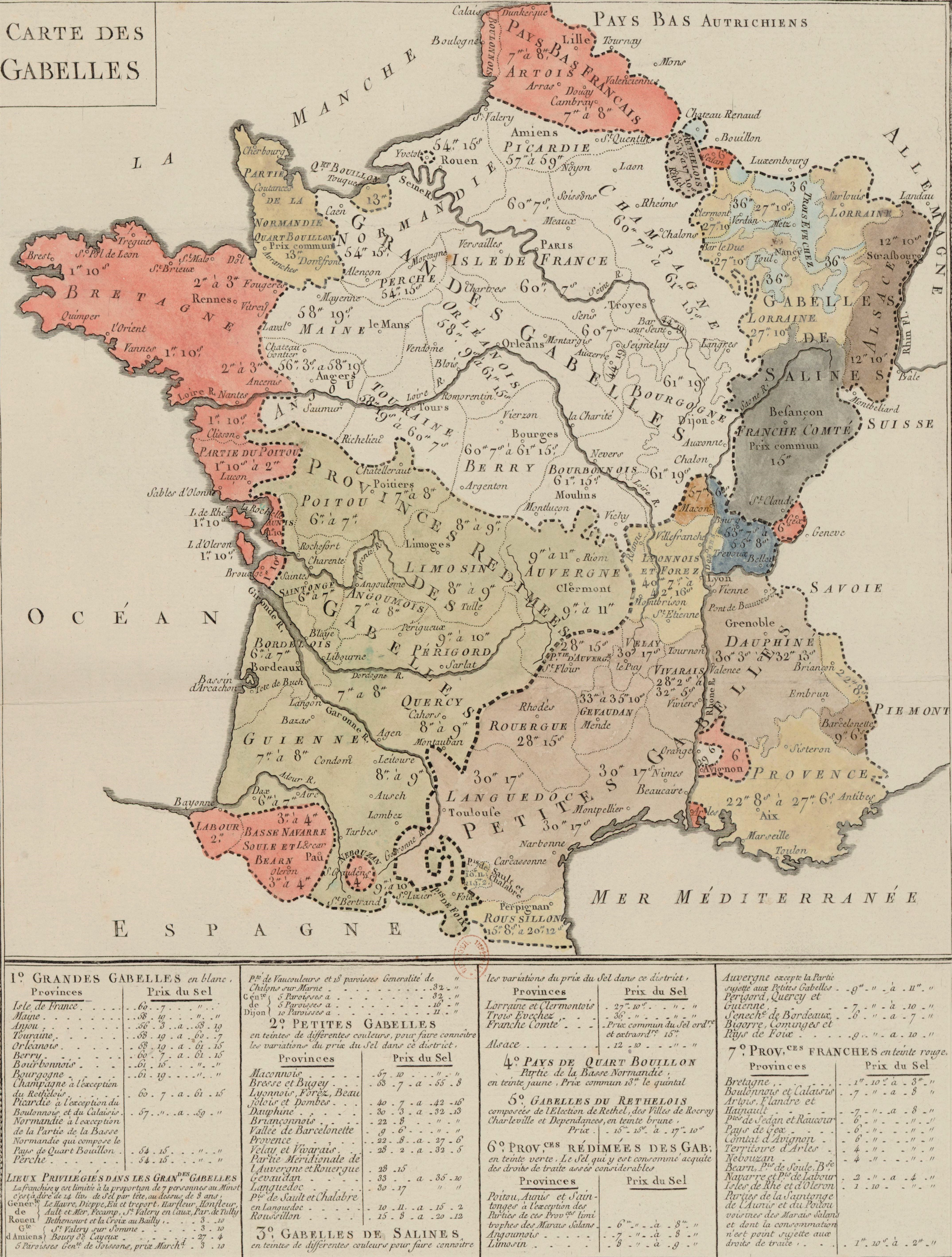
Carte des différents régimes de gabelle au XVIIIe siècle.

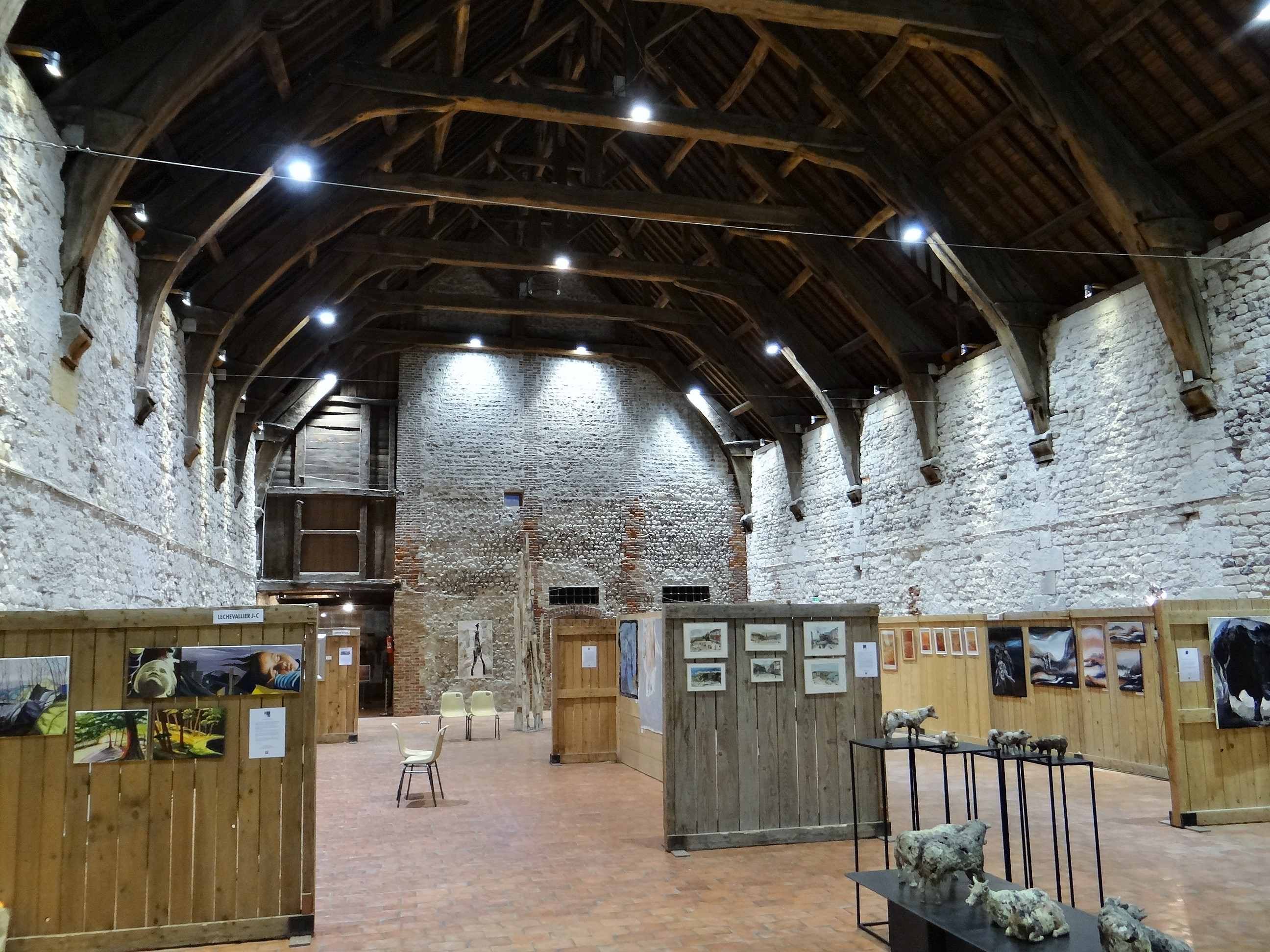
Intérieur d'un ancien grenier à sel de Honfleur (Calvados), XVII.

La gabelle du sel est le principal impôt indirect royal, pesant sur la consommation du sel, denrée essentielle. Elle a pour origine la volonté du pouvoir royal au début du XIVe siècle de contrôler les ventes de sel afin d'éviter la spéculation. Ce contrôle reste en place par la suite, s'approchant d'une forme de monopole public : le sel est vendu dans des lieux précis, les greniers à sel et les chambres à sel, et la gabelle devient un prélèvement s'ajoutant au prix de vente au consommateur final.
Les souverains ne sont jamais parvenus à uniformiser le régime de la gabelle, qui varie fortement suivant les provinces. On distingue :
- les pays de grande gabelle (Île-de-France et provinces voisines), régions ne produisant pas de sel (il est importé essentiellement du pays nantais), où sa vente est lourdement taxée et une consommation minimale obligatoire ;
- les pays méridionaux de petite gabelle (Lyonnais, Languedoc, Provence, Roussillon), alimentés en sel du marais de Peccais, où il est moins taxé mais sa consommation minimale plus élevée ;
- les pays de salines disposant de mines de sel, ayant une taxation encore moins lourde (Franche-Comté, Lorraine, Alsace) ;
- les pays rédimés qui ont racheté l'impôt après une révolte en 1548, donc exemptés de fait (Poitou, Aunis, Saintonge, Guyenne, Angoumois, Limousin, Marche) ;
- les pays de « quart bouillon » (régions normandes d'Avranches, Coutances, Bayeux, Pont-l'Évêque) ayant un tarif avantageux ;
- les pays exemptés, où les prix du sel sont généralement bas, qui sont souvent des régions de production (Artois, Flandre, Hainaut, une petite partie de l'Aunis et de la Saintonge, Béarn, Basse-Navarre et surtout la Bretagne).

Ceux qui bénéficient du privilège dit du « franc-salé », des officiers et des institutions charitables, ont de plus le droit de prendre une certaine quantité de sel sans acquitter la taxe.
La perception de la gabelle est confiée à partir du XVIe siècle à des fermiers chargés de la gestion d'un grenier à sel et de leur nombreux personnel, qui ont pour charge, en plus de la perception de la taxe, de trancher les litiges liés à celle-ci et de la traque des contrebandiers du sel, les faux-sauniers, confiée notamment à des agents de base, les « gabelous ». Au siècle suivant le nombre de fermes est réduit, concentrant des revenus considérables entre les mains des grands fermiers. Puis elles sont intégrées aux fermes générales dans les années 1680. La gabelle est un impôt financièrement important, mais impopulaire, la critique s'orientant notamment contre l'enrichissement considérable de ses fermiers.

###### Les autres droits indirects
Le pouvoir royal bénéficie des produits d'autres impôts indirects importants, eux aussi affermés. Les traites ou foraines sont perçues sur les marchandises rentrant ou sortant du territoire, ou bien circulant entre certaines provinces. Il reçoit ensuite une partie des droits d'entrée prélevés sur les marchandises dans les villes, les octrois. L'État a également perçu des droits sur les ventes de tabac dont la consommation devient importante à partir du XVIIe siècle, avant de constituer un monopole, confié en 1674 à la Ferme du tabac, qui est intégrée en 1726 à la Ferme générale.

##### Les impôts directs

###### La taille et ses accessoires
La taille (royale) se développe au XIVe siècle, à partir du modèle de la taille seigneuriale, puis devient permanente en 1439. C'est pendant trois siècles et demi la base de la fiscalité personnelle de l'Ancien Régime. Avant le XIVe siècle, la royauté a également perçu ponctuellement un autre impôt direct, le fouage, qui est un impôt de quotité payé à un même montant par feu, mais il finit par être supplanté par la taille.
Jusqu'à la fin du XVIIe siècle, la taille est le seul impôt que l'on puisse qualifier d'impôt direct. Progressivement il est augmenté de taxes supplémentaires, les « accessoires », qui s'ajoutent au « principal » (la taille à proprement parler) : le taillon (établi en 1549), puis les deux sols pour livre de principal, la solde des maréchaussées, le fonds des étapes, le brevet militaire, etc. Une partie des montants recouvrés doit en effet rester dans la circonscription de prélèvement au titre de compensation des frais des agents fiscaux et surtout pour certaines dépenses publiques (constructions publiques, entretien des routes, logement de militaires), et les accessoires servent à couvrir ces charges.
La taille est un impôt de répartition. Son montant global (le « brevet général ») est fixé au niveau du royaume par le souverain avec le Conseil des finances, puis négocié avec les états et élections, au regard des estimations de leurs capacités pour l'année (avant tout l'état des récoltes, ce qui fait plus peser l'impôt sur les riches pays agricoles en temps normal), après une enquête de terrain. Le montant est réparti au sein des pays entre leurs différentes paroisses, suivant des principes variés, devant là encore tenir compte des facultés contributives des uns et des autres. Cela suppose de dénombrer les foyers (« feux ») contribuables (le « rôle » de la taille) puis d'évaluer leur richesse (l'« estime ») pour déterminer le montant dû. En pratique, il apparaît que l'impôt est de mieux en mieux réparti au cours du temps en fonction des capacités contributives des personnes imposables. La taille est perçue par les agents des institutions provinciales : officiers royaux en pays d'élection, représentants des instances représentatives provinciales en pays d'états.
La taille connaît deux régimes divisant le pays.
- Dans les pays dits de « taille réelle » (surtout au nord, pays d'oïl), la taille est un impôt personnel prélevé sur les revenus fonciers du contribuable, les rentes actives et les produits de l'industrie. On y distingue la taille de propriété (payée par les propriétaires sur les revenus de leurs propriétés), la taille d'occupation (payée sur l'habitation), la taille d'exploitation (payée par les exploitants sur les revenus de leurs exploitations) et la taille d'industrie, de commerce et d'élevage (acquittée sur les revenus de l'élevage). La taille réelle n'est assurément pas un modèle d'égalité fiscale : la noblesse et le clergé en sont ab initio exemptés, privilège dont bénéficient ultérieurement les détenteurs d'offices de finances, d'offices judiciaires et municipaux, ainsi qu'un grand nombre de bourgeois habitant les villes pourvues de chartes et de franchises. L'évaluation des revenus est confiée au niveau paroissial à un « asséeur-collecteur » qui doit réaliser chaque année des enquêtes pour les feux imposables, génératrices de litiges.
- Dans les pays dits de « taille personnelle » (surtout au sud, pays d'oc), la taille est un impôt réel grevant les biens roturiers, même s'ils appartiennent à des privilégiés. La cotisation dépend de la nature des terres et de leur superficie. Elles sont fixées toutes deux par des registres cadastraux, les compoix, qui suivent le sort des biens de propriétaire en propriétaire, ce qui assure une meilleure estimation des patrimoines et donc une répartition plus équitable de l'impôt en fonction des « facultés » des uns et des autres. Une terre noble, par exemple, passant de mains en mains fussent-elles roturières, conserve son immunité fiscale. À l'inverse, les gentilshommes ou les ecclésiastiques qui acquièrent des fonds sujets au droit de taille ne sont pas exempts d'en faire le paiement[70].

###### La capitation
La capitation, créée en 1695 pour financer la guerre de la Ligue d'Augsbourg, est d'abord instituée à titre temporaire. Elle devient par la suite un impôt définitif et prend la forme, dans les pays d'oïl, d'un impôt complémentaire à la taille personnelle. C'est un impôt original qui vise à l'universalité, puisqu'en sont seuls exempts les ordres mendiants, les pauvres et les taillables imposés moins de 40 sols. Les foyers sont imposés en fonction d'un classement en 22 catégories, du premier tarif de 1695 de 2 000 livres pour la première classe à 1 livre pour la vingt-deuxième classe. C'est un classement et une hiérarchie des Français de l'époque. Elle démontre bien que la noblesse n'est pas une classe d'un seul tenant : les princes du sang sont classés en première classe, les ducs en deuxième classe - les marquis, comtes, vicomtes et barons en septième classe pour 250 livres et les gentilshommes n'ayant ni fief ni château en dix-neuvième classe comme les garde-chasses ou les commis distributeurs de lettres à la poste ils paient 6 livres. Cet impôt n'a jamais été universel et égalitariste : le clergé obtient de le payer suivant ses propres modalités, par un don gratuit, préservant ainsi son autonomie, tandis que les nobles sont certes imposés, mais après la première capitation ils figurent sur des rôles distincts des roturiers, et sont taxés pour des montants faibles. L'assiette et la perception de la capitation sont assurées suivant le principe de la régie, de la même manière que la taille.

###### Le dixième et le vingtième
L'impôt du dixième est instauré en 1710, par Nicolas Desmaretz. Déjà, en 1707, Vauban préconise la création d'un impôt unique, la « dîme royale », destinée à se substituer à tous les impôts directs (tailles, dîme du clergé) et à être acquittée par tous. Le dixième est un prélèvement pesant sur le revenu de toutes les propriétés (revenus fonciers, revenus mobiliers, revenus des professions libérales, revenus de l'industrie) qui est pensé pour être acquitté par tous les corps sociaux du royaume. Mais beaucoup y échappent par un rachat d'impôt : le clergé s'exonère là encore en versant le don gratuit, tandis que les pays d'état s'abonnent.
Le dixième, dont les produits sont largement en deçà de ce qui était attendu, est aboli en 1717, remplacé entre 1725 et 1727 par l'impôt du cinquantième qui est à son tour un échec.
En 1749 est instauré le vingtième, par Machault d'Arnouville, contrôleur général des Finances de Louis XV. Le vingtième est destiné à être universel, sans possibilité de rachat, devant peser sur les revenus nets des foyers. Le clergé et les états réussissent néanmoins à nouveau à s'y soustraire par le rachat et l'abonnement, même si les nobles y sont imposés, quoi qu'uniquement sur leurs revenus fonciers. Le vingtième est doublé dès 1751 (second vingtième) puis triplé entre 1760 et 1763 et 1782 et 1786 (troisième vingtième).

##### Les contributions du clergé
Le clergé, bien qu'exempté d'une grande partie de l'imposition royale, en premier lieu de la taille et des autres impôts directs, et parvenant souvent à obtenir de ne payer que des sommes forfaitaires pour des impôts indirects (pratique de l'« abonnement »), a contribué régulièrement aux revenus royaux. Les souverains négocient avec ses représentants le paiement de contributions importantes, quoique toujours faibles au regard de ses richesses. C'est le cas à partir de la fin du XIIe siècle, pour financer les croisades (la « dîme saladine »), puis ces impositions sont pérennisées, puisque perçues par le roi quasiment tous les ans, au début du XIIIe siècle et par la suite malgré la fin des croisades.
Le clergé prélève sur ses revenus les « décimes » pour les financer. S'élevant en principe au dixième des revenus ecclésiastiques, elles sont parfois augmentées de contributions supplémentaires. Leur montant est régulièrement négocié entre les rois et les prélats. Par le contrat de Poissy, en 1562, il est établi que les sommes sont levées par un receveur général spécifique, et que les revenus seraient affectés au remboursement d'emprunts contractés par le roi, les rentes de l'Hôtel de Ville. Par la suite, les souverains parviennent à obtenir du clergé une contribution supplémentaire, le « don gratuit », pour lequel sont levées des « décimes extraordinaires ». Au niveau des diocèses la perception est accomplie par un receveur, officier royal, qui prélève les impôts deux fois par an, le montant dû étant réparti entre les bénéficiaires de cette circonscription par un bureau diocésain constitué de membres du haut clergé local. Les institutions charitables et les ordres mendiants en sont exemptés, de même que les cardinaux, et certains hauts personnages du clergé arrivent à se faire accorder des décharges. Les décimes extraordinaires ne suffisant pas longtemps à financer les dons gratuits de plus en plus lourds (notamment en compensation au fait que le clergé échappe à la capitation), les institutions ecclésiastiques recourent à d'autres moyens de financement (créations d'offices, emprunts),,.

### Résistances, limites et blocage

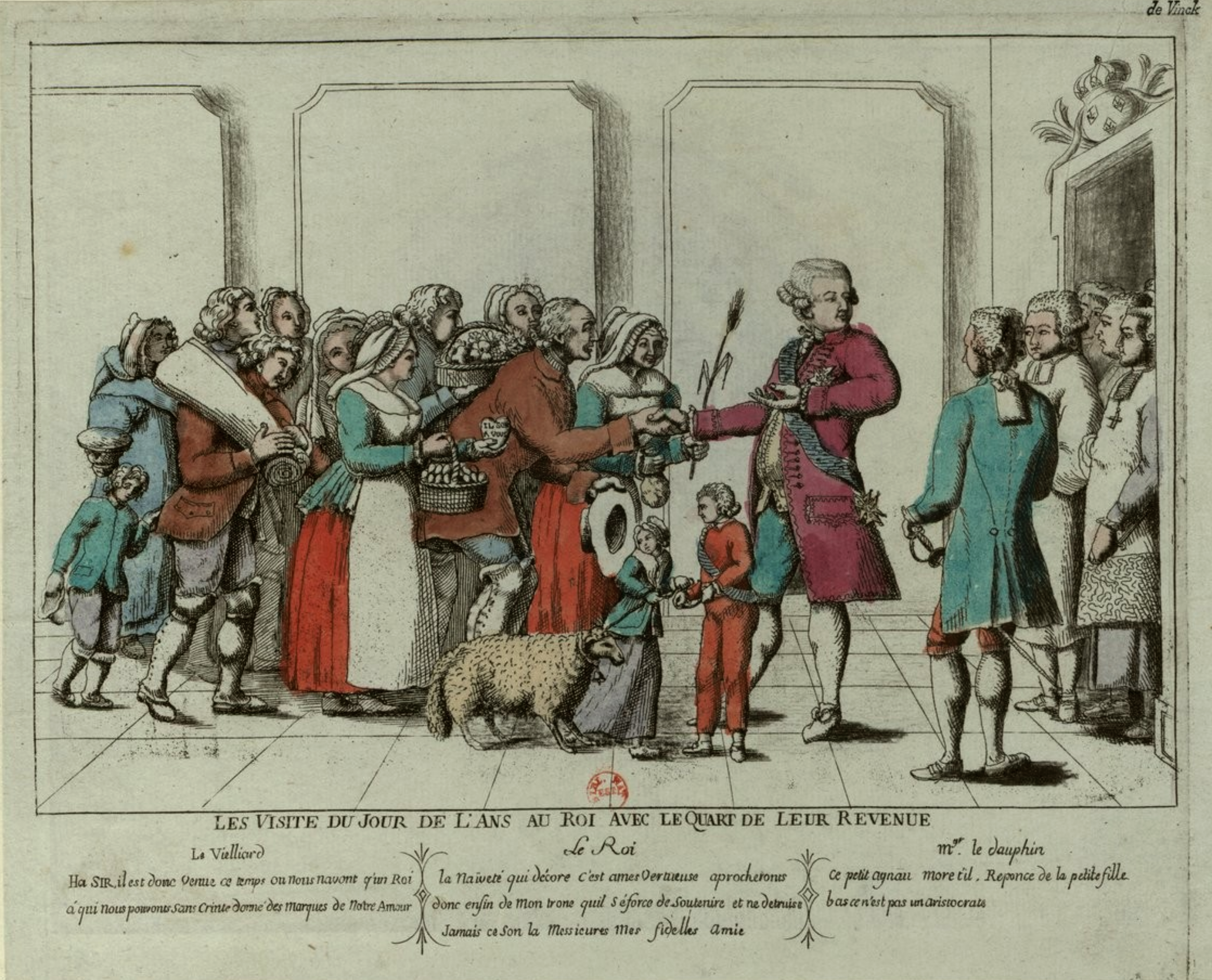
Dessin représentant des visites au roi Louis XVI pour paiement d'impôt (1790).

L'impôt, en particulier l'impôt royal, a toujours souffert d'un problème de légitimité : de plus en plus lourd, de moins en moins négocié, toujours inégalitaire, il fait constamment l'objet de contestations, qui vont parfois jusqu'à la révolte. Tout au long des siècles médiévaux et modernes, l'État et les différentes composantes de la société s'opposent à de nombreuses reprises sur l'expansion d'une imposition vue comme trop envahissante. Les limites du système fiscal d'Ancien Régime sont atteintes au XVIIIe siècle, dans le contexte de la crise financière dans laquelle s'enfonce la monarchie, qui est aussi une crise de sa légitimité, conduisant au blocage qui devait être à l'origine de la Révolution.

#### La difficile légitimation de la fiscalité royale
Du haut Moyen Âge, les sujets du roi ont hérité l'habitude de ne pas être soumis à des contributions autres que celles relevant du domaine. Lorsque le pouvoir royal a de plus en plus recours à partir du XIIe siècle aux finances « extraordinaires », s'impose (du moins dans l'esprit des représentants des contribuables) le principe suivant lequel « le roi doit vivre du sien », c'est-à-dire de son domaine, et que les autres formes de financement ne peuvent qu'être temporaires, liées à des situations exceptionnelles. Le pouvoir cherche constamment l'accord de ses sujets dans la détermination de l'impôt qu'ils doivent payer, par la négociation, et se mettent ainsi en place les premières bases d'une théorie du consentement à l'impôt qui devait être consacrée en 1789. Les réflexions sur l'impôt accompagnent donc celles sur la conceptualisation de l'État. Dans un premier temps, le pouvoir royal invoque le principe féodal de l'aide que lui doivent ses vassaux, et surtout son rôle de « défenseur du royaume ». Puis intervient l'idée que le pouvoir souverain est le garant du « bien commun », posant les bases d'une théorie de l'intérêt général dont l'État serait le dépositaire, justifiant son droit à imposer. Les débats sont notamment formulés sous Philippe le Bel dans le cadre de l'Université.
Mais même quand les impôts royaux sont devenus réguliers, après de longues résistances des états, le principe suivant lequel le roi doit vivre du sien reste vivace, comme lors des états généraux de 1484 dont les représentants cherchent à faire coïncider les ressources « extraordinaires » à des dépenses qui le sont tout autant. Cela explique pourquoi la résistance des institutions représentatives (états, parlements, assemblées ecclésiastiques) aux augmentations de l'impôt que le pouvoir royal entend imposer est restée importante, même à l'époque de la monarchie absolutiste dont les marges de manœuvre n'ont jamais été aussi absolues qu'elle le souhaitait,.
Plusieurs penseurs de l'époque moderne apportent leur contribution à la réflexion sur l'impôt royal et les conditions de sa légitimité. Jean Bodin (qui avait participé à des états généraux en 1576 en tant que représentant du tiers-état), dans ses réflexions sur la souveraineté, met en avant l'importance du consentement à l'impôt par le peuple, à la condition que celui-ci serve l'intérêt général, impliquant des dépenses saines et modérées. Pour Montesquieu, le paiement d'un impôt lourd doit avoir pour contrepartie la garantie de nombreuses libertés pour ceux qui l'acquittent. Jean-Jacques Rousseau, plus attentif aux inégalités, développe quant à lui l'idée d'un paiement de l'impôt en fonction des moyens des contribuables.

#### Litiges, évitements et révoltes
La contestation de la fiscalité se manifeste de différentes manières tout le long du Moyen Âge et de la période moderne : des recours en justice, des pratiques relevant de la fraude et de la concurrence, et des révoltes dans lesquelles les motivations antifiscales jouent un rôle prépondérant.

##### Les litiges sur les impôts
De nombreux litiges peuvent résulter lors de l'établissement et du prélèvement de l'impôt. Cela concerne en particulier la taille royale, en pays de taille personnelle où la répartition de l'impôt par le collecteur-asséeur entre les contribuables suscite de nombreuses disputes, qui peuvent remonter jusqu'aux cours de justice provinciales (tribunaux des élections, sénéchaussées et bailliages, intendants) et en dernier ressort à la Cour des Aides voire au Conseil du Roi.
La dîme ecclésiastique est également matière à de nombreux litiges et procès, traités par les tribunaux séculiers. Les décimateurs cherchent ainsi régulièrement à percevoir des dîmes inféodées ou des dîmes novales. L'introduction de nouvelles cultures dans certaines régions semble parfois en partie motivée par la volonté de bénéficier d'une exemption de la dîme, et suscite en tout cas de nombreux litiges, par exemple lors de l'extension des herbages en Normandie ou l'introduction de la linette en Bretagne au XVIIe siècle.

##### La contrebande
La gabelle du sel fait l'objet d'une importante contrebande, en particulier dans les zones de contact entre les différents régimes d'imposition, le sel acheté dans les provinces rédimées ou avantagées où il est à un prix faible est revendu dans celles de grande gabelle où il est plus cher, en dehors du circuit officiel, par exemple entre la Bretagne et les pays limitrophes (Anjou, Maine, Île-de-France). Ces « faux-sauniers » se trouvent aussi bien parmi des bandes armées, chez les roturiers, les nobles, mais aussi en milieu ecclésiastique et parmi les petits agents des greniers à sel, les gabelous, pourtant d'ordinaire à l'avant-garde de la lutte contre la contrebande. Pour lutter contre cela des mesures de contrôle sont prises, les administrateurs des greniers à sel ont le droit d'employer des gens en armes, et les achats dans les pays rédimés sont strictement limités afin de les réduire à des besoins de consommation courante locale. Les faux sauniers se voient imposer de lourdes amendes ou bien sont condamnés à mort. La contrebande concerne aussi d'autres produits, notamment de l'alcool ou du thé introduit dans les ports depuis des royaumes étrangers, en particulier le Royaume-Uni au XVIIIe siècle,,.

##### Les révoltes antifiscales
Les tentatives d'innovations fiscales suscitent régulièrement des soulèvements « populaires », qui en fait mobilisaient toutes les couches de la société, et dont les causes sont complexes : l'impôt est souvent un élément déclencheur, mais des motivations économiques ou sociales plus profondes sont aussi en jeu.
Ces épisodes sont attestés à l'époque franque dans les écrits de Grégoire de Tours concernant le VIe siècle, voyant des violences contre des agents royaux chargés de la fiscalité.
Durant le bas Moyen Âge, de nombreuses révoltes ont un volet fiscal. C'est le cas des soulèvements des communes au XIIe siècle, qui se soldent par l'obtention de privilèges fiscaux (abonnement de la taille notamment). Les révoltes de la seconde moitié du XIVe siècle et du début XVe siècle, comme celles ayant lieu en 1382 (Maillotins à Paris, Harelle à Rouen, Tuchins dans le Languedoc) ou la Révolte des Cabochiens à Paris en 1413, sont en grande partie motivées par une réaction à l'accroissement de l'impôt, sans obtenir gain de cause en général.
Les révoltes antifiscales continuent de contester le développement de la fiscalité royale par la suite. L'extension de la gabelle en Saintonge et en Angoumois en 1541 à l'instigation de François Ier s'accompagne d'une série de soulèvements, et la situation n'est apaisée qu'en 1549 quand Henri II concède le statut de « pays rédimé » à ces régions.
Le « tour de vis fiscal » des années 1630 est un autre grande moment de révoltes antifiscales, dirigées contre les augmentations et innovations fiscales, les ministres, les agents fiscaux qui sont souvent les premières cibles des insurgés, mais jamais le roi ou la monarchie, et rarement les rapports sociaux. C'est le cas des soulèvements des Croquants dans le Sud-Ouest, en 1624 (Quercy) puis dans les années 1635-1637 (Angoumois, Saintonge, Périgord), qui s'opposent à la levée de nouvelles taxes et à la taille, de la révolte des Nu-pieds en Normandie en 1639 qui est déclenchée par une rumeur d'extension de la gabelle dans les paroisses exemptées de la province (régime du « quart-bouillon ») et voit la mise à mort d'agents de la gabelle. La première Fronde (1648-1649) s'inscrit dans ce mouvement, puisqu'elle réclame un retour à l'impôt consenti.
D'autres épisodes de révoltes surviennent dans les années 1660-1670 : révolte d'Audijos en Pays basque contre la gabelle, soulèvement du Vivarais en 1670 devant la peur de voir ce pays d'état devenir une élection, et en 1675 la révolte du papier timbré qui enflamme la Bretagne, contre l'apparition du timbre fiscal, et prend un aspect antiseigneurial, demandant l'abolition des prélèvements domaniaux et des privilèges (ce qui constitue une originalité pour cette époque). Ces révoltes concernent surtout les régions de l'Ouest et moins celles du Nord et de l'Est, où les armées royales sont plus présentes. La répression dirigée contre ces révoltes est de plus en plus dure, et le triomphe progressif de l'imposition royale entraîne la fin de ces grands épisodes de rébellion au XVIIIe siècle, la contestation antifiscale évoluant vers de nouvelles formes,.

#### Privilèges, exemptions et incidence fiscale
La fiscalité d'Ancien Régime est marquée par la présence de régimes très divers, de privilèges et exemptions qui rendent complexe l'appréciation de son poids réel, ce qu'on appelle l'« incidence fiscale ». Les inégalités les plus connues face à l'impôt sont celles liées aux ordres, qui concernent essentiellement la taille : la noblesse est en traditionnellement exemptée car elle paye l'« impôt du sang » à la guerre, même si dans les faits c'est de moins en moins le cas ; le clergé revendique un statut similaire mais n'obtient une exemption qu'en versant en contrepartie le don gratuit. Certaines villes sont également exemptées de cet impôt à la suite d'une libéralité royale. À cela s'ajoute le fait que ces mêmes exemptés sont eux-mêmes percepteurs (prélèvements seigneuriaux, dîme). Mais ils paient en principe au Trésor royal d'autres impôts directs (la capitation) et surtout les impôts indirects (la gabelle). L'autre forme d'inégalité est liée aux différences géographiques. En raison des exemptions ou allégements dont bénéficient les villes, leurs habitants payent traditionnellement moins d'impôt royal que les campagnes les environnant. De plus, certains pays sont exemptés de gabelle. Les études régionales ont enfin montré que la taille est répartie différemment entre les pays : au XVIIIe siècle elle grève par exemple plus la Normandie ou la Basse Auvergne que les pays du Nord comme la Flandre wallonne et le Hainaut. Et au sein même de ces pays il y a des différences entre des paroisses, et à l'intérieur des paroisses elle est répartie en fonction des revenus (les plus indigents ne la payant pas).
En fin de compte, il a été estimé par P. Goubert que l'impôt royal (essentiellement la taille et ses accessoires, la gabelle et les aides) a pu ponctionner à la fin du XVIIe siècle de 5 à 10 % du revenu d'un foyer paysan, donc la grande majorité de la population. Il est néanmoins à relever que les études locales semblent indiquer que l'impôt direct royal au XVIIIe siècle a mieux pris en compte que précédemment les capacités des pays et personnes imposables, l'état des récoltes de l'année, et pèse plus sur les exploitations roturières les plus riches que sur les indigents. Enfin, à l'impôt royal s'ajoutent la dîme, dont le taux est là aussi très variable suivant les lieux, la gabelle qui connaît aussi plusieurs régimes, les aides, et autres droits indirects, ainsi que les redevances seigneuriales (surtout le champart, et le cens là où il a été réévalué). Il faut également prendre en compte le fait que de nombreux exploitants sont locataires de la terre qu'ils travaillent, et payent donc une redevance au propriétaire, en fermage ou métayage, tandis que c'est ce dernier qui est en principe redevable des prélèvements fiscaux, l'incidence pour le fermier/métayer dépendant alors du bail. La fiscalité royale ne représente donc qu'une part, et pas toujours la plus importante, du prélèvement total pesant sur un foyer paysan, même si elle a généralement cristallisé les critiques et que les révoltes antifiscales visent en priorité ses agents, comme les receveurs de la taille et les commis de la gabelle, et non les agents seigneuriaux et les décimateurs,.

#### Le blocage des réformes et crise du système fiscal auXVIIIesiècle
Le XVIIIe siècle, une période de forte croissance des besoins et des ressources financiers de l'État absolutiste, est caractérisé par l'échec de nombreuses réformes financières et fiscales. Elles échouent à adapter le système hérité de Colbert, faute de volonté ou en raison de fortes résistances. Cela empêche de dépasser les incohérences du système de financement de la royauté et de limiter l'explosion de sa dette à la suite des conflits dans lesquels elle s'engage.
Si la tentative de réforme de Law repose sur le financement bancaire et les actions, d'autres privilégient une réforme fiscale. De plus en plus s'impose chez les gouvernants et magistrats l'idée que la paysannerie n'a pas les moyens de payer plus, que les ordres privilégiés doivent être plus mis à contribution, qu'il faut établir plus d'égalité fiscale entre les différentes provinces du royaume et en fin de compte rationaliser le système fiscal. L'impôt direct universel souhaité à plusieurs reprises, en particulier à la suite du Projet d'une Dixme Royale de Vauban (1707) qui constitue une référence majeure, et aussi de Boisguilbert, n'est jamais établi devant la résistance du clergé et des nobles. Des projets conceptualisent une « taille tarifée », reposant sur une méthode de calcul rationnelle destinée à être identique partout (effaçant donc les disparités régionales et atténuant la marge de manœuvre des asséeurs-collecteurs), assise sur les revenus grâce à des déclarations de revenus ou un cadastre auxquels serait appliqué un tarif fixé au préalable, intégrant les principes de proportionnalité ou de progressivité des taux. Ils ne connaissent que des tentatives d'applications locales qui font long feu, comme celle de Philibert Orry, ou le cadastre de Berthier de Sauvigny, même si elles posent les bases de réformes fiscales futures.
En plus des actions des privilégiés qui parviennent pour une grande partie à échapper aux nouveaux impôts, l'opposition aux réformes vient aussi des parlements, et surtout de celui de Paris. Ces cours de justices souveraines, chargées notamment de l'enregistrement des actes royaux, mènent désormais l'opposition à l'absolutisme royal et n'entendent pas se cantonner à un rôle d'enregistrement. Elles effectuent un véritable contrôle qui leur permet de faire échouer d'autres tentatives de réformes, en formulant des remontrances contre les propositions du pouvoir. Le rôle politique de ces institutions fait l'objet de débats chez les historiens : il apparaît qu'il ne faut pas uniquement les voir comme une force d'opposition, car les parlementaires formulent aussi un nouveau type de discours politique. Chaque nouvel impôt ou surcroît d'imposition doit être négocié durement avec les parlements, qui contribuent ainsi à réduire l'efficacité de l'impôt du vingtième et à bloquer les projets de taille tarifée et de cadastre. Ils réclament aussi une fiscalité moins lourde et des finances royales plus transparentes. La réorganisation du système de recouvrement des impôts par Necker essuie également un échec, puis à sa suite c'est Calonne qui ne parvient pas à faire accepter par le Parlement de Paris son projet d'impôt foncier,,.
Les réformes des finances publiques sont bloquées dans les années 1780, et l'État n'a plus les moyens politiques d'augmenter la pression fiscale devant le mécontentement des contribuables et l'opposition des parlements. La problématique de la réforme fiscale occupe alors une grande place dans l'opinion publique (beaucoup parmi l'élite « privilégiée »), comme l'attestent les nombreuses pétitions et litiges dont les impôts font l'objet dans la seconde moitié du XVIIIe siècle. Devant cette situation de blocage, le ministre Loménie de Brienne promet au Parlement de Paris une convocation des états généraux, afin de procéder à une grande refonte de la fiscalité. Il exhume alors une institution qui ne s'est plus réunie depuis 1614 et dont le fonctionnement doit être redécouvert. Les cahiers de doléances rédigés à cette occasion révèlent bien l'ampleur de la condamnation du système fiscal et la nécessité d'une réforme profonde : ils demandent l'abolition des privilèges et l'égalité devant l'impôt, la fin des taxes indirectes, plus de justice fiscale, critiquent les fermiers de l'impôt. On y retrouve donc la volonté d'une nouvelle légitimité de l'impôt, plus susceptible de susciter l'adhésion des contribuables. Cela contraste avec la situation du Royaume-Uni, où l'impôt est alors aussi lourd qu'en France voire un peu plus mais, consenti par le Parlement, il jouit d'une légitimité bien plus importante depuis les dernières décennies du XVIIe siècle.

## La fiscalité post-révolutionnaire (1789-1914)
La Révolution et l'Empire parachèvent la construction de l'État moderne, mettant en place un système d'impôt égalitaire et à base patrimoniale, après la suppression des impôts d'Ancien Régime et des différents privilèges et avantages qu'ils comprenaient. Sur des bases renouvelées, les régimes suivants consolident l'organisation et l'administration financières de la France, mais restent prudents en matière de fiscalité, apportant peu d'impôts nouveaux et modifiant peu le niveau d'imposition. De ce fait, l'impôt est mieux accepté par les contribuables. Mais le développement de l'économie industrielle et la croissance des revenus conduisent à une demande de refonte du système autour d'une imposition sur le revenu, qui marque la vie politique française à partir de la fin du XIXe siècle.

### Création et la stabilisation d'un nouveau système fiscal
Les législateurs de la période révolutionnaire donnent une nouvelle légitimité à l'impôt en le faisant reposer sur le consentement de la Nation, et parachèvent le triomphe de la fiscalité étatique en supprimant les prélèvements ecclésiastiques et seigneuriaux. Néanmoins ils ne parviennent pas à mettre en place une nouvelle fiscalité, leurs innovations ne produisant pas les résultats financiers escomptés. Une série de réformes entreprises sous le Directoire et le Premier Empire accouchent d'un système plus réaliste et stable, qui reste en place jusqu'en 1914, avec quelques aménagements qui ne modifient pas ses traits généraux.

#### La tentative de mise à plat de la Révolution (1789-1796)

##### La suppression de la fiscalité d'Ancien Régime
Les questions financières sont un élément majeur dans le déclenchement de la Révolution française : les états généraux sont convoqués pour résoudre les problèmes financiers de la monarchie, et les questions d'égalité devant l'impôt figurent parmi les sujets prioritaires des cahiers de doléances et des premiers débats de l'Assemblée nationale constituante. Dans son décret constitutif du 17 juin 1789, celle-ci proclame ainsi que « les contributions, telles qu'elles se perçoivent actuellement dans le royaume, n'ayant pas été consenties par la nation, sont toutes illégales et par conséquent nulles dans leur création, extension ou prorogation ». Les principes que l'on entend suivre sont proclamés dans la Déclaration des droits de l'homme et du citoyen de 1789, aux articles 13, « Pour l'entretien de la force publique, et pour les dépenses d'administration, une contribution commune est indispensable : elle doit être également répartie entre tous les citoyens, en raison de leurs facultés », et 14, « Tous les Citoyens ont le droit de constater, par eux-mêmes ou par leurs représentants, la nécessité de la contribution publique, de la consentir librement, d'en suivre l'emploi, et d'en déterminer la quotité, l'assiette, le recouvrement et la durée. » On entend mettre le système fiscal aux mains des citoyens. Barère proclame lors des débats de la Constituante que « la liberté du peuple est toute dans l'impôt ; c'est là le gage le plus sûr de ses droits ». Lui seul (donc l'Assemblée) doit le déterminer afin de n'être contrôlé par personne d'autre.

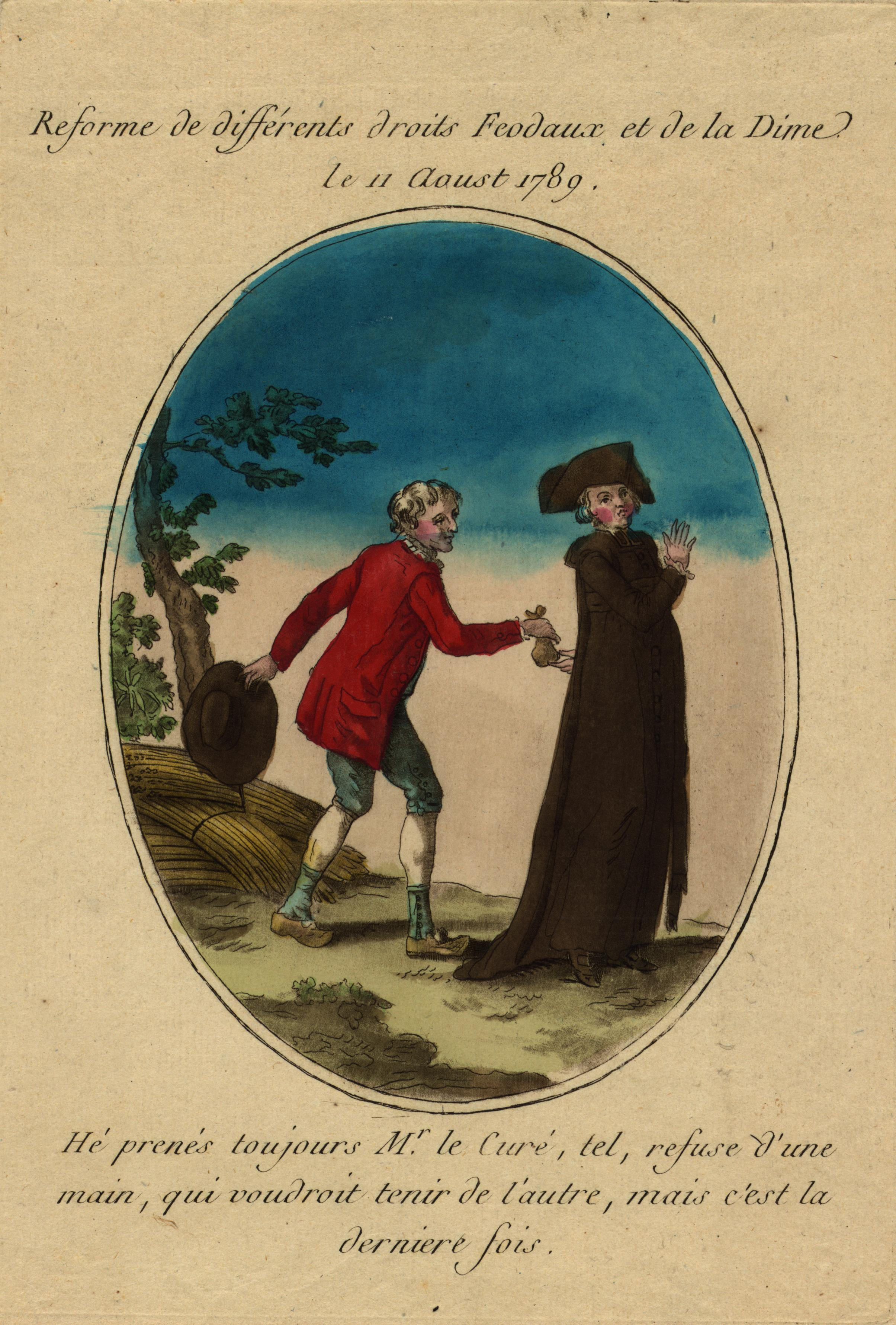
Caricature du 11 août 1789 sur la suppression de la dîme et des droits féodaux.

La mise en pratique de ces idéaux se fait d'abord par la suppression de la fiscalité d'Ancien Régime, jugée contraire aux idéaux d'égalité et de consentement de la Nation. L'abolition des privilèges et droits féodaux le 4 août 1789 met fin aux prélèvements seigneuriaux. La dîme ecclésiastique est supprimée de fait, et les privilèges provinciaux sont abolis afin d'uniformiser les impôts sur tout le territoire national. Il faut attendre 1790 et les premiers mois de 1791 pour que les conditions de ces suppressions soient précisées. Les impositions indirectes, qui sont les plus honnies (et avec elles les Fermiers qui les prélèvent), disparaissent progressivement : la gabelle et de nombreuses aides le 21 mars 1790, les droits sur le tabac et l'octroi en février 1791, puis les droits sur les boissons le mois suivant,.

##### L'échec du système fiscal révolutionnaire
À la place, on entend instaurer un système fiscal égalitaire, « clair, rationnel et universel », consenti par la Nation par le biais de l'Assemblée nationale. Cela est vu comme une garantie de sa légitimité, en même temps qu'on entend restituer la souveraineté fiscale aux citoyens. Le tout se fait à compter de 1792 dans un contexte de guerres permanentes, qui conduit à la poursuite du caractère militaro-fiscal de l'État et au besoin de dégager des ressources pour l'armée.
Il importe donc à l'Assemblée nationale, qui compte préserver les revenus de l'État à un même montant qu'avant 1789, d'innover en instaurant de nouveaux prélèvements, largement inspirés de projets antérieurs. Est d'abord instaurée une « contribution patriotique » (le terme « impôt » étant rejeté), votée le 6 octobre 1789, pesant sur le revenu et le capital, chaque contribuable devant déclarer ses revenus de lui-même. Son rendement est tellement médiocre que l'expérience n'est pas renouvelée. De nouveaux impôts sont votés, changeant profondément l'aspect du système fiscal : la contribution foncière le 23 novembre 1790, frappant les propriétés foncières en fonction de leur revenu ; la contribution mobilière le 13 janvier 1791 ; la contribution des patentes qui est un impôt de quotité pesant sur les commerçants et artisans.
L'organisation du système fiscal est décentralisée afin d'impliquer les citoyens : ceux-ci sont chargés de gérer l'assiette en s'organisant en commissions locales élues, sous la surveillance d'agents publics, les « visiteurs de rôles », tandis que la perception est confiée à des fermiers communaux. Mais ce nouveau système est un échec : les rôles sont mal établis, les rentrées fiscales insuffisantes.
La constitution de 1791 établit un suffrage censitaire, inédit en France.
Les discours sur la fiscalité à la Convention de la période 1792-1793 sont marqués par les principes égalitaristes, ce qui amène à des propositions de mise en place d'un impôt progressif pesant plus sur les plus riches. La Convention montagnarde suit ces vues, cependant l'acte constitutionnel (jamais appliqué) de 1793 proclame (article 101) que « Nul citoyen n'est dispensé de l'honorable obligation de contribuer aux charges publiques », faisant du paiement de l'impôt un symbole de la citoyenneté. Elle ne prévoit de ce fait de n'exonérer personne, quitte à ne faire payer qu'une somme modique aux plus indigents.
La situation financière du pays ne s'arrange pas, et l'administration fiscale est réorganisée en 1795 par le Directoire, autour d'agents fiscaux nommés par le gouvernement, avec un receveur général des contributions directes pour diriger l'administration fiscale dans chaque département,.

#### La réorganisation progressive du système fiscal (1796-1815)

##### Le rétablissement des finances publiques
Après les résultats financiers mitigés de la vente des biens nationaux puis l'échec du système des assignats, dans un contexte d'inflation et de dépenses de guerre croissantes, les finances publiques sont au plus mal au printemps 1797. L'État est proche de la banqueroute. La réduction de la dette de deux tiers décidée le 30 septembre par le Directoire pose les bases d'un assainissement financier. Dans la foulée, le système fiscal est réorganisé afin de dégager des ressources supérieures à celles que rapportent les contributions révolutionnaires, toujours trop mal administrées. Le 24 novembre 1798 (loi du 4 frimaire an VII) est instauré l'impôt sur les portes et fenêtres, et les contributions directes sont remaniées. Surtout, la fiscalité indirecte fait son retour après un temps d'opprobre : rétablissement des péages intérieurs en septembre 1797, établissement des droits d'enregistrement sur les mutations et transactions, réforme du droit du timbre, des droits de douane et des octrois municipaux fin 1798. On réorganise l'administration fiscale autour des « agences des contributions directes », pour surveiller l'établissement de l'impôt dans les départements, et des « préposés des recettes » pour la perception au niveau local.

##### La fiscalité impériale
Cette tendance est prolongée par le Consulat et le Premier Empire, encore dans un contexte de conflits. L'administration fiscale est alors réformée dans un sens plus hiérarchisé et centralisé. Le Ministère des Finances, sous la direction de Martin Michel Charles Gaudin, prend un plus grand rôle. Il dirige les « directions des contributions directes » dans les départements, créées en novembre 1799. Les percepteurs des contributions directes sont nommés directement par le consul (février 1804). Les préfets participent à un contrôle accru des finances des communes et des conseils généraux. L'établissement du cadastre avance afin de préciser l'assiette de la contribution foncière, et on accroît les contributions par des centimes additionnels. Le retour de l'imposition indirecte se confirme avec la constitution en février 1804 de la Régie des droits réunis qui gère les différentes taxes perçues sur les ventes de marchandises (alcools, tabac, cartes à jouer, objets en or et argent, voitures), puis le rétablissement en 1806 de l'impôt sur le sel, en contrepartie de la suppression des péages, et ensuite le monopole des tabacs, établi en 1810. Cette même année, la fiscalité indirecte représente 54 % des recettes, contre 36 % en 1801.

#### Une fiscalité bourgeoise (1815-1914)

##### Un système stable
Les contributions instaurées depuis la période révolutionnaire restent en place à la Restauration, malgré la promesse initiale d'abolir les impôts indirects, qui sont finalement confirmés.

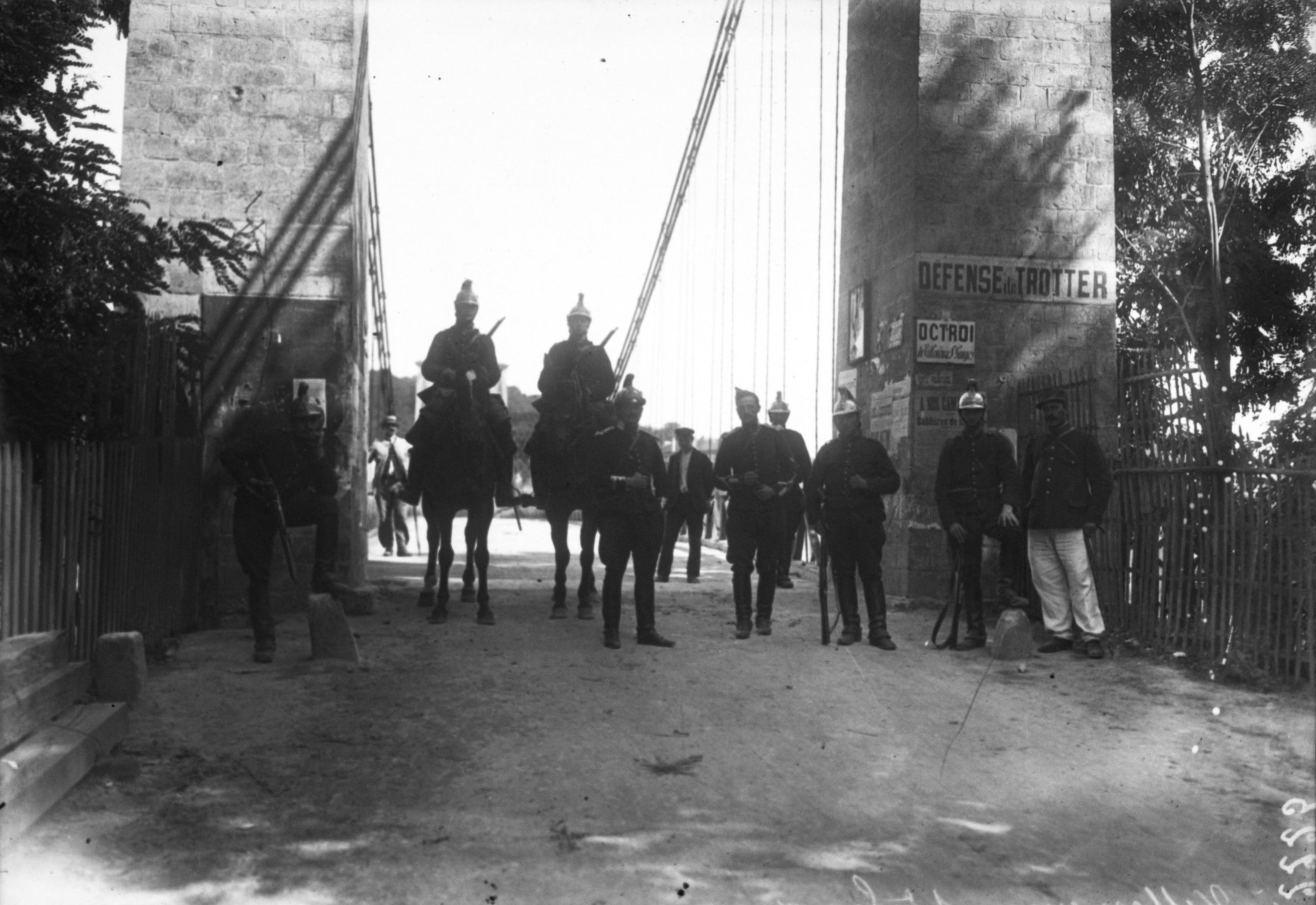
Grève de Draveil (1908) : des dragons franchissant une porte de la commune constituant un octroi.

Le système d'imposition reste remarquablement stable durant le reste du XIXe siècle. Les revenus de l'État reposent avant tout sur les impôts indirects : les droits d'enregistrement, les droits de douane et les taxes sur les ventes de boissons et les transports essentiellement. Leur part est stabilisée aux environs de la moitié des revenus de l'État dès les années 1830, puis un peu plus en 1913 (environ 56 %). La fiscalité directe suit une trajectoire inverse : environ 30 % en 1830, un peu plus de 10 % en 1913. Le produit de ces impôts est partagé entre l'État et les collectivités locales (communes et départements) qui en perçoivent une partie et augmentent leurs revenus grâce aux centimes additionnels. Les communes bénéficient aussi de l'augmentation des octrois. Les monopoles publics (tabac, puis timbre-poste, télégraphes-téléphones) complètent ces ressources. Des innovations limitées sont faites, pesant sur les valeurs mobilières pourtant en pleine progression, par le biais d'impôts indirects : un droit de transmission des valeurs mobilières voté en 1857, mais au taux très faible (0,2 %), un impôt sur le revenu des valeurs mobilières en 1872 (assimilé à un droit d'enregistrement), puis un impôt sur les opérations de Bourse en 1893.
C'est également à cette période que sont posées les bases des grands principes budgétaires qui sont fondamentaux dans le système des finances publiques français, et donc pour l'imposition. Ainsi le principe d'annualité budgétaire qui pose que les recettes et dépenses ne sont votées et autorisées que pour un an, et implique notamment que l'impôt ne soit pas en principe permanent. Le principe d'universalité budgétaire prévoit de son côté qu'il ne faut pas affecter de recettes précises à des dépenses précises, et justifie que la grande majorité des impôts soient recouvrés pour alimenter globalement le Trésor public (avec cependant des exceptions pour les collectivités locales et les colonies).

##### Un système favorable à une classe
La fiscalité de cette période est couramment vue comme le reflet des intérêts de la bourgeoisie, qui domine alors la vie politique et économique française : G. Ardant l'a défini comme le « système fiscal de la bourgeoisie triomphante ».
Les impôts directs frappent avant tout les propriétaires, donc les notables. Ces personnes sont également celles qui disposent du droit de vote et exercent pleinement leur citoyenneté avant 1848, suivant le principe du suffrage censitaire qui fait qu'on ne peut exercer son droit de vote que si on paye un seuil minimal d'impôts directs : ceux-ci sont donc un élément de distinction sociale et politique, alors que leur poids dans la fiscalité globale se réduit. Les impôts indirects, qui grèvent les prix des biens de première nécessité, sont payés par tous mais représentent proportionnellement une part plus importante du revenu des pauvres. Les projets d'allègement des impôts indirects et d'augmentation et de réforme des impôts directs, qui assureraient plus de justice sociale et des ressources plus importantes, échouent.
Le système fiscal du XIXe siècle est donc marqué par l'immobilisme et le conservatisme, garanties prudentes pour l'enracinement de l'impôt. Mais cela laisse de côté les objectifs d'équité sociale et de rendement financier puisqu'il ne frappe pas les revenus élevés.

### Impôts et administration fiscale duXIXesiècle
Le système fiscal élaboré entre 1789 et 1815, demeuré stable dans les décennies suivantes, conjugue une fiscalité directe dite « indiciaire », reposant sur les signes extérieurs de richesse et ne s'intéressant pas aux revenus du travail et du capital, et une fiscalité indirecte très diversifiée grevant les ventes et déplacements d'une vaste gamme de produits, aussi des droits d'enregistrement pesant sur les transferts de propriété. L'administration fiscale, de mieux en mieux organisée au cours du siècle, est organisée autour de ces trois types d'impositions.

#### Les contributions directes

##### Le début des «quatre vieilles»
Les quatre principales contributions directes créées durant la période révolutionnaire sont couramment désignées comme les « quatre vieilles », car elles se sont durablement inscrites dans le paysage fiscal français.

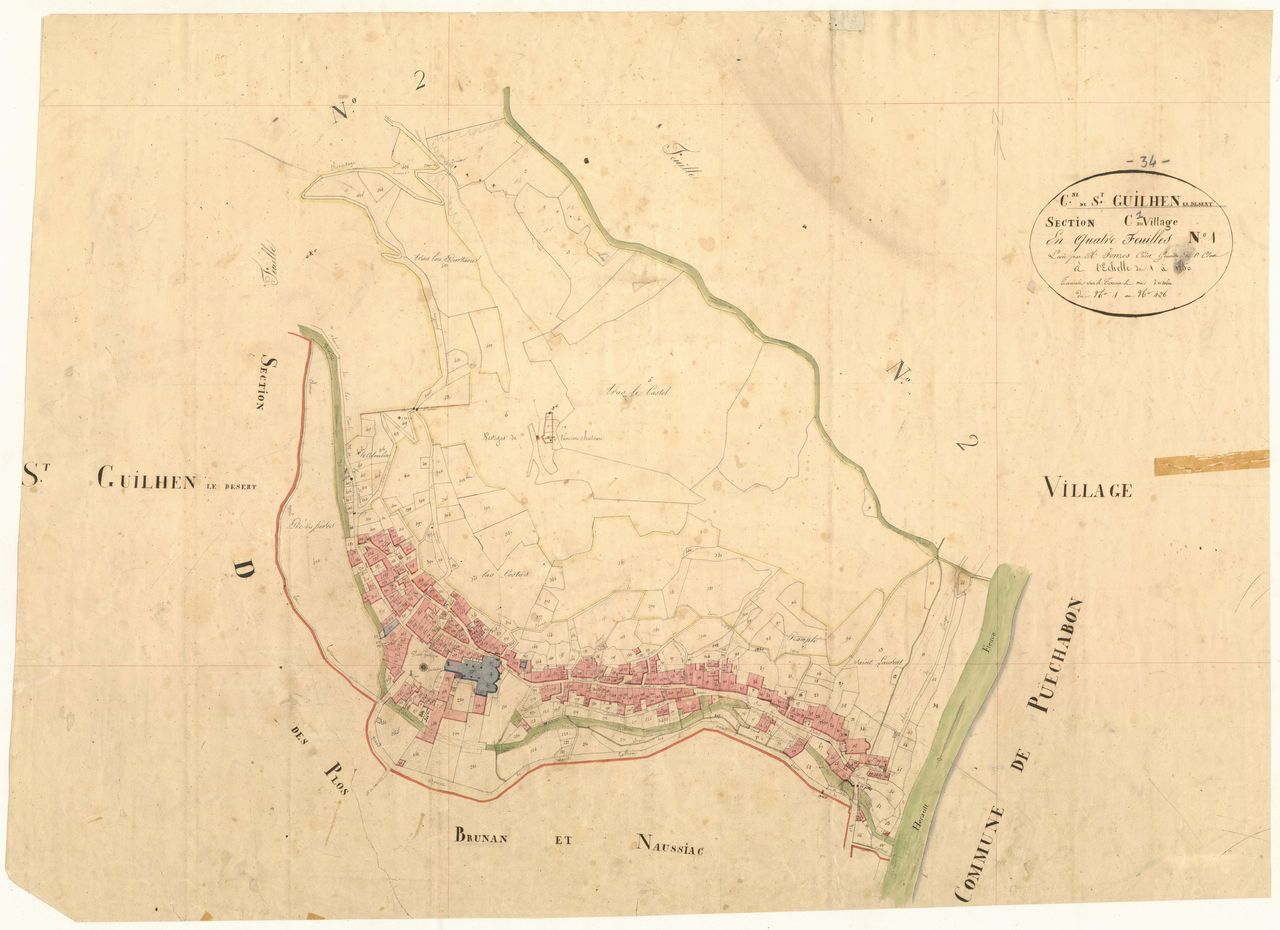
Plan cadastral de Saint-Guilhem-le-Désert (Hérault), 1828.

La contribution foncière, créée par une loi du 23 novembre 1790, est un impôt de répartition (il est fixé commune par commune), pesant sur les revenus des propriétés foncières,. La mise en place progressive d'un cadastre couvrant tout le territoire français dans les premières décennies du XIXe siècle (tout le pays est couvert vers 1850) permet de mieux déterminer la valeur des propriétés, regroupées en plusieurs classes, notamment suivant le type de culture. Il faut attendre 1881 pour que soit opérée une distinction entre les propriétés non bâties et les propriétés bâties, ces dernières étant par la suite (1890) imposées en fonction de leur valeur locative.
La contribution mobilière, créée par la loi du 13 janvier 1791, est divisée en plusieurs taxes pesant sur les signes extérieurs de richesse : principalement la taxe d'habitation, déterminée à partir de la valeur locative des habitations, mais aussi des taxes sur les domestiques, les chevaux, et sur divers revenus,. Les différentes composantes de cette contribution sont modifiées à plusieurs reprises, avant qu'elle ne prenne sa forme définitive en 1832. Il n'y a dès lors plus que deux taxes : une contribution personnelle, chaque habitant devant payer l'équivalent du revenu de trois journées de travail ; une contribution mobilière, due par chaque redevable de la contribution personnelle pour l'occupation d'un logement meublé, et assise sur la valeur locative.
La contribution des patentes, créée le 2 mars 1791 parmi les dispositions du décret d'Allarde. En contrepartie de la suppression des corporations, il impose aux commerçants et aux artisans de se faire délivrer une patente pour pouvoir exercer leur métier et de payer une taxe pour cela. Son montant est d'abord déterminé en fonction de la valeur locative des locaux utilisés,. Puis la loi du 22 octobre 1798 la modifie : elle est alors divisée en deux : un droit fixe en fonction de la profession et un droit proportionnel déterminé par la valeur locative des immeubles.
La contribution des portes et fenêtres, instaurée plus tardivement par la loi du 24 novembre 1798, est fondée sur le nombre et la taille des fenêtres et autres ouvertures des immeubles,. Son mode de détermination devient plus complexe en 1832. Le tarif applicable par ouverture est déterminé par commune, qui sont divisées en plusieurs classes en fonction de leur population, les plus peuplées étant soumises à une contribution plus élevée.
Ces contributions partagent plusieurs traits communs, qui caractérisent donc la fiscalité directe du XIXe siècle :
- ce sont des impôts « réels », pesant principalement sur les biens plutôt que les personnes (il s'agit d'une réaction au mauvais souvenir laissé par la taille) ;
- elles sont « indiciaires », c'est-à-dire qu'on les détermine à partir d'indices visibles (champs, habitation, loyers), les signes extérieurs de richesse et ne portent pas sur les revenus des personnes, qui sont privés et inconnus de l'administration fiscale ; ce sont des impôts proportionnels, dont la valeur est déterminée par un taux unique appliqué à une valeur ;
- à l'exception de la patente, ce sont par ailleurs des impôts de répartition dont le montant annuel est d'abord déterminé par le Parlement puis réparti entre les circonscriptions (départements, arrondissements puis communes)[139].

##### Autres contributions directes
D'autres contributions directes sont venues compléter les « quatre vieilles », et suivent les mêmes principes : une contribution due par les propriétaires de mines, établie en 1810 ; une taxe sur les biens de mainmorte, due sur les immeubles détenus par des propriétaires immuables (communes, départements, hôpitaux, institutions religieuses) en contrepartie du fait qu'ils ne sont jamais soumis aux droits de mutations ; une taxe sur les chiens (1855) ; une taxe sur les billards publics et privés (1871) ; une taxe militaire payée par les personnes exonérées du service militaire (1889) ; une taxe sur les vélocipèdes (1893).
Les contributions directes servent par ailleurs de base pour déterminer le montant des impôts perçus par les communes, les « centimes additionnels », établis en fonction d'un pourcentage calculé à partir du montant de ces prélèvements.

##### L'administration des contributions directes
L'assiette des impôts directs est gérée par la Direction des Contributions directes, créée en 1799. Elle est représentée dans chaque département par un directeur, un inspecteur et de leurs agents, les contrôleurs. Leur rôle principal est de mettre à jour le rôle de l'impôt, en enregistrant les modifications des propriétés (changements de propriétaires, constructions) lors de tournées, et de traiter avec les contribuables les litiges découlant de l'établissement des rôles. C'est une administration qui acquiert rapidement une réputation de sérieux et de compétence,.
Le recouvrement des impôts directs dépend des comptables publics, qui agissent au sein de la direction de la comptabilité générale, devenue en 1863 la direction générale de la comptabilité publique. il est pris en charge au niveau départemental par les receveurs généraux, appelés à partir de 1865 trésoriers-payeurs. Ce ne sont pas uniquement des agents de l'État, puisqu'ils sont souvent des banquiers, perpétuant la tradition du système fisco-financier. Dans leur fonction administrative, ils dirigent des receveurs particuliers placés dans les arrondissements, et des percepteurs qui collectent les impôts dans les communes. De nombreux efforts sont faits pour améliorer le recrutement des percepteurs, avec la mise en place de concours afin d'éviter les pratiques clientélistes et le népotisme qui étaient souvent de mise. Ils sont également de plus en plus contrôlés, afin d'éviter tout détournement des fonds publics, particulièrement néfaste à l'image de l'administration fiscale. Leurs comptes sont surveillés par l'Inspection des Finances. Les comptables publics sont responsables pécuniairement sur les sommes qu'ils sont chargés de recouvrer, et même en cas de vol de leur caisse ils peuvent être tenus de les rembourser s'il est jugé qu'ils n'ont pas pris les mesures nécessaires pour éviter cela. Leur rémunération est par ailleurs liée à la qualité de leur recouvrement : ils sont intéressés aux gains que leur circonscription génère, tandis qu'ils sont responsables pécuniairement des manques à gagner.
Les contribuables ne réglant pas leurs dettes fiscales peuvent faire l'objet de poursuites. Elles sont conduites par les « garnisaires » ou « porteurs de contraintes ». Généralement recrutés parmi les anciens militaires, ils sont chargés de se rendre auprès des contribuables n'ayant pas réglé leurs dettes au Trésor pour leur remettre des poursuites et, si cela ne suffit pas, saisir leurs biens. Dans les cas les plus difficiles ils peuvent recourir à la garnison individuelle : ils s'installent au domicile du mauvais payeur et doivent être logés et nourris pendant deux jours, à moins que la dette ne soit réglée avant ce délai. Cette pratique, impopulaire, est abrogée en 1877 et remplacée par une procédure strictement administrative débutant par des sommations, puis le cas échéant un commandement de payer, et en dernier recours la saisie.

##### La taxe sur les valeurs mobilières
Un impôt direct d'un nouveau type est instauré par la loi du 29 juin 1872 : une taxation des revenus des valeurs mobilières. C'est une taxe annuelle (taux de 3 % puis 4 %) pesant sur les intérêts et produits des actions, des autres titres de propriété de sociétés générant des revenus, des obligations, et des lots et primes de remboursement, mais pas des rentes de l'État. Elle doit être déclarée et acquittée par les établissements financiers et non les bénéficiaires des revenus, auprès de la Régie de l'Enregistrement, car elle est alors liée aux autres prélèvements sur le patrimoine bien qu'il s'agisse en pratique d'un impôt direct sur une forme de revenu. Elle pose ainsi les bases de la taxation des produits des capitaux qui devait être incluse au siècle suivant dans l'impôt sur le revenu.

#### Les contributions indirectes
La fiscalité indirecte, malgré son impopularité qui a entraîné sa disparition durant les années révolutionnaires, a vite été rétablie par le Directoire et étendue par l'Empire, puis préservée par la suite, tellement elle est essentielle aux recettes publiques.

##### Les octrois

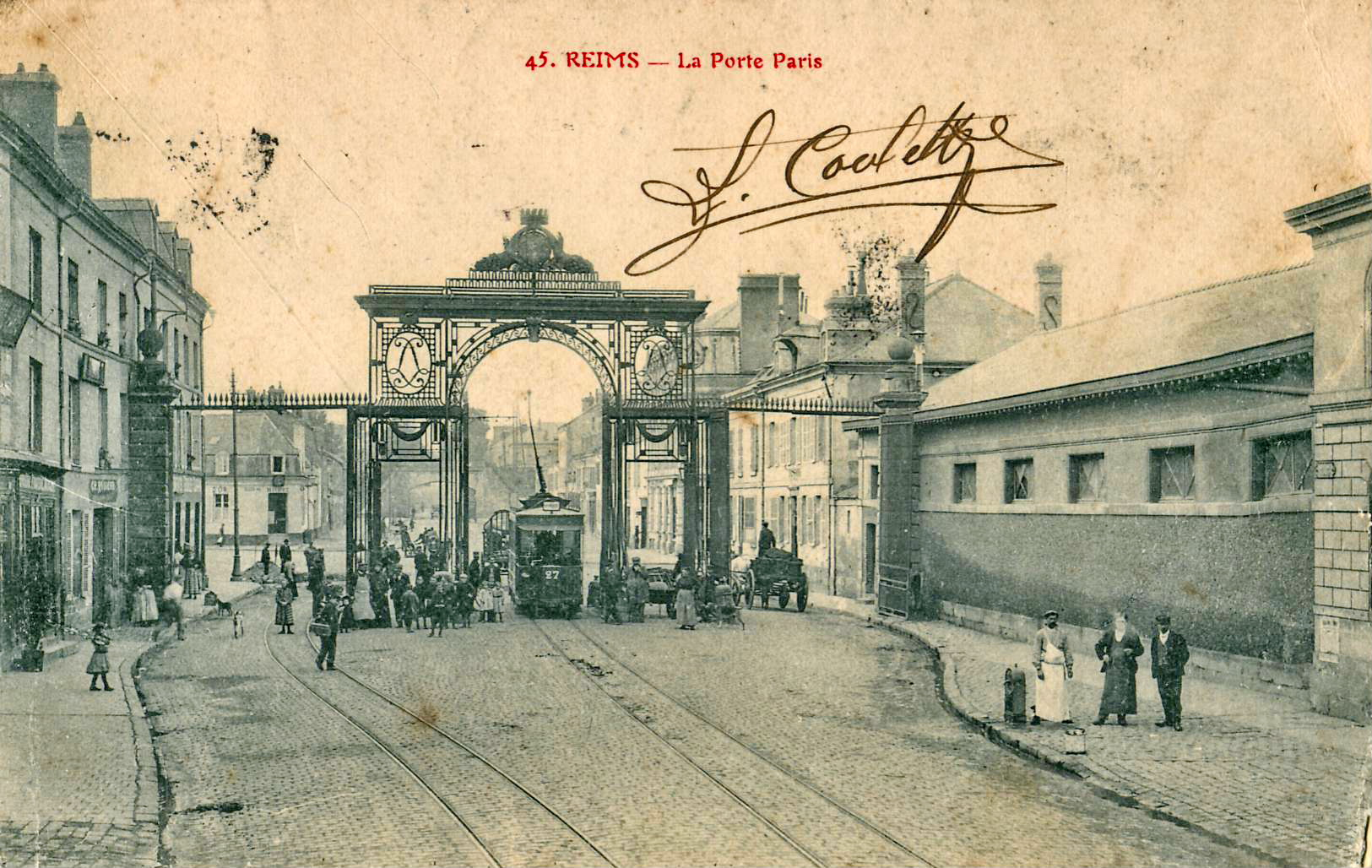
La porte de Paris à Reims, servant de barrière d'octroi. Carte postale de 1909.

Les droits d'octroi, supprimés en février 1791, font leur retour dès octobre 1798 à Paris, et en décembre de la même année dans les villes de province. Ils servent d'abord pour le financement des hospices et hôpitaux (octroi de bienfaisance) puis la loi du 28 février 1809 étend leur usage au financement des communes (octroi municipal et de bienfaisance). Ils frappent les ventes de denrées et objets vendus dans les villes, donc non seulement ce qui rentre dans les limites communales mais aussi ce qui y est produit. Les tarifs sont encadrés, les produits taxables étant classés en six catégories. Il s'agit des seuls impôts de la période dont la perception peut être confiée à des fermiers. Ils constituent une ressource cruciale pour les communes, puisqu'ils représentent en 1913 environ un tiers des recettes des villes provinciales, et la moitié pour Paris.

##### Les droits sur les consommations
Les droits indirects sur les ventes de boissons, rétablis le 25 février 1804, sont l'autre forme d'impôt indirect majeure de l'époque. Il s'agit dans un premier temps d'un droit d'entrée de faible rendement prélevé directement auprès du producteur par la Régie des Droits Réunis, créée en même temps. Le 24 avril 1806 sont instaurées deux taxations supplémentaires, pour les ventes en gros et celles au détail. À Paris les deux sont souvent faites par les mêmes commerçants, les deux taxes sont fusionnées en 1819.
L'administration chargée des impôts indirects, devenue en 1814 la Direction générale des contributions indirectes, a des fonctions de contrôle très étendues, qui s'exercent aussi bien sur les lieux de production et de vente des boissons que durant leur transport. Ses agents effectuent souvent des visites, ce qui leur vaut le surnom de « rats de cave », et sont surtout connus pour leur rôle répressif (procès-verbaux de fraude ou dissimulation, saisies de produits, arrestations), qui leur vaut une réputation sinistre. Les agents des contributions indirectes gèrent par ailleurs le monopole d'achat, fabrication et vente du tabac.
L'impôt sur le sel est quant à lui rétabli le 24 avril 1806. Il est perçu directement à la sortie des lieux de production du sel, et est recouvré par l'administration des Douanes. Cette dernière se consacre néanmoins avant tout à la surveillance des frontières, où elle doit notamment prélever les droits de douane (instaurés dès 1791 après la suppression des traites) et se distingue des autres administrations financières par son caractère militaire très prononcé (ses agents se recrutent souvent parmi les anciens soldats). Numériquement, c'est le plus important corps dépendant du ministère des Finances au XIXe siècle.

#### Les droits d'enregistrement

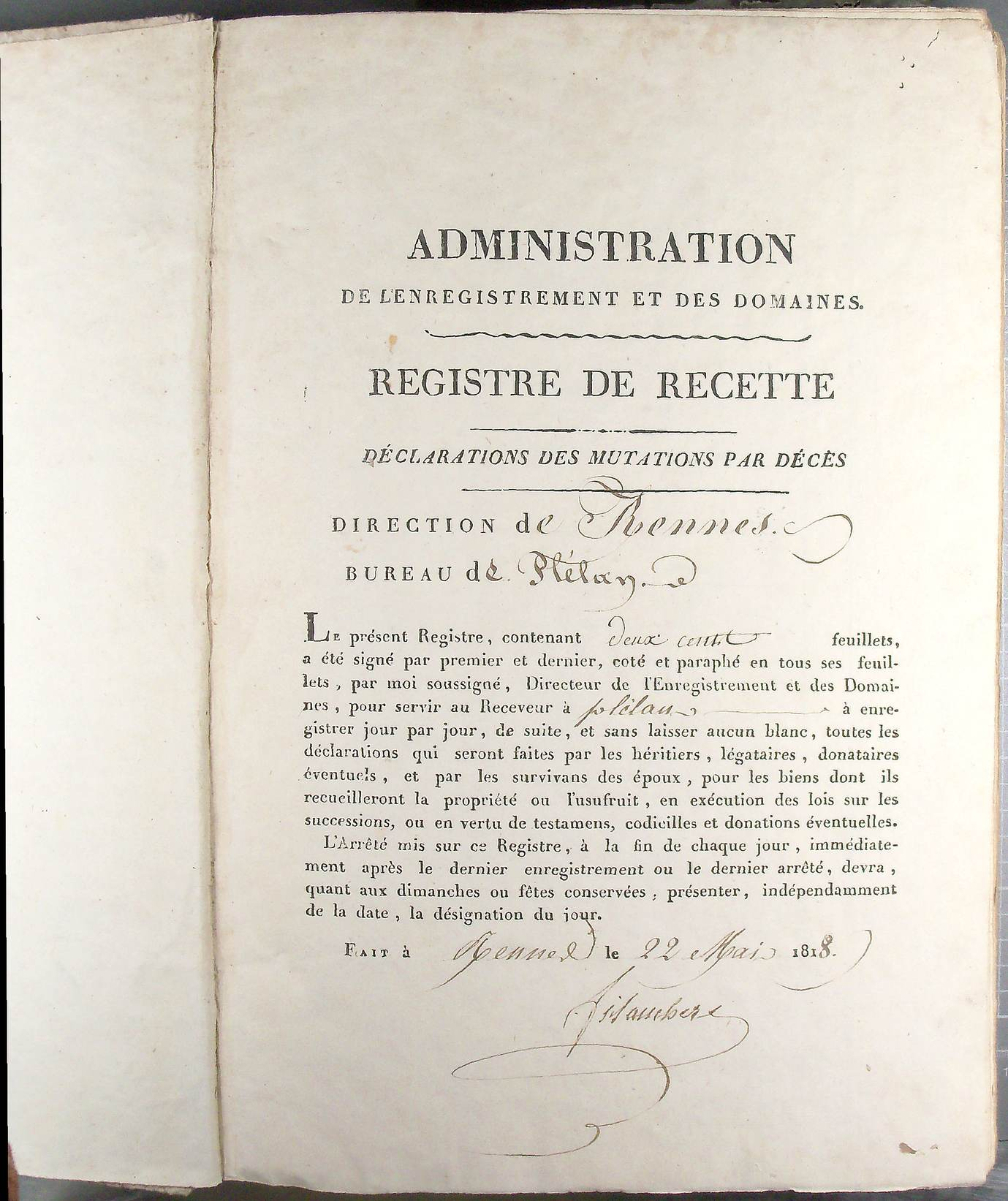
Première page des registres français des déclarations de mutations de biens par décès vers 1820, bureau de Plélan-le-Grand, direction de Rennes, Bretagne.

Les droits d'enregistrement, de papier timbré et d'hypothèques sont établis par la loi du 5 décembre 1790, prenant la suite des anciens droits sur les translations de propriété et de timbre, qui sont ainsi les seuls impôts d'Ancien Régime à ne pas être supprimés. Ils frappent les transmissions de propriété entre vifs, les mutations après décès, et de nombreux autres actes juridiques. Leur gestion est confiée à la Régie de l'Enregistrement, créée le 27 mai 1791, devenue Direction Générale de l'enregistrement à partir de 1801. En 1850, les rentes sur l'État sont soumises à leur tour aux droits de mutation, puis les mutations des autres valeurs mobilières en 1857, à un taux très faible (0,2 %).
Les droits de succession font l'objet d'une importante réforme le 25 février 1901, et deviennent alors les premiers impôts progressifs du système fiscal français. En fonction du degré de parenté des personnes entre qui s'effectue la succession, le montant de la valeur des biens transmis est divisé en plusieurs tranches taxées de façon progressive (le taux maximal de 18,5 % pour les non-parents, contre 2,5 %, taux minimal, pour la ligne directe, avant une augmentation dès 1902). Il est possible de déduire du montant imposé le passif pesant sur les biens transmis, et des modulations existent en cas de transmission d'usufruit et de nue-propriété.
La Régie de l'Enregistrement est également chargée de la perception du droit de timbre taxant les publications de presse en fonction de leur format, qui fait partie des instruments de contrôle de la presse au XIXe siècle puisqu'elle constitue une charge importante pour les journaux.

#### L'imposition dans les colonies
La mise en place du second empire colonial français pose également à l'administration la question de la fiscalité dans les territoires dominés. Il est généralement attendu que les administrations coloniales se financent elles-mêmes, ce qui entraîne rapidement la mise en place d'impôts. Les autorités coloniales voient aussi dans l'impôt un moyen de moderniser les populations indigènes en les obligeant à gagner de l'argent pour payer des impôts en monnaie (qui supplantent les impôts en nature dans les territoires non monétisés au moment de leur conquête), ce qui est supposé stimuler un marché du travail et une économie d'échanges. La capitation, un impôt personnel payé en monnaie, se diffuse dans les différentes colonies. Si la situation est diverse suivant les colonies (ainsi l'Algérie conserve jusqu'en 1919 des « impôts arabes » à côté des prélèvements fiscaux habituels), la tendance générale est à l'alourdissement de la charge fiscale des colonisés, qui pèse avant tout sur le monde paysan, perturbant l'agriculture vivrière et les structures villageoises.

### Acceptation et critiques des impôts
Le XIXe siècle est un temps d'apaisement de la contestation antifiscale. Le principe de l'imposition s'est progressivement ancré dans les mentalités et les habitudes des contribuables, la stabilité du système facilitant cette situation. En revanche, les débats sur la fiscalité se transportent au sein de la sphère politique pour définir les finalités de celle-ci : si les libéraux sont partisans du système en place, épargnant les revenus et peu intrusif dans la vie privée, les partis de gauche défendent la mise en place d'une imposition personnelle pesant plus sur les revenus des plus riches, dans l'optique de lutter contre les inégalités sociales croissantes.

#### Contestation antifiscale et enracinement de l'impôt

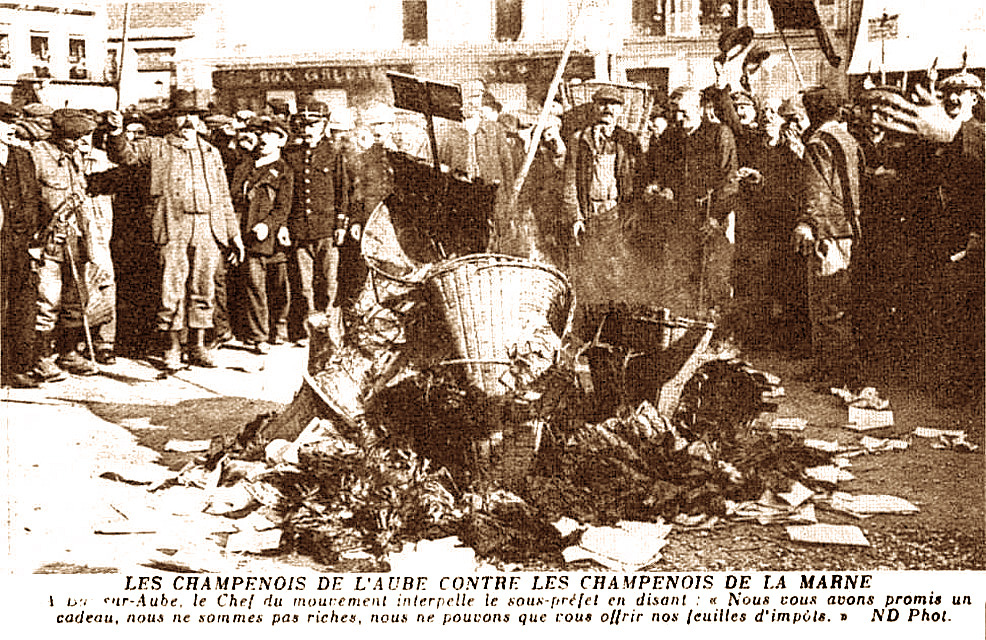
Autodafé de feuilles d'impôts à Bar-sur-Aube par les vignerons champenois lors de leur révolte en 1911.

Des révoltes populaires invoquant des motifs antifiscaux surviennent à plusieurs reprises durant la première moitié du XIXe siècle, en particulier durant les périodes de changement de régime accompagnées de troubles politiques (1815, 1830, 1852), périodes d'incertitude, marquées par des promesses des nouveaux gouvernements d'abolir d'anciens impôts voire tous les impôts. Une des principales révoltes antifiscales survient lors de l'établissement de nouveaux impôts, notamment l'impôt des 45 centimes, une augmentation exceptionnelle de 45 % des contributions directes pour faire face à la crise financière de la Deuxième République, mais dont le principal résultat est de contribuer à retourner l'opinion publique contre elle. D'autres révoltes de moindre importance surviennent après des rumeurs de création d'un nouvel impôt, et dans tous les cas les agents fiscaux sont maltraités, et on refuse de payer l'impôt. Comme précédemment, les révoltes et résistances à l'impôt sont plus courantes dans les pays méridionaux. Elles se produisent d'ailleurs encore au début du XXe siècle, en particulier lors des soulèvements des pays viticoles qui ont un volet antifiscal. Parallèlement, les pratiques de contrebande visant à se soustraire aux impôts indirects perdurent.
L'impôt tend cependant à faire l'objet de moins de résistances. Ce mouvement accompagne la politisation des campagnes françaises : de la même manière que le vote est un rituel politique participant à l'implication des paysans dans la vie politique française, le paiement de l'impôt, qui doit en principe être effectué directement auprès du percepteur local chaque mois, est un rituel administratif qui permet le contact des Français avec un représentant de l'État, ce qui est encore rare. Les percepteurs sont de mieux en mieux acceptés en raison de leur professionnalisation, tandis que les agents des contributions indirectes restent invariablement impopulaires.
Échaudés par les épisodes de violence antifiscale, même aux époques où ils se sont raréfiés, les agents de l'impôt font en général un usage modéré des mesures contraignantes qui peuvent être prises à l'encontre des mauvais payeurs, d'autant plus que le fait que les agents chargés de porter les notifications de payer et des saisies se rendent directement au logement des gens est souvent mal vécu ; les procédures de saisies sont en particulier créatrices de nombreux conflits. Du reste, les tribunaux sont couramment cléments envers ceux qui causent ces troubles à l'encontre des agents du recouvrement. Ceux-ci privilégient donc des solutions de compromis afin de faciliter ses relations avec les contribuables. Ainsi ils acceptent en général de ne pas appliquer le principe de paiement de l'impôt chaque mois pour le prélever plutôt en une ou deux fois par année. Au début du XXe siècle, il est décidé de moins recourir aux porteurs de contraintes et de privilégier les envois de commandements de payer par la poste. Plus largement, l'immobilisme du système fiscal dans la seconde moitié du XIXe siècle est un moyen d'éviter la contestation fiscale en privilégiant la stabilité pour mieux enraciner les impôts existants.

#### Critiques et projets de réforme du système fiscal
La fiscalité directe du XIXe siècle, par ses aspects réel et indiciaire, pèse sur les biens détenus par les individus, leur patrimoine visible. Mais elle n'est pas adaptée aux évolutions économiques de la période, qui ont pour conséquence d'accroître les revenus et richesses financières des plus riches, qui restent peu taxés, et ce malgré l'apparition de la taxe sur les valeurs mobilières puisque son rendement est très faible. Ce système fiscal, préservé notamment parce qu'il reflète les intérêts de la bourgeoisie et génère peu de contestations, devient moins efficace durant la seconde moitié du XIXe siècle.

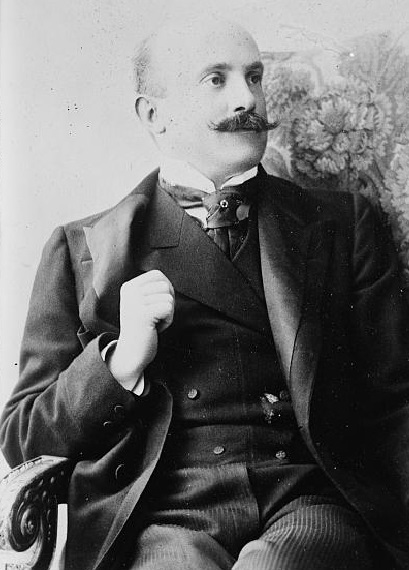
Joseph Caillaux, ministre des Finances lors du vote de l'impôt sur le revenu.

Le plus fort argument pour l'établissement de l'impôt sur le revenu vient de la critique du fait que cette fiscalité tend à conforter les inégalités sociales, alors que de plus en plus de voix s'élèvent pour qu'elle soit réformée afin de les corriger : cet impôt serait un instrument de la politique sociale. Durant la seconde moitié du XIXe siècle, les pays voisins de la France adoptent des impôts directs qui ont des caractéristiques bien différentes des « quatre vieilles ». Ils intègrent les principes de personnalité, c'est-à-dire qu'ils sont assis sur le revenu et la situation du contribuable, qui doit les déclarer à l'administration, s'adaptant donc aux évolutions économiques, et la progressivité, ce qui veut dire que le taux d'imposition s'accroît en fonction du revenu taxé, grevant plus les hauts revenus que les faibles, intégrant donc un objectif de correction des inégalités sociales. Ces pays instaurent de véritables impôts sur le revenu, notamment à la suite des réformes de l'Einkommensteuer en Allemagne en 1871 et 1891 (avec une déclaration des revenus) et de l'Income tax au Royaume-Uni en 1875 qui introduit une taxation plus forte des hauts revenus, et des initiatives similaires aux Pays-Bas et en Italie,.
Le principe d'un impôt progressif sur le revenu est en fait présent dès le XVIIIe siècle dans des projets fiscaux et réflexions de philosophes (Montesquieu, Rousseau, Say), qui estiment qu'il est plus juste que celui qui a un revenu élevé supporte une charge fiscale plus lourde. Il s'agit de prendre en compte les capacités contributives de chacun : on touche moins au revenu de celui qui le consacre avant tout à payer ses besoins essentiels, mais on prend plus à celui qui dispose d'un revenu servant à couvrir des besoins superflus. En revanche, les libéraux contestent l'efficacité potentielle d'un tel système, notamment le révolutionnaire Nicolas de Condorcet: l'abolition des privilèges amènerait progressivement selon lui à une égalité des chances, les inégalités de richesse ne seraient donc que le résultat du mérite, les réduire se révèlerait injuste. En France, des projets d'impôt sur les revenus existent dès l'époque de la Révolution, puisqu'un impôt pesant « sur le luxe et les richesses tant foncières qu'immobilières » est au programme de l'Assemblée montagnarde en 1793, mais jamais appliqué. La même année est établi un emprunt forcé pesant sur les plus riches, qui rapporte peu. Une initiative similaire a lieu en 1815 pour payer les indemnités d'occupation étrangère. La progressivité de l'impôt est encore au programme au début de la Deuxième République, mais l'idée est encore abandonnée. La question devient plus aiguë au début de la Troisième République : les projets de création d'un impôt sur le revenu (plus de 200) animent les débats en France à partir des années 1880. Ils sont portés par les partis de gauche (radicaux et socialistes) dans un objectif de réduction des inégalités, mais sont combattus avec virulence par les partis de droite, porteurs des tendances libérales. La progressivité apparaît néanmoins dans le système fiscal français en 1901, pour les droits d'enregistrement. Lorsqu'en 1907 le ministre des Finances radical Joseph Caillaux dépose son projet d'impôt sur le revenu, le débat devient plus virulent. Les critiques portent plus sur le principe de personnalité de l'impôt, vu comme une atteinte à la liberté individuelle, puisqu'il permet à l'État de s'immiscer dans la vie privée des individus ; cela ouvrirait la voix à un système arbitraire, une véritable « inquisition fiscale » qui risquerait de créer une machine inarrêtable taxant toujours plus les grandes richesses jusqu'à remettre en cause le concept de propriété privée. Sont créées des ligues de contribuables opposées au projet, et il faut attendre le 7 juillet 1914 pour qu'il soit voté, après des campagnes de presse et débats politiques particulièrement virulents,,,,.

## La fiscalité contemporaine (depuis 1914)
La fiscalité française actuelle s'est constitué dans la première moitié du XXe siècle, dans la mesure où il ne subsiste aujourd'hui pratiquement rien des contributions révolutionnaires. Après 1914 et la création de l'impôt sur le revenu, le XXe siècle se caractérise en effet par un important bouleversement des mentalités et pratiques fiscales, qui répondent aux changements affectant le rôle de l'État et la dépense publique :

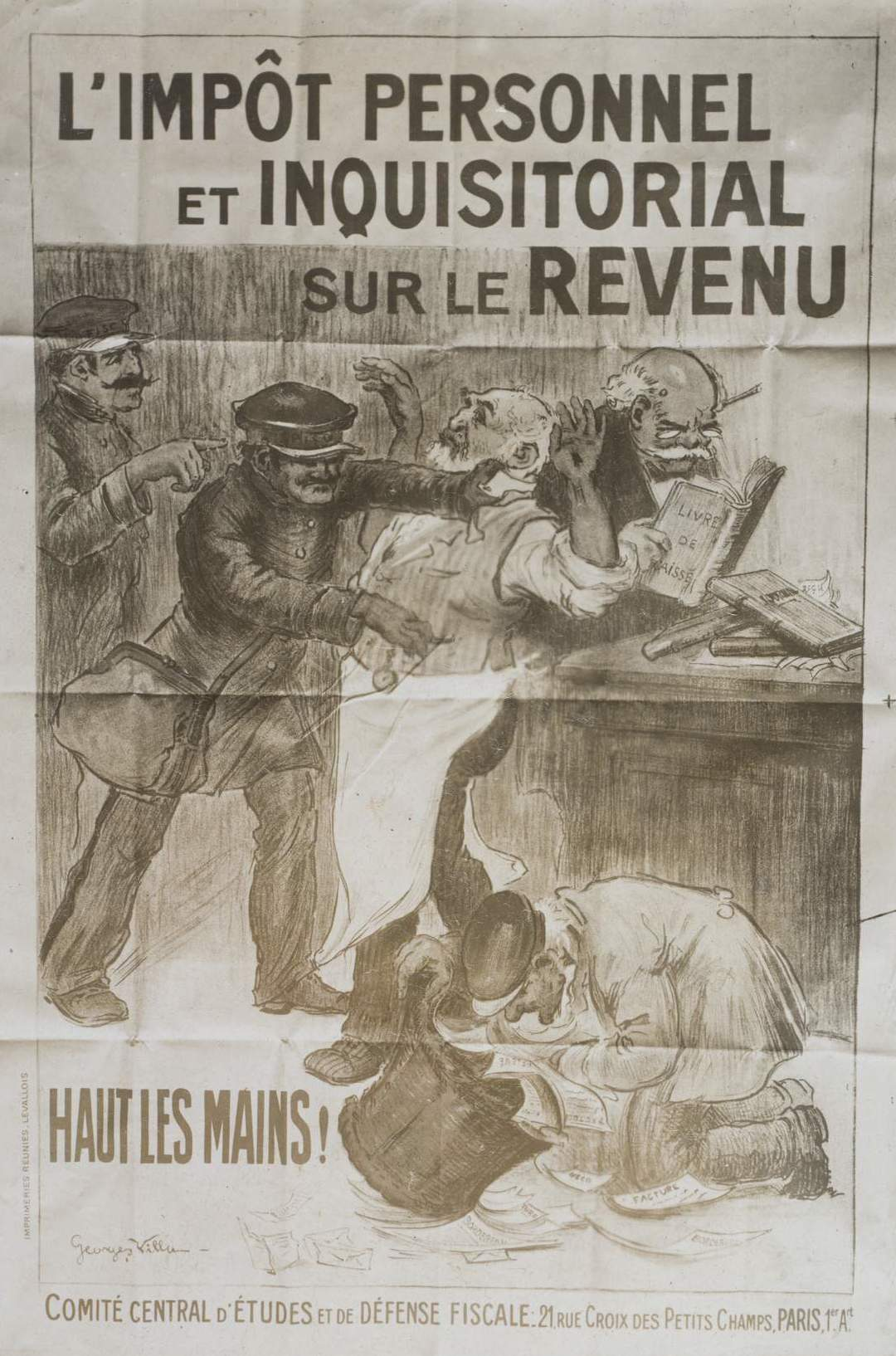
Affiche du Comité central d'études et de défense fiscale dénonçant l'impôt personnel et inquisitorial sur le revenu.

- l'impôt jusque-là visait à assurer « l'entretien de la force publique » et « les dépenses d'administration » (cf. art. 13 de la Déclaration des droits de l'homme et du citoyen de 1789). On élargit désormais ses finalités : la redistribution sociale, le financement des services sociaux de plus en plus étendus après la mise en place de l'État-providence, devenant le premier poste de dépenses publiques, puis une vaste gamme de politiques économiques et sociétales au périmètre souvent restreint ;
- la charge fiscale est fortement multipliée pour répondre à ces besoins financiers nouveaux (également financés par l'endettement public) : de l'ordre de 10 % du PIB avant 1914, elle atteint les alentours de 43 % du PIB au milieu des années 1980 puis se stabilise autour de ce niveau. Les sources fiscales doivent suivre, et peuvent le faire grâce à l'enrichissement général : quantité de nouveaux impôts voient le jour (TVA, qui a cependant une histoire ancienne, CSG, TIPP, etc.) ;
- l'impôt direct, jusque-là assis surtout sur le patrimoine, pèse dorénavant de plus en plus sur les revenus du travail et du patrimoine : la fiscalité « personnelle », pour laquelle le montant d'impôt dépend d'une multitude de variables individuelle (situation matrimoniale, nombre d'enfants, lieu de résidence, niveau de revenu, etc.), se développe, alors qu'elle était presque inconnue auparavant. Le patrimoine demeure en lui-même un objet d'imposition (impôt sur la fortune, taxes foncières, impôt sur les successions, etc.), mais dorénavant c'est surtout le revenu qu'il procure qui est soumis à l'imposition (impôt sur les plus-values immobilières, revenus fonciers, etc.) ;
- la taxation de la consommation (fiscalité indirecte), déjà très présente, conserve la première place, et voit la création d'un impôt englobant, la Taxe sur la valeur ajoutée.

Cet accroissement et cette diversification de la fiscalité provoque divers types de réactions. Le niveau élevé de la dépense fait l'objet de critiques, notamment à partir du dernier quart du XXe siècle avec l'affirmation des idées néo-libérales. La déviance fiscale évolue avec le développement de nouveaux types de fraudes et de procédés d'optimisation fiscale permis par la concurrence internationale entre les systèmes fiscaux.

### Extension et augmentation de l'impôt

#### La mise en place de l'imposition des revenus (1914-1945)

##### Les débuts de l'impôt sur le revenu
La création de l'impôt sur le revenu n'est entérinée que quelques semaines avant la Première Guerre mondiale, en juillet 1914. Il est appliqué en 1916 (pour les revenus de 1915), la déclaration devenant obligatoire l'année suivante. En 1917 le système est complété par les impôts cédulaires à taux proportionnel sur les catégories de revenus : revenus fonciers, bénéfices industriels et commerciaux, revenus agricoles, revenus des professions non commerciales, traitements et salaires, pensions et rentes viagères, revenus des valeurs mobilières, revenus des créances. Ils s'ajoutent à l'impôt progressif sur le revenu global, créant un système d'imposition en deux étapes. Le taux marginal de l'impôt progressif (sur la tranche supérieure du revenu global) augmente rapidement, passant de 2 % au début à 10 % en 1917 puis 20 % en 1918. Afin de contribuer à l'effort de guerre et de ponctionner les revenus des « profiteurs de guerre », une contribution extraordinaire sur les bénéfices de guerre est également votée en 1916.

##### Un nouveau système fiscal
La pression fiscale continue à augmenter dans les années d'après guerre, dans un contexte d'endettement de l'État considérablement alourdi par le conflit. Le taux marginal de l'impôt sur le revenu atteint 50 % en 1920 puis 72 % en 1924, avant d'être rabaissé à 30 % en 1926, mais les taux des impôts cédulaires sont alors réévalués, et des majorations sont mises en place pour les célibataires et couples sans enfant. De plus, alors que certains attendaient que l'apparition de l'impôt sur le revenu vienne diminuer le poids de la fiscalité indirecte, celle-ci conserve son niveau d'avant-guerre avec la création en 1917 d'une taxe sur les paiements, peu rentable donc remplacée en 1920 par la taxe sur le chiffre d'affaires bien plus efficace. Elle est acquittée par les entreprises mais répercutée sur le consommateur final.

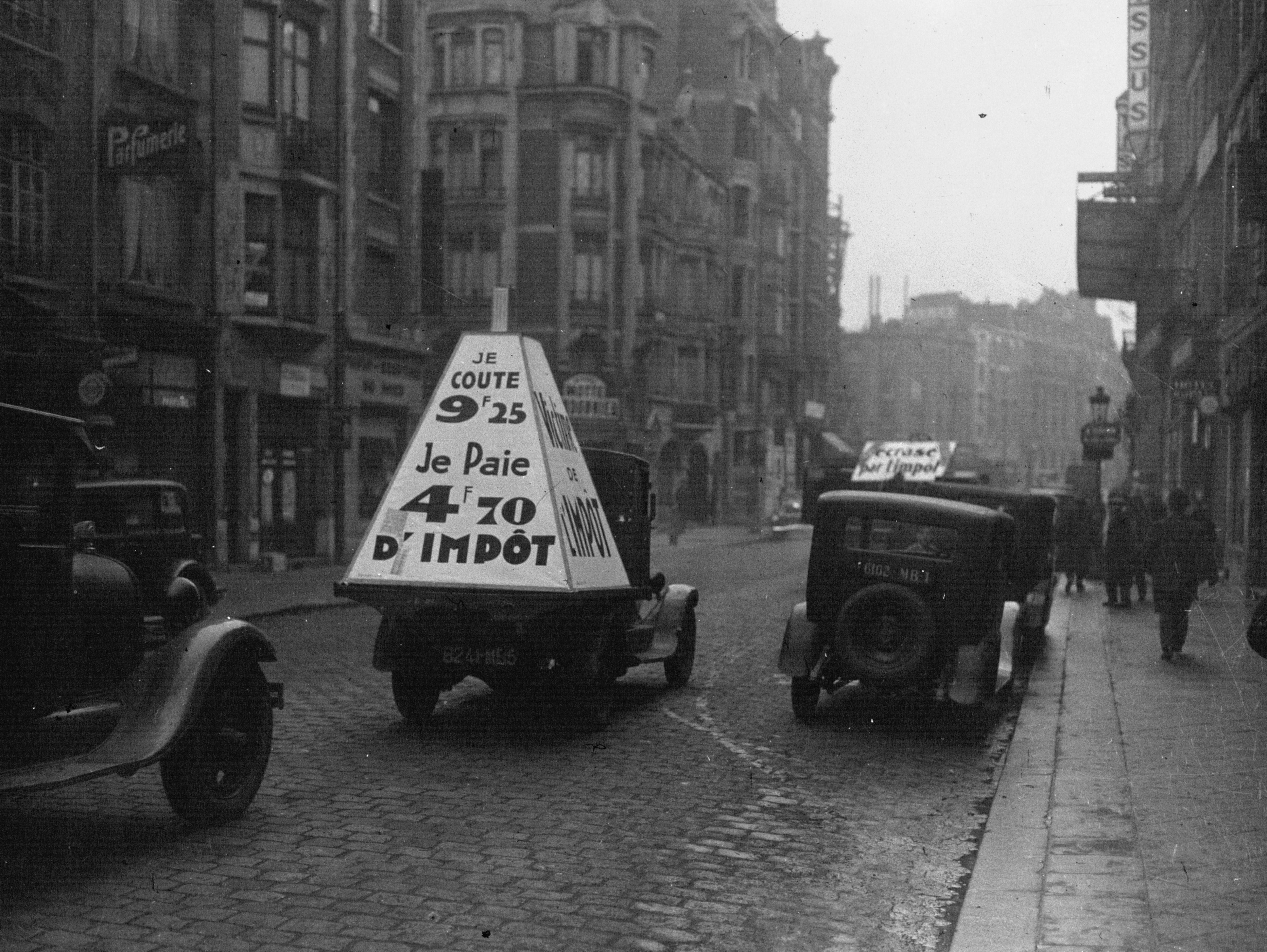
Manifestation d'automobilistes contre la taxation sur l'essence, Lille, 1933.

D'autres taxes sur la consommation, prélevées sur les ventes d'un produit unique ou directement auprès de son producteur, sont mises en place alors que le rendement de l'impôt sur le sel décline fortement. il s'agit de taxes sur le charbon, la viande, le sucre, les boissons, l'essence, etc. Leur accumulation devait aboutir à une refonte en 1936 unifiant les taxes sur la production et introduisant une taxation des prestations de service. La fiscalité locale connaît également des évolutions : les « quatre vieilles » sont préservées, à l'exception de la taxe sur les portes et fenêtres qui disparaît en 1926 avec la loi Niveaux. Mais leur produit désormais concédé aux communes et aux départements, à qui cette même loi attribue également la possibilité de percevoir vingt-trois impôts divers (sur les chevaux, les billards, l'enlèvement des ordures ménagères, etc.) ; à cela s'ajoutent les droits d'octrois et les centimes additionnels qui subsistent.
Finalement, entre la période d'avant-guerre et la période d'après-guerre, le poids des impôts est passé de 10 % à 20 % du revenu national. Cela a profondément bouleversé le système fiscal français, qui ne repose désormais plus sur des impôts directs indiciaires (qui subsistent néanmoins) mais sur une fiscalité personnelle, imposant aux contribuables de déposer des déclarations de leur situation fiscale, que l'administration commence à contrôler, alors qu'elle n'en avait pas l'habitude. Certes l'impôt sur le revenu ne concerne alors que les classes aisées, mais les relations entre l'administration fiscale et les administrés en sortent profondément modifiées.

##### Années 1930 et régime de Vichy
Les années 1930 voient la France s'enfoncer lentement dans la Grande Dépression. L'endettement public augmente de façon soutenue, en particulier après la mise en place du plan de relance du Front populaire en 1936-1937, puis encore dans les années suivantes avec le réarmement du pays. L'État prend alors un tournant de plus en plus interventionniste, encadrant plus l'économie.
Cette évolution est confirmée sous le Gouvernement de Vichy, qui doit dégager d'importantes ressources afin de financer le coût de l'Occupation. Il ne modifie par le système fiscal, mais le poids de l'impôt sur le revenu s'élève alors à des niveaux jamais atteints auparavant, et des mesures novatrices sont prises pour améliorer son recouvrement : prélèvement à la source mis en place en 1940 pour les revenus salariaux (puis abandonné au sortir du conflit), paiements anticipés d'une partie de l'impôt dès les premiers mois de l'année, donc avant le dépôt de la déclaration de revenus (mesure conservée depuis).

#### La généralisation de l'impôt durant les Trente Glorieuses
La croissance des « Trente Glorieuses » (v. 1946-1975) qui accompagne et suit la période de reconstruction amène d'autres évolutions du système fiscal. C'est la période de mise en place de l'État-providence, et d'affirmation plus forte de l'interventionnisme, qui se traduisent notamment par des nationalisations d'entreprises, la mise en place du système de sécurité sociale, la croissance des dépenses d'équipement, et aussi de l'éducation nationale.

##### La réorganisation de l'imposition des revenus au sortir de la guerre
Au sortir de la Seconde Guerre mondiale, le gouvernement provisoire prépare différents projets d'aménagement du système fiscal, en plus de mesures conjoncturelles servant à pourvoir aux besoins immédiats (impôt de solidarité nationale, confiscation des profits illicites réalisés pendant l'occupation). Les nouvelles mesures sont votées au début de la Quatrième République. L'imposition des revenus est modifiée en 1948. Les impôts cédulaires sont assimilés à l'impôt global sur le revenu, qui ne concerne plus que les personnes physiques (il est renommé impôt sur le revenu des personnes physiques). Son calcul est modifié avec la création du quotient familial, prévoyant notamment des allègements par rapport aux nombres de personnes à la charge des contribuables, avant tout leurs enfants, afin de mieux prendre en compte la composition des foyers fiscaux, dans le cadre de la politique familiale. Pour les sociétés de capitaux est créé concomitamment l'impôt sur les sociétés, repris des modèles allemand et américain. L'administration des impôts est réorganisée la même année avec la fusion des trois anciennes régies et la création de la Direction générale des impôts (DGI).

##### La création de la TVA et la refonte des impôts locaux

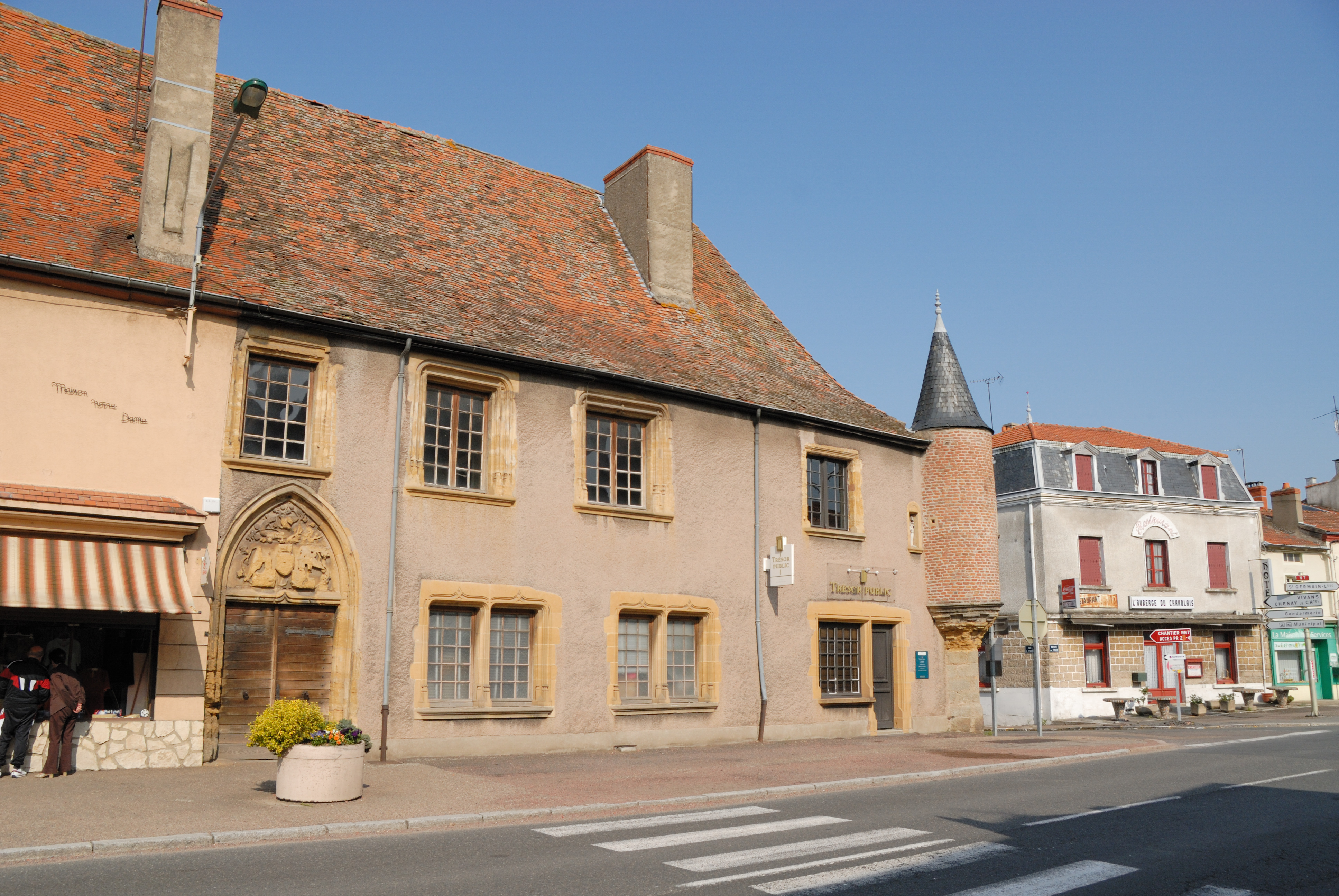
Hôtel des impôts de La Pacaudière (département de la Loire, 2009).

La taxation indirecte est refondée en 1954 avec la création de la taxe sur la valeur ajoutée (TVA), qui se substitue à la taxe sur le chiffre d'affaires. Elle doit être acquittée par les producteurs et les commerçants à raison de la valeur ajoutée qu'ils produisent (ils collectent la TVA sur leurs ventes et peuvent déduire celle acquittée sur leurs consommations intermédiaires), mais se répercute avant tout sur les prix payés par les consommateurs. Le cercle des redevables est étendu en 1969 aux secteurs des prestations de service, des agriculteurs et à l'ensemble des commerçants, généralisant de ce fait la TVA à quasiment toutes les entreprises. Plusieurs taux sont établis suivant la nature des produits et services vendus. Si la généralisation de cet impôt est peu populaire (en raison des augmentations des prix qu'elle est susceptible d'entraîner), son rendement est tel qu'il est adopté dans les années 1960 et 1970 par les autres pays de la Communauté européenne et au-delà.
L'imposition locale connaît également un essor, malgré la suppression en 1949 des droits d'octroi et le blocage des centimes additionnels. Les « quatre vieilles » sont remplacées en 1959 par quatre taxes aux traits similaires : la taxe d'habitation, la taxe foncière sur les propriétés bâties, la taxe foncière sur les propriétés non bâties, la taxe professionnelle,.

##### L'impôt généralisé
Le nombre de foyers imposables à l'impôt sur le revenu croît avec l'augmentation des revenus et l'inflation, alors que le barème de l'impôt progressif est stable : il passe de 3,8 millions en 1955 à 15 millions en 1979. Les personnes aux revenus modestes sont plus nombreuses à être redevables de cet impôt. Si on ajoute à cela la TVA et l'ensemble des impôts secondaires touchant différents secteurs d'activité, désormais la grande majorité des Français et des produits qu'ils consomment sont soumis à l'impôt, chacun des contribuables doit remplir des obligations déclaratives annuelles ou mensuelles (impôt sur le revenu, sur les sociétés, TVA et bien d'autres), ce qui étend considérablement le nombre de personnes, physiques ou morales, en contact avec l'administration fiscale. Cette croissance du poids de la fiscalité entraîne des mouvements contestataires, les plus importants étant ceux initiés par Pierre Poujade dans les années 1950 et Gérard Nicoud au début des années 1970.

#### Une fiscalité plus présente et diverse

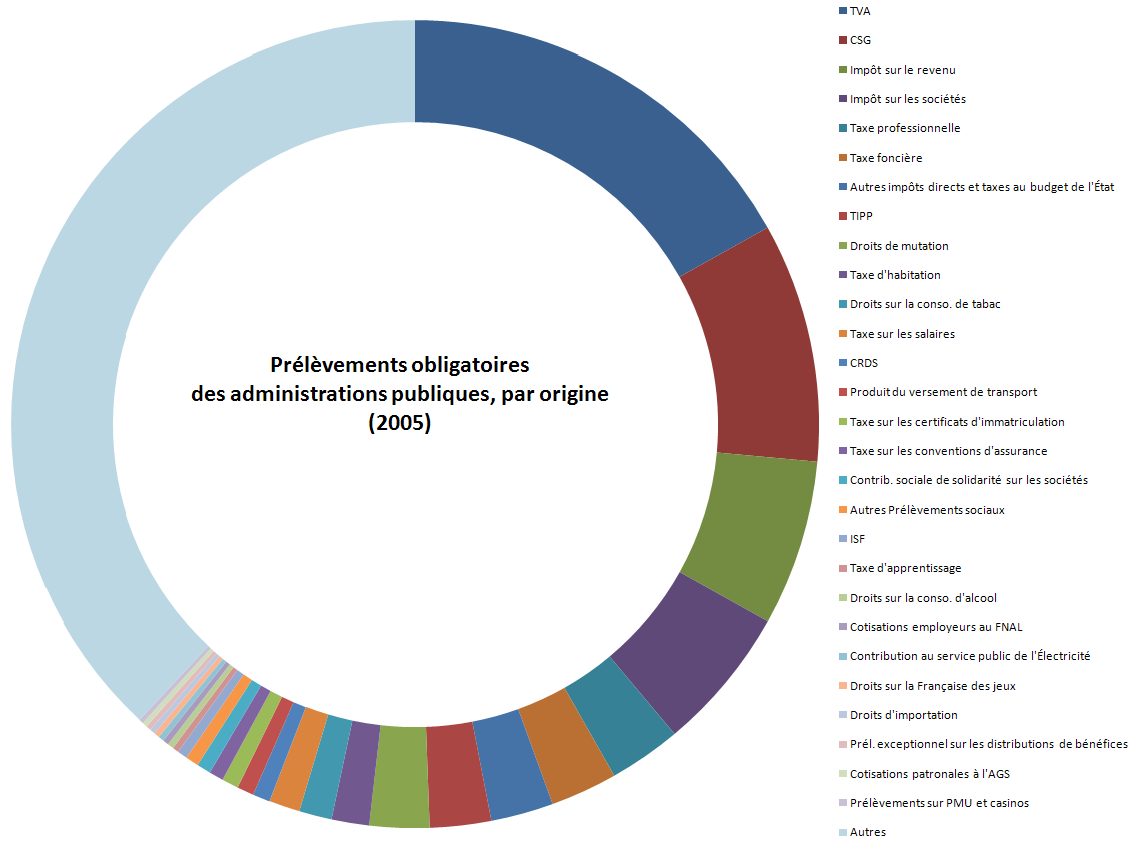
Graphique représentant l'ensemble des prélèvements obligatoires des administrations publiques en 2007, en pourcentage du total.

À partir des années 1980, la politique fiscale change à nouveau. Cette période voit notamment l'essor des idées néo-libérales prônant les politiques de l'offre favorables à un désengagement de l'État dans l'économie (et par suite une baisse de l'impôt), et le déclin corrélatif de celles mettant en avant l'interventionnisme étatique, dans un contexte de ralentissement de la croissance économique et d'augmentation des déficits publics. L'objectif de redistribution du revenu par l'impôt s'atténue, tandis que la fiscalité est employée pour les besoins de diverses politiques économiques, sociales, culturelles et territoriales qu'elle est censée accompagner.
Ce phénomène renforce la diversité et la complexité du système fiscal français : de nouveaux impôts se surimposent aux anciens, qui ne sont quasiment jamais abolis, tandis qu'il n'y a pas de réforme majeure de nature à bouleverser les grandes lignes du système fiscal. De ce fait, ce dernier repose sur les mêmes impôts qu'auparavant (TVA, IR, IS), le seul impôt majeur du point de vue de son rendement créé depuis les années 1980 étant la CSG, mais tend à brouiller l'image de la fiscalité, tandis que les poids des prélèvements obligatoires reste très lourd par rapport à celui des pays voisins.

##### Les nouvelles facettes de la fiscalité des personnes
La question de l'inégale répartition de l'impôt au profit des plus riches est certes encore d'actualité et à l'origine de la création de l'impôt sur les grandes fortunes, devenu en 1988 l'impôt de solidarité sur la fortune. Mais les mesures prises depuis les années 1980, sur l'impôt sur le revenu avant tout, ont tendance à atténuer la progressivité de l'imposition (baisse du taux marginal, réduction des tranches d'imposition), rompant avec le principe de progressivité. Ce phénomène est renforcé par le développement de la fiscalité sociale. La politique d'atténuation des inégalités de revenus repose désormais avant tout sur les transferts sociaux et non plus sur l'impôt, d'où l'importance cruciale du financement de la sécurité sociale.
Depuis la mise en place du système de sécurité social français à partir de 1945, son financement est assuré par des cotisations sociales (patronales et salariales) versées aux organismes de sécurité sociale, suivant les principes repris du système de protection sociale dit « bismarckien » (d'origine allemande), qui s'oppose au système « béveridgien » (d'origine britannique) reposant sur un financement par l'impôt. Mais la seconde tendance s'affirme peu à peu, l'État devenant un acteur essentiel dans ce système. Devant l'accroissement des dépenses sociales et les déficits des organismes sociaux, et afin d'éviter une augmentation brutale des cotisations salariales dans un contexte de baisse régulière des cotisations patronales destinée à alléger les charges des entreprises, est créée le 20 décembre 1990 la Contribution sociale généralisée (CSG). C'est un impôt de type proportionnel sur le revenu affecté au financement de la sécurité sociale, prélevé à la source lorsqu'il ponctionne les salaires : c'est donc une évolution vers le système béveridgien. La CSG s'impose rapidement comme l'impôt direct le plus rentable, dépassant l'impôt sur le revenu, et devient un rouage essentiel du financement des dépenses sociales. Elle est augmentée en 1996 de la Contribution au remboursement de la dette sociale (CRDS), dont les produits ont pour but de financer la Caisse d'amortissement de la dette sociale, puis en 1997 du Prélèvement social pesant sur le capital. Ce processus de fiscalisation de la sécurité sociale participe à l'augmentation des prélèvements obligatoires et à la réduction de la progressivité du système fiscal,.

##### La diversification des objectifs des politiques fiscales
La politique fiscale est également de plus en plus impliquée dans différentes problématiques économiques sectorielles, répondant à des revendications d'une pluralité d'acteurs. Cela explique de nombreux ajustements faits aux impôts existants, l'absence de réforme globale. En résulte un fractionnement des objectifs fiscaux.
Ces mesures consistent de plus en plus en des exonérations d'impôts, des allègements, des « niches fiscales », des impôts négatifs et des crédits d'impôts, en espérant qu'ils auront des effets incitatifs positifs sur la situation des catégories de contribuables visés par les mesures. Ils sont mis en place surtout dès 1945 au profit des patrimoines, et encore plus à partir de 1965 avec la création de l'avoir fiscal sur les dividendes. Puis dans les années 1980 il s'en trouve pour une vaste gamme de motifs : il y a déjà en 1980 plus de 300 dispositifs dérogatoires. Les plus anciennes mesures servent notamment à accompagner la politique familiale, favorisant les ménages nombreux (quotient familial). D'autres servent à aider des territoires en difficulté (Zone franche urbaine, Zone de revitalisation rurale) en renforçant leur attractivité par des aménagements fiscaux (exonérations d'impôts locaux), ce qui instaure une forme de discrimination positive et des inégalités territoriales devant l'impôt,.
Le recours aux « impôts négatifs » progresse, avec par exemple la Prime pour l'emploi instaurée en 2001, un crédit d'impôt sur le revenu au bénéfice des personnes ayant un revenu faible. Ces aménagements peuvent être utilisés aussi bien pour encourager la création d'emplois à domicile, d'entreprises, l'investissement, la formation, les aides philanthropiques, l'immobilier, etc., et d'une manière générale ils profitent aux ménages aisés. Le Crédit d'impôt recherche, apparu en 1983, sert à rembourser une partie des investissements de recherche et développement des entreprises, et constitue un mécanisme important d'aide à celles-ci par l'État. Dans les années 2000-2010 de nouvelles problématiques prennent un essor dans les débats, donnant naissance à des projets de nouveaux impôts ou d'allègements : la régulation de l'économie financière (à partir de la référence qu'est la Taxe Tobin ; taxe sur les transactions financières) et les problématiques environnementales (crédit d'impôt transition énergétique, projet de taxe carbone, « écotaxe »). Le développement d'une fiscalité communautaire au profit de l'Union européenne est susceptible d'entraîner une redéfinition de la souveraineté fiscale, encore que les impôts soient un sujet peu présent dans les politiques communautaires. Les politiques fiscales ne se pensent plus dans un cadre national strict, mais dans un cadre communautaire et même mondialisé, en raison de l'importance qu'ont pris les échanges internationaux, la finance internationale et les nouvelles possibilités offertes à la mobilité des capitaux qui facilitent l'optimisation fiscale internationale et l'évasion fiscale. Cette concurrence fiscale internationale est couramment vue comme défavorable à la France en raison de son niveau élevé d'imposition,.

##### Le poids croissant des prélèvements obligatoires
Ces aménagements et empilements (sans suppressions) de réformes fiscales, et les traitements fiscaux distincts ont tendance à complexifier le paysage fiscal français, qui comprend en 2000 environ 250 impôts, contre 48 en moyenne dans les pays de l'Union européenne. Mais la majeure partie des recettes fiscales repose sur un nombre limité d'impôts, surtout proportionnels (TVA, CSG, Taxe sur les produits pétroliers) et moins sur les impôts progressifs (impôt sur le revenu, sur les sociétés, droits de successions).
Le système fiscal français du début du XXIe siècle est aussi caractérisé par le poids important de ce que l'on désigne désormais comme les « prélèvements obligatoires », l'ensemble des versements obligatoires faits au profit des différentes administrations publiques (État, collectivités locales, organismes de sécurité sociale), et aux institutions communautaires, donc aussi bien les impôts que les contributions sociales. Ils sont stabilisés en France à un niveau moyen de 43 % du PIB, dans une fourchette entre 40 et 45 % selon les années, depuis le début des années 1980 (contre 35 % en 1973), ce qui en fait l'un des taux les plus importants parmi les pays de l'Union européenne et de l'OCDE,.
Dans le détail, c'est le poids croissant des prélèvements sociaux, secondairement celui des collectivités locales, qui expliquent avant tout cette hausse et la spécificité du système français, et cela s'explique en contrepartie par le fait que le poids des dépenses sociales est le facteur majeur de l'accroissement des dépenses et de la dette publiques françaises, dans un contexte de dépenses de l'État (stricto sensu, c'est-à-dire sans prendre en compte les collectivités locales et la Sécurité sociale) stabilisées ou en baisse. Cette évolution est donc liée au choix d'étatisation et par suite de fiscalisation du financement de la Sécurité sociale, qui donne au système fiscal français une structure atypique par rapport à ceux de ses voisins.
Le poids des prélèvements obligatoires en France fait l'objet de débats car il est considéré, dans une veine libérale, comme un frein à l'activité économique et à la compétitivité du pays, face à la concurrence d'autres États où les taux d'imposition sont plus faibles. Depuis les années 1980, les partis de droite ont traditionnellement tendance à réclamer son allègement, et ceux de gauche à plutôt privilégier les objectifs de redistribution fiscale dans un objectif de réduction des inégalités.

### Les principaux impôts duXXesiècle: histoire et administration
Le système fiscal au XXe siècle est marqué par la constitution d'une imposition personnelle suivant le principe de progressivité, pesant sur les revenus des contribuables. Le principe de progressivité n'est cependant pas généralisé et a eu tendance à s'affaiblir à la fin du siècle, avec l'introduction d'impôts proportionnels sur le revenu, les impôts affectés au financement de la protection sociale. Parallèlement, la fiscalité indirecte reste la principale source de revenus pour l'État, grâce à une assiette de plus en plus large, symbolisée par la TVA, impôt pensé en France et adopté depuis par de nombreux pays en raison de son efficacité financière. L'imposition locale a également connu de profonds changements et est devenue un enjeu important de la politique fiscale, surtout après la mise en place du processus de décentralisation.

#### Les impositions directes sur les revenus
Au début du XXe siècle, l'impôt progressif sur le revenu introduit un changement radical dans le système fiscal français. Il connaît plusieurs réformes, et lui est ajouté après-guerre l'impôt sur les sociétés, autre contribution majeure sur les revenus. Particulièrement importants dans les débats politiques, ces impôts voient néanmoins leur poids financier diminuer avec le temps, à la suite de différentes mesures permettant aux contribuables d'y échapper ou d'alléger leur charge financière. La CSG, créée en 1990, s'impose rapidement comme l'impôt sur le revenu le plus productif financièrement, et par son caractère proportionnel elle renforce le déclin de la fiscalité progressive tout en redonnant plus d'importance financière à l'imposition des revenus.

##### L'imposition du revenu des ménages

###### Les débuts de l'imposition des revenus
L'impôt sur le revenu est introduit en France par les lois du 16 juillet 1914 et du 31 juillet 1917. Dans ce premier état, il consiste alors en un impôt à deux étages. Il y a d'abord une taxation propre des bénéfices réalisés sur diverses catégories des revenus, les cédules d'imposition, de façon à adapter la taxation aux différents types d'activité : revenus fonciers, revenus des capitaux mobiliers (remplaçant la taxe indirecte sur ces revenus existant auparavant), les bénéfices agricoles, les bénéfices industriels et commerciaux, les traitements, salaires et pensions, les revenus des créances, dépôts et cautionnements, et enfin les bénéfices non commerciaux. Ces cédules sont taxées à un taux proportionnel, modiques au départ, mais en augmentation : 3 % pour les traitements et salaires en 1916 puis 16 % en 1939 ; 4,5 % à 21 % pour les bénéfices industriels et commerciaux. Puis à un deuxième niveau s'effectue une taxation de superposition sous la forme d'un impôt général sur le revenu, cette fois-ci à un taux progressif,.
Au départ un taux moyen unique est appliqué à l'ensemble du revenu du contribuable, en fonction de son importance. Après 1920 se met en place le système de découpage des impositions du revenu en tranches de revenus se voyant chacune affecter un taux particulier, plus important plus le revenu s'élève. Le taux unique revient sous le Front populaire, mais sous Vichy (1942) le principe des tranches d'imposition est rétabli, et se maintient par la suite. Le taux d'imposition est faible au départ, 2 % pour ceux imposés le plus fortement, mais il augmente vite : 50 % en 1920 pour la tranche supérieure, les revenus dépassant 550 000 F, puis 70 % en 1939 pour les plus imposés, dont le seuil est passé à 400 000 F.

###### De continuelles réformes
Ce système est modifié par un décret du 9 décembre 1948. Il met fin aux cédules et donc aux inégalités de traitement en fonction des types de revenus, instituant un impôt sur le revenu comportant deux éléments : une taxe proportionnelle frappant les divers revenus du contribuable (à l'exception de certains revenus qui en sont exonérés), qui reprennent en gros les catégories tracées auparavant par les cédules ; et une surtaxe dite progressive qui frappe le revenu net global du contribuable (y compris les revenus exonérés de taxe proportionnelle). Les sociétés dites de personnes restent soumises de plein droit à l'impôt sur le revenu, mais les sociétés de capitaux sont désormais soumises à l'impôt sur les sociétés, nouvellement créé. Le taux d'imposition est divisé en 9 puis (après 1975) 14 tranches, dont le taux maximal se stabilise à 60 %, de 1946 jusqu'en 1982.
De fait, les ménages les plus riches payent la majeure partie de cet impôt (les 10 % les plus riches payaient 3/5 des recettes en 1970). Le quotient familial, introduit en 1945, divise le revenu global en plusieurs parts en fonction de la composition du foyer fiscal imposé, permettant un allègement pour les foyers nombreux. Une réforme cruciale intervint par la loi du 28 décembre 1959 qui supprime les anciennes taxes proportionnelles et la surtaxe progressive et leur substitue, à compter du 1er janvier 1960, un impôt annuel unique sur les revenus des personnes physiques, à taux progressif, avec une taxe complémentaire pour les revenus soumis auparavant à la taxe proportionnelle. Celle-ci est supprimée dix ans plus tard pour mettre en place une taxation progressive identique, dont le principe est encore en vigueur, achevant l'unification de l'impôt sur le revenu,. Il conserve le principe de distinction des différentes catégories de revenus répondant chacun à des règles de détermination spécifique, dont le total (le « revenu global ») est imposable suivant un barème progressif, après application du quotient familial.
La notion de revenu imposable s'élargit, puisqu'à partir de 1963 sont imposées les plus-values réalisées en dehors d'une activité professionnelle, donc un revenu non régulier. Divers abattements et déductions peuvent venir alléger le revenu global imposable ou bien le montant à acquitter (crédits d'impôts), par exemple les dons d'intérêt général, l'emploi de personnes à domicile, les dépenses énergétiques sur la résidence principale, etc.

###### Un poids financier atténué
Après une longue stabilité, à partir des années 1980 les seuils des différentes tranches de l'impôt sur le revenu, ainsi que les taux d'imposition qui leur sont appliqués, en particulier le taux d'imposition marginal (celui de la tranche de revenus supérieure), font l'objet de nombreuses modifications, en fonction des inclinations des gouvernements : ceux de gauche ont tendance à alourdir l'imposition des plus riches dans une optique de réduction des inégalités, tandis que ceux de droite ont tendance à alléger celle-ci. La progressivité de l'impôt est à partir de cette époque atténuée, avec le passage temporaire de plusieurs revenus financiers inclus dans le revenu imposable à une imposition à taux proportionnel (plus-values mobilières, immobilières, dividendes), depuis 1987 d'une diminution du nombre de tranches (de 14 à 5/6) et la baisse du taux marginal (de 60/65 % jusqu'à 40 puis 45 %),.
Le nombre de foyers imposables est en baisse depuis les années 1980, les catégories les plus pauvres de la population ne payant pas cet impôt. Les foyers les plus aisés sont quant à eux en mesure de bénéficier de divers allègements et crédits d'impôt réduisant le prix à payer (les « niches fiscales »). Conjugué à un ensemble des dispositifs dérogatoires (qui grèveraient près de la moitié du revenu potentiel de l'impôt), cela fait que le poids de l'impôt sur le revenu baisse et devient de moins en moins significatif. Il ne représente que 6,5 % des prélèvements obligatoires en 2006 contre 10,2 % en 1980, ce qui est faible par rapport aux autres pays européens. Mais cela est à nuancer en raison de l'essor de la fiscalité sociale sur les revenus,. L'impôt sur le revenu n'en reste pas moins le plus sensible politiquement, et ce depuis l'époque des débats qui ont conduit à sa création, car il pèse directement sur les ménages, et que c'est le plus visible des impôts personnalisés.

##### L'imposition des bénéfices des sociétés
Les bénéfices des personnes morales sont imposés jusqu'en 1948 dans les cédules de l'impôt sur le revenu, avant tout celle des bénéfices industriels et commerciaux. La loi du 9 décembre 1948 institue l'impôt sur les sociétés, obligatoire pour les sociétés de capitaux (SARL, SA, SAS avant tout) et optionnel pour les sociétés de personnes (SCI, SNC, etc.), qui relèvent de plein droit d'une des catégories de l'impôt sur le revenu. Il s'agit donc d'une évolution de la notion de contribuable, jusqu'alors liée à la citoyenneté, dont ne bénéficient pas les personnes morales ; il est plutôt considéré qu'elles doivent s'acquitter d'un impôt en raison des bénéfices qu'elles retirent de l'action de la collectivité. La détermination du bénéfice imposable à l'impôt sur les sociétés, le résultat fiscal, dérive donc de celle des bénéfices industriels et commerciaux à l'impôt sur le revenu, et se fait en gros de la même manière. Elle suit en général les principes comptables mais présente toutefois diverses spécificités impliquant d'effectuer des retraitements à partir du résultat comptable. Cet impôt est proportionnel, d'abord 24 % du bénéfice imposable, puis 50 % de 1958 à 1985, puis le taux est progressivement ramené à 33 1/3 % (taux mis en place en 1993, qui figure parmi les plus lourds des pays de l'OCDE), puis 28 % en 2020 et 25% en 2022, avec aussi un principe de progressivité pour les PME qui bénéficient de taux réduits (15 % à l'heure actuelle). Les entreprises les plus importantes payent également une contribution supplémentaire sur leurs bénéfices,,,.
En pratique, les diverses réductions et crédits d'impôts ainsi que l'optimisation fiscale (surtout dans les grands groupes de sociétés) réduisent progressivement l'impact de cet impôt : en 2009, le taux implicite d'imposition des sociétés est évalué à 18 % en moyenne, mais pour les entreprises de plus de 2 000 salariés il est seulement de 13 % contre 20 % pour les entreprises de 50 à 249 salariés et 30 % pour les très petites entreprises. La majeure partie de la contribution financière des entreprises aux ressources publiques réside en fait ailleurs, dans les cotisations patronales affectées au financement des différentes branches de la sécurité sociale et prélevées en amont de l'établissement du résultat fiscal, qui, en dépit de leur réduction tendancielle depuis les années 1980, font que le taux effectif de prélèvements sur les entreprises reste plus lourd en France que dans le reste de l'UE. Ce sont de ce fait surtout elles qui cristallisent les débats sur le poids des prélèvements auxquels sont soumises les entreprises résidant en France.

##### La fiscalité sociale
Il s'agit d'impôts prélevés sur les revenus, dont le produit est affecté au financement de la sécurité sociale ou bien au remboursement de sa dette, ce qui, aux côtés des impôts locaux et d'autres taxes secondaires, constitue une spécificité dans le système de finances publiques français qui en principe interdit (suivant le principe d'universalité budgétaire) l'utilisation d'une recette déterminée pour le financement d'une dépense déterminée. La contribution sociale généralisée (CSG), introduite par la loi du 20 décembre 1990, est un impôt proportionnel prélevé sur une large gamme de revenus, ne présentant pas l'aspect personnalisé de l'impôt sur le revenu et ses nombreuses exemptions et allègements. Son taux normal, pesant sur les revenus salariaux, est initialement de 1,1 %, puis augmente jusqu'à atteindre 7,5 % depuis 1998 ; mais il existe des taux réduits et d'autres plus élevés suivant les types de revenus. La contribution au remboursement de la dette sociale (CRDS), affectée à la Caisse d'amortissement de la dette sociale (CADES), instaurée par l'ordonnance du 2 janvier 1996, a une assiette semblable mais un taux unique et moindre, de 0,5 %. Le prélèvement social, établi, instauré en décembre 1997, est un autre impôt affecté au financement de la sécurité sociale, pesant sur les revenus du capital des personnes physiques. En raison de son assiette très large, cette fiscalité sociale est plus productive que les autres impôts directs (en 2006, l'impôt sur le revenu représente 2,9 % du PIB contre 4,3 % pour la seule CSG), et contribue environ pour 17,2 % des revenus de la protection sociale en 2004 (les cotisations sociales restant prépondérantes, pour 69,5 %). Elle peut donc être vue comme une forme de rééquilibrage du système fiscal français, marqué traditionnellement par la faible importance financière de l'imposition des revenus.

#### Les taxes indirectes sur la dépense
La fiscalité indirecte pesant sur la dépense conserve son poids dominant du point de vue du rendement, par rapport à une fiscalité directe souvent décevante de ce point de vue pour les gouvernants. Elle est cependant très diverse, et les réformes vont tendre à la simplifier, tout en la généralisant à de nombreuses opérations afin d'élargir son assiette et d'accroître son rendement.

##### Les premières réorganisations de la fiscalité sur la consommation
La première tentative de créer un impôt indirect sur la consommation à l'assiette très large survient fin 1917, en plein conflit mondial, avec la taxe sur les paiements, qui applique des taux différenciés à une vaste gamme d'opérations (paiements civils comme les loyers et fermages, paiements commerciaux de plus de 150 F, objets de luxe). Le dispositif est trop complexe pour être bien appliqué, et le rendement tellement décevant que l'impôt est vite remplacé par un nouveau : la taxe sur le chiffre d'affaires, créée par la loi du 25 juin 1920. Celle-ci pèse sur les ventes en gros ou au détail, par des personnes faisant de l'achat pour revendre (donc des non producteurs, les artisans, agriculteurs et professions libérales étant aussi exclus du dispositif). Le taux de base est de 1 %, avec une majoration d'un dixième au profit des communes et départements ; deux taux plus élevés sont appliqués aux secteurs du semi-luxe (3 %) et du luxe (10 %). Les sociétés concernées doivent déposer une déclaration mensuelle et acquitter la taxe en même temps.
De nombreuses autres taxes indirectes s'ajoutent à la taxe sur le chiffre d'affaires. Les droits d'octrois existent jusqu'en 1949, au profit de certaines communes. D'autres taxes pèsent sur la production ou la vente de certains produits, comme le charbon, le sucre, les alcools, l'essence, la viande, etc. En tout une centaine de taxes se cumulent avec la taxe sur le chiffre d'affaires dans les années 1920. La loi du 31 décembre 1936 simplifie cela en créant à la place de la plupart des impôts indirects existants une taxe à la production de 6 %, pesant sur le dernier producteur, et en même temps une taxe sur les prestations de service de 2 %. Devant la difficulté de déterminer qui est le producteur final, on décide en 1948 que les autres personnes impliquées dans la chaîne de production doivent payer une fraction de la taxe, sur la valeur qu'ils ajoutent au produit, prélude à la création de la TVA.

##### La taxe sur la valeur ajoutée
La taxe sur la valeur ajoutée (TVA), créée par la loi du 10 avril 1954 à la suite d'un projet de Maurice Lauré, haut fonctionnaire à l'Inspection des Finances, est l'aboutissement de ces quatre décennies de tâtonnements pour rendre plus efficace et mieux répartir la taxation indirecte. Elle concerne au départ le commerce de gros mais aussi le secteur productif, puis est élargie en 1968 au commerce de détail, à l'artisanat, aux prestataires de service, et enfin en 1978 aux professions libérales (mais le secteur médical en est exonéré). La TVA est donc devenue un impôt généralisé, intégrant les assiettes des anciennes taxes sur le chiffre d'affaires, les producteurs et les prestations de service, et en fin de compte plus. Cet impôt, comme son nom l'indique, est destiné à taxer la valeur ajoutée produite par un acteur économique. Chaque opération de vente est soumise à un taux calculé à partir du prix (dit « hors taxe ») du produit ou du service. Il existe plusieurs taux, dont le nombre et le montant a fluctué : un taux dit « normal », applicable en principe, concernant la majorité des opérations taxables, de 18,85 % au départ, passé à 20 % en 2014 ; des taux réduits, pour les denrées alimentaires notamment, les médicaments ; un taux majoré sur les biens de luxe jusqu'en 1992.
Une fois la TVA facturée et/ou encaissée (TVA collectée ou TVA brute), le redevable (une personne exerçant une activité professionnelle) doit la déclarer (en général mensuellement, parfois annuellement ou trimestriellement) à l'administration fiscale, avec la TVA qu'il a payé lui-même dans le cadre de son activité (donc la TVA pesant sur ses consommations intermédiaires) qu'il déduit du montant collecté (la TVA déductible), puis il acquitte la différence (la TVA nette ; il dispose d'un crédit de TVA si la différence est négative). Ainsi il n'est en principe taxé qu'à hauteur de la valeur ajoutée qu'il dégage, ce qui permet d'éviter les effets dits « de cascade » qui existaient auparavant en raison de l'application de taxes indirectes différentes aux diverses étapes de la chaîne de production et vente. À la fin, c'est le consommateur final (qui ne revend ni ne modifie le produit) qui supporte le montant de la taxe (c'est le redevable « réel »). La TVA est un impôt au fort rendement, pourvoyeur d'environ la moitié des recettes fiscales de l'État, d'une incontestable qualité technique, ce qui explique son succès et son adoption par de nombreux autres pays.
Le succès de la TVA a aussi été de simplifier le paysage de la taxation indirecte en englobant les opérations couvertes auparavant par de nombreuses taxes, mais pour autant un grand nombre d'impôts indirects subsistent. Les plus importantes sont au début du XXIe siècle sont la taxe intérieure de consommation sur les produits énergétiques (anciennement taxe intérieure sur les produits pétroliers, TIPP) et les droits sur les alcools et le tabac,. La fiscalité indirecte représente environ 30 % des prélèvements obligatoires dans les années 2000, mais est peu visible car elle est généralement intégrée dans les prix payés par les consommateurs.

#### La fiscalité patrimoniale
Une autre catégorie importante d'impôts pèse sur le patrimoine, sous trois formes : la taxation des revenus du patrimoine, intégrée notamment dans l'impôt sur le revenu et la CSG ou encore l'imposition des plus-values, sujets déjà abordés plus haut, la taxation du stock de patrimoine et la taxation de la transmission du patrimoine. C'est une matière sensible politiquement mais qui représente une faible part de l'imposition française.
Le stock de patrimoine est imposé notamment dans le cadre des taxes foncières évoquées plus bas. Le patrimoine des personnes les plus riches est spécifiquement taxé depuis 1982 par une contribution spécifique, l'impôt sur les grandes fortunes (IGF), supprimé en 1986 puis remplacé en 1988 par l'impôt de solidarité sur la fortune (ISF) qui reprend ses caractéristiques principales. Ils concernent les personnes au patrimoine net le plus important, donc déduction faite des dettes, et sans prendre en compte les objets d'antiquité, d'art ou de collection ainsi que les domaines forestiers. La taxation se fait à un taux progressif,,. Cet impôt, voulu par un gouvernement de gauche, est couramment condamné par les partis politiques de droite qui ont allégé son poids, sans l'avoir supprimé. Quoi qu'il en soit il a toujours été peu productif, et ses effets sur la redistributivité sont dérisoires. Il est finalement remplacé en 2018 par l'impôt sur la fortune immobilière.
La taxation de la transmission du patrimoine se fait dans le cadre des droits d'enregistrement, ensemble de taxations indirectes payées par une personne présentant un acte à la formalité de l'enregistrement,. Cela concerne surtout les successions, les donations, les ventes immobilières, les ventes de fonds de commerce et de baux commerciaux, mais moins les cessions de droits sociaux qui sont plus faiblement taxées. Les droits peuvent être déterminés suivant le principe de progressivité ou bien celui de proportionnalité, et ils sont parfois partagés entre l'État et les collectivités locales. Les successions et transmissions entre membres d'une même famille bénéficient d'abattements importants depuis la loi Pinay de 1952, qui, de la même manière que pour le barème de l'impôt sur le revenu, varient depuis les années 1980 en fonction des gouvernements : la droite a tendance à augmenter leurs seuils et à permettre plus de dérogations, tandis que la gauche fait plutôt l'inverse. Le poids de cet impôt est malgré tout plutôt élevé en France.

#### La fiscalité locale
Les impôts locaux sont un ensemble de prélèvements effectués par l'administration fiscale et reversés aux collectivités locales dont ils constituent une part substantielle des revenus.
Durant la première partie du XXe siècle, les collectivités locales (départements et communes) perçoivent des revenus fiscaux assis avant tout sur la fiscalité indiciaire, par le biais des centimes additionnels, évalués à partir du montant des « quatre vieilles » perçus sur la circonscription, mais légalement plafonnés afin d'éviter les excès. Après la création de l'impôt sur le revenu l'intégralité des produits de la patente et de la contribution mobilière sont concédés aux collectivités, puis ceux des taxes foncières (en 1948), sans supprimer pour autant les centimes additionnels. S'y ajoutent d'autres taxes existant depuis le XIXe siècle comme celle sur les chiens, et surtout les droits d'octroi dans les villes, ainsi qu'une portion de la taxe sur le chiffre d'affaires. La loi Niveaux du 13 août 1926 fixe les vingt-trois taxes indirectes que peuvent établir les collectivités, là encore dans la limite d'un plafond : taxe sur les chevaux, ânes et mulets, sur les billards, les domestiques, les instruments de musique, l'enlèvement des ordures ménagères, la publicité, etc. En 1941 les communes peuvent établir une nouvelle taxe additionnelle, sur les ventes au détail.
La fiscalité locale est à nouveau refondue en 1959 par l'ordonnance du 7 janvier, qui prévoit la suppression des vieilles contributions et leur remplacement par de nouvelles taxes reprenant en partie leurs attributions :
- la taxe foncière sur les propriétés bâties et la taxe foncière sur les propriétés non bâties, dues par les propriétaires fonciers ;
- la taxe d'habitation due par les occupants des immeubles (incluant les locataires) ;
- la taxe professionnelle, due par les personnes n'exerçant pas une activité salariée, établie avant tout en fonction de la valeur de leur équipement.

Ce texte mettra plus d'une dizaine d'années à être appliqué tellement il implique de bouleversements, puisqu'il suppose de reprendre les bases d'imposition des propriétés en adoptant un principe d'évaluation unique, la valeur locative. Il laisse la possibilité pour les collectivités d'établir leur taux d'imposition, avec des limitations. La réforme est effectivement appliquée entre 1973 et 1975, mais encore modifiée en 1980.
Parallèlement à la mise en place de ces impôts, la taxe additionnelle sur les ventes au détail est supprimée en 1969, et remplacée par une nouvelle taxe liée aux salaires, elle-même remplacée par la suite par une dotation globale de fonctionnement versée directement par l'État, sans lien avec la fiscalité. Ce type de transfert prend son essor par la suite, notamment après le vote des lois de décentralisation de 1982 et 1983, qui voit la montée en puissance des régions et des établissements publics de coopération intercommunale, ce qui amène à des réaffectations des produits des impôts locaux. La décentralisation, qui a pour conséquence d'alourdir les besoins de financement des collectivités locales, leur transfère de nouveaux produits : aux régions revient ainsi le produit des droits sur les cartes grises ; aux départements ceux de la vignette automobile et une part des droits d'enregistrement ; tandis que les communes et les établissements publics de coopération intercommunale perçoivent les droits sur les débits de boissons, la taxe de séjour, des taxes d'urbanisme ; une part du produit de la taxe intérieure sur les produits pétroliers va aussi aux régions et aux départements.
La fiscalité locale contribue pour environ 58 % des ressources des collectivités locales en 2005, le reste provenant essentiellement des dotations globales que l'État verse à ces mêmes collectivités, qui ont également la possibilité de contracter des emprunts. Le montant des quatre principaux impôts locaux a augmenté de 3,5 % en moyenne par an entre 1997 et 2007. Leurs règles de détermination ne sont pas uniformisées : il en résulte que cette fiscalité génère de nombreuses inégalités et reste assez opaque car chaque collectivité peut déterminer son taux. La taxe d'habitation est ainsi généralement plus basse à la campagne qu'en ville, à l'exception de Paris où elle est très faible. Mais elle est aussi concernée par de nombreux dégrèvements ainsi que des exonérations complètes pour 20 % des contribuables environ dans les années 2000 (personnes âgées et foyers les plus modestes).
Le système des principaux impôts locaux est à nouveau modifié en 2010 avec la suppression de la taxe professionnelle, qui après avoir fait l'objet de nombreuses réformes la rendant de moins en moins productive et plus inégalitaire est remplacée par la contribution économique territoriale (CET). Celle-ci est constituée d'une cotisation foncière (CFE) assise sur les propriétés des entreprises perçue par les seules communes et une cotisation sur la valeur ajoutée (CVAE) dont le produit est partagé entre les différentes collectivités locales,. Entre 2018 et 2023, la taxe d’habitation sur les résidences principales est supprimée, et la CFE et CVAE ont été réduites.

#### Les évolutions de l'administration des impôts
La mise en place de la fiscalité personnelle sur les revenus a obligé l'administration fiscale à entamer un difficile processus d'adaptation. L'arrivée de cet impôt d'un nouveau type modifie les comportements de ses agents et leurs relations avec les contribuables. Le principal effet du nouvel impôt est lié à la nécessité de contrôler les déclarations des contribuables, qui donne une grande place aux agents exerçant la fonction de contrôleur, alors que les percepteurs étaient plus valorisés auparavant. Il n'empêche que les moyens de contrôle sont au début limités et qu'ils ne se mettent en place que lentement : les pénalités pour les dépôts tardifs ne sont instaurées qu'en 1924, la formation des agents à la comptabilité commerciale en 1927. Ceux-ci gagnent ainsi en technicité et en fonctions répressives, ce qui donne un nouveau visage à l'administration fiscale dans les années 1920. Les règles fiscales font par ailleurs l'objet d'une première forme de codification en 1926, concernant surtout les règles d'assiette des principaux impôts, dans le but de faciliter la compréhension du système fiscal par les contribuables.
Les projets de réorganisation de l'administration durant l'entre-deux-guerres ayant échoué, c'est en 1948 qu'ils sont concrétisés, dans le contexte de la sortie de guerre et de la réforme de la fiscalité. La Direction générale des impôts (DGI) est alors créée. Elle réunit les anciennes régies des droits directs, indirects et l'enregistrement, même si ces trois entités restent séparées de fait au niveau local, préservant leurs propres traditions. Le recouvrement des recettes fiscales reste confié aux agents de la direction de la comptabilité publique. Cette nouvelle organisation se met en place lentement dans les années 1950 et 1960. Les règles fiscales sont codifiées en 1950 dans le Code général des impôts, et la formation des agents des impôts est parallèlement renforcée par la création de l'École nationale des impôts en 1951,.
Les fonctions de contrôle occupent dans un premier temps la majorité des agents des impôts. En 1948 la technique du « contrôle unique » réunit trois agents de chacune des trois parties de l'administration, coordonnés dans des brigades au niveau départemental. Dans la Seine se met en place le principe de spécialisation des brigades de contrôleurs par secteur professionnel. Puis les fonctions de gestion de l'impôt connaissent un essor à partir des années 1950-1960 en raison de l'extension du nombre de contribuables et de déclarations à la suite de la généralisation de l'impôt sur le revenu et de la mise en place de la TVA. De nombreux nouveaux centres des impôts sont donc établis à partir de la fin des années 1960 afin de mieux mailler le territoire.
Les pratiques de l'administration fiscale évoluent après les mouvements de contestation de l'impôt du début des années 1970. La procédure de contrôle fiscal est de mieux en mieux encadrée (en particulier sous les gouvernements de droite). On communique plus sur ses modalités, codifiées dans le Livre des procédures fiscales établi en 1982, qui doivent respecter le principe du débat contradictoire, afin d'assurer plus de garanties aux contribuables, et un principe d'« application mesurée de la loi fiscale » visant à limiter les recours à des procédures d'imposition d'office et aux sanctions pour mauvaise foi. L'insistance porte de plus en plus sur les fonctions de conseil et d'assistance des agents fiscaux dans une logique de service public, afin d'inciter au développement du civisme fiscal chez les contribuables, qui sont de plus en plus présentés comme des « usagers ». Plus récemment, le développement des moyens informatiques et des technologies de télécommunication ont permis de développer le principe des déclarations et des paiements dématérialisés facilitant ainsi les conditions de déclaration et de recouvrement, ce que prolonge le prélèvement à la source de l'impôt sur le revenu à compter 2019, après plusieurs tentatives avortées. En contrepartie, l'accumulation de règles fiscales, notamment les lois et les jurisprudences administratives, a tendance à alourdir le droit fiscal, devenu une branche autonome du droit, tout en encadrant mieux les garanties offertes aux contribuables face à l'« arbitraire » de l'administration fiscale souvent dénoncé.
Les objectifs gestionnaires s'imposent parallèlement, notamment dans le contexte de la mise en place de la Loi organique relative aux lois de finances (LOLF) entre 2001 et 2006. C'est dans une optique annoncée de clarification, d'amélioration des performances de l'administration et de simplification pour les contribuables/usagers qu'est réalisée à partir de 2008 la fusion de la Direction générale des impôts et de la Direction générale de la comptabilité publique (DGCP). Elle s'accompagne aussi d'une volonté de réduire le coût de la gestion fiscale ; malgré un mouvement de réduction de postes depuis le début des années 2000, le réseau des finances publiques fait ainsi l'objet de critiques qui le jugent trop dense et coûteux. La nouvelle structure, la Direction générale des finances publiques (DGFIP), réunit en ce qui concerne l'impôt les fonctions d'assiette et de contrôle anciennement dévolues à la DGI et la fonction de recouvrement qu'avait la DGCP, ce qui s'accompagne notamment de la fusion des services locaux des deux entités,. La Direction générale des douanes et des droits indirects (DGDDI) garde de son côté d'importantes missions fiscales en matière de plusieurs impôts indirects : perception des droits sur les produits pétroliers, l'alcool, les tabacs, la TVA sur les produits importés,. La fiscalité sociale (CSG et CRDS) est quant à elle perçue pour le compte de l'État par l'URSSAF, un réseau d'organismes privés délégataires d'un service public.

### Les contribuables et l'impôt

#### Le consentement à l'impôt et ses contreparties
Suivant les principes proclamés par les pouvoirs publics, le paiement de l'impôt est un acte civique majeur, une contribution à la communauté, un garant du lien social. Cela tend à faire correspondre le statut de citoyen avec celui de contribuable, suivant les principes consacrés durant l'époque révolutionnaire (consentement à l'impôt, légalité de l'impôt). Il n'empêche que la légitimité de l'impôt est couramment discutée, notamment en raison du poids croissant des prélèvements obligatoires et de la complexité du système fiscal. Dans les faits, les enquêtes sociologiques indiquent que le principe de paiement d'un impôt est depuis longtemps intériorisé par les contribuables : il relèverait alors plutôt du conformisme. Cela n'empêche pas qu'une forme de tolérance à la fraude fiscale existe, du moins tant qu'elle ne dépasse pas une certaine importance, auquel cas elle est plutôt perçue comme une forme de ruse. L'anti-fiscalisme n'est pas majoritaire, l'idée d'« impôt-contribution » étant globalement admise : on accepte l'impôt dans la mesure où il est lié à des dépenses jugées légitimes. Les sondages récents ont néanmoins tendance à montrer que cette acceptation varie selon l'impôt pris en considération, l'orientation politique (les sympathisants de gauche l'acceptant mieux que ceux de droite et extrême-droite) et que le poids de l'impôt est globalement jugé trop lourd.
Historiquement, cette situation est d'abord une conséquence de la généralisation, dans les années 1960, de l'imposition du revenu à des couches sociales jusqu'alors plutôt épargnées. Elle résulta aussi de la constitution de l'État-providence, qui a augmenté les attentes des contribuables devant une bonne utilisation de l'argent prélevé par l'État. L'impôt est alors considéré non pas dans une relation de solidarité envers la communauté, mais, sous l'influence des principes marchands, comme une contrepartie au service rendu par l'administration. Cela suppose que l'argent public soit utilisé à bon escient, que l'administration soit efficace et performante, se mettant au service des contribuables désormais vus comme des usagers de service public, ou même des clients. C'est dans ce contexte d'évolution des mentalités vis-à-vis de l'impôt que l'administration a eu tendance à plus recourir à la négociation et la conciliation envers les contribuables.

#### Les inégalités et l'impôt
En principe, le système fiscal est supposé se conformer aux idéaux égalitaires posés par la Révolution française. Mais ceux-ci prévoient une exception de taille avec le principe de contribution en fonction des capacités, qui a servi à légitimer le développement d'impôts progressifs. Par ailleurs, les traitements différenciés des contribuables en fonction des régimes d'imposition à l'impôt sur le revenu créent des différences : les agriculteurs (bénéfices agricoles) et professions libérales (bénéfices non commerciaux) ont longtemps bénéficié d'un régime forfaitaire qui leur permettait de fait de soustraire plus facilement une partie de leurs revenus à l'imposition, et leur offre plus de possibilités de dissimulation qu'aux salariés. Par ailleurs, le système fiscal français est globalement complexe et opaque, traits qui ont été renforcés par les nombreuses dérogations fiscales accordées à différents groupes de contribuables afin de renforcer l'acceptation de l'impôt, qui accroissent encore les différenciations devant l'impôt.
Il est en effet reconnu qu'un des principaux obstacles au consentement aux impôts modernes est leur mauvaise connaissance par la plupart des contribuables : le niveau d'information général des citoyens sur l'impôt est plutôt faible, en dehors de quelques débats plus médiatisés. La tendance à la judiciarisation du droit fiscal a contribué à cette complexification. Même le poids de l'impôt est mal compris, par exemple à cause de l'importance de la fiscalité indirecte, peu visible. L'opacité du système fiscal est renforcée par le secret concernant le niveau d'imposition des contribuables, qui ne peut pas être communiqué à la différence de ce qui se passe dans d'autres pays, secret qui pèse aussi sur l'identité des acteurs de la fraude.
À côté de (et souvent face à) l'administration fiscale, de nombreux experts disposent d'une connaissance approfondie du système fiscal : conseillers juridiques et fiscaux, comptables, notaires, avocats, banquiers. Ils peuvent conseiller les contribuables dans toutes les démarches entreprises avec l'administration, notamment lors de litiges, ou bien dans des opérations complexes pouvant les mettre en effraction avec la législation fiscale. Cela permet un suivi individualisé de la situation fiscale de particuliers et d'entreprises offrant ainsi des atouts indéniables pour optimiser sa situation fiscale. Le recours à ces experts est accessible à ceux qui ont les moyens de se les payer, ce qui crée une situation inégalitaire, par exemple devant la capacité à solliciter des mesures de conciliation en cas de litige avec l'administration,.
En réaction, des mesures ont été prises par les pouvoirs publics pour faciliter l'accès à l'information et aux conseil fiscaux : création dans les années 1970 des centres de gestion et associations agréés fournissant une aide comptable et fiscale à des entreprises, renforcement du rôle d'information des centres des impôts, publication de brochures d'information sur plusieurs points de la fiscalité. Ces mesures sont vues comme un moyen de rendre le système fiscal moins opaque et donc plus légitime.
Il apparaît néanmoins que le système fiscal, et les prélèvements obligatoires au sens large, couplés à la redistribution, ont été un instrument de réduction des inégalités de revenus. Selon T. Piketty, l'impôt sur le revenu aurait joué un rôle sur la réduction des inégalités de revenus (et de patrimoine) dans le courant du XXe siècle, en période de taux marginal supérieur élevé. Pour la période récente en revanche, la baisse de son poids sur les plus hauts revenus pourrait constituer une des explications à la hausse de inégalités sociales depuis les années 1990, cet impôt ayant tendance à plus toucher la nébuleuse des classes moyennes et des classes aisées, tandis qu'il ne pèse pas sur les moins riches, qui profitent plus du système de redistribution. Il semble en tout cas que cet impôt ne joue pas le rôle majeur pour la période récente, celui-ci étant assuré par les transferts sociaux, par leur effet redistributif : selon une étude de l'Insee portant sur l'année 2012 l'impôt sur le revenu contribue en gros pour 1/3 à la réduction des écarts de revenus, tandis que les prestations sociales y participent à hauteur de 2/3.

#### Contestations et critiques de la fiscalité

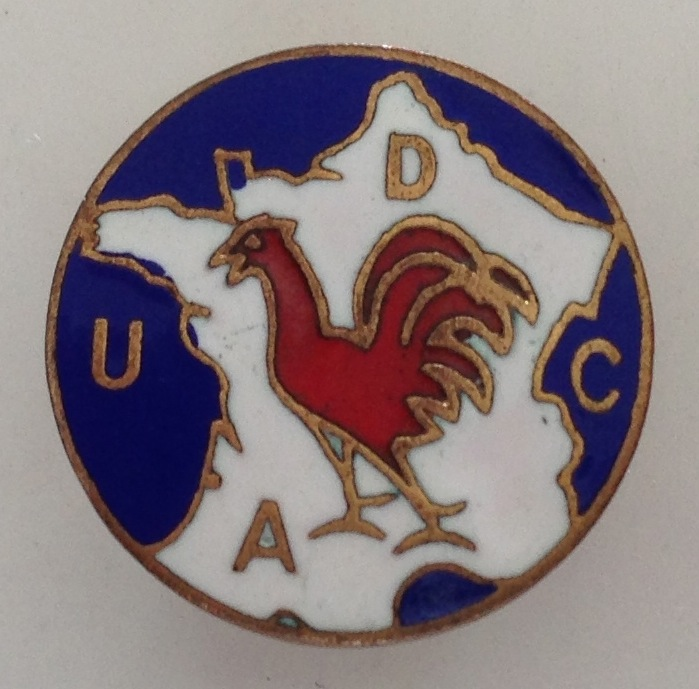
Pin's de l'Union de défense des commerçants et artisans (UDCA), émanation du mouvement poujadiste.

Les mouvements antifiscaux sont courants durant le XXe siècle, marquant le rejet de la légitimité de l'impôt chez certaines catégories de la population. Les mouvements de révolte connaissent un sursaut dans les années 1950, avec le mouvement poujadiste, né dans le Lot en réaction à un contrôle fiscal en juillet 1953. Pierre Poujade, papetier de métier, fonde alors l'Union de défense des commerçants et artisans (UDCA), syndicat réclamant notamment la fin des contrôles fiscaux (l'« inquisition fiscale »), et entreprenant une grève fiscale, dont la base se recrute avant tout chez les petits artisans et commerçants indépendants. Dans les années 1970, un mouvement semblable mobilisant les mêmes catégories sociales sur des motifs largement antifiscaux (mais pas seulement) apparaît en Isère autour d'un cafetier, Gérard Nicoud, qui appelle à son tour à une grève antifiscale. Sont conduites des manifestations, plus violentes que précédemment, marquées par des violences physiques contre des agents des impôts. Ces mouvements n'ont toutefois pas réussi à s'imposer dans le paysage politique,.
Les mouvements critiquant la fiscalité prennent des formes moins contestataires dans les décennies suivantes, mais restent présents, avec l'action de ligues de contribuables sont bien implantées dans certains départements, et aussi celle de personnes issues des élites administratives et économiques. Leur critique porte avant tout sur les montants des prélèvements obligatoires et des dépenses publiques, vus comme trop lourds et pénalisants. Ces idées relèvent des tenants du libéralisme économique et aussi philosophique, pour qui un niveau trop élevé d'imposition et sa progressivité sont un frein à l'initiative privée, à l'investissement, au libre choix des acteurs économiques. Et du point de vue éthique ce serait une ponction injustifiée des revenus privés par l'État, en particulier à l'encontre des plus riches qui sont alors vus comme des boucs émissaires. Le poids et la structure de la fiscalité française sont souvent présentés comme un facteur de perte d'attractivité et de compétitivité face aux autres pays développés. Dans ce même sens, la progressivité de l'impôt est critiquée comme contre-productive et inefficace pour redistribuer les revenus. D'autres critiques portent sur la complexité du système fiscal, la lourdeur des procédures administratives. Ces idées ont une influence non négligeable, et se retrouvent dans les discours des partis de gouvernement et des pans de la politique fiscale depuis le milieu des années 1980,,.
Mais elles viennent en contradiction avec d'autres demandes de la part de nombreux acteurs économiques et sociaux qui exigent une garantie de sécurité, de soutien économique et de présence des services publics et de la sécurité sociale. Ces demandes tendent à l'inverse à entretenir l'interventionnisme étatique et par suite un niveau élevé de la dépense publique et donc des prélèvements obligatoires. La mise en pratique de la diminution de la progressivité de l'impôt sur le revenu a ravivé les débats sur les outils de réduction des inégalités sociales, venant cette fois-ci de gauche, des tenants de l'idée selon laquelle ce système a des effets redistributifs et que sa marginalisation serait un facteur de croissance des inégalités sociales.

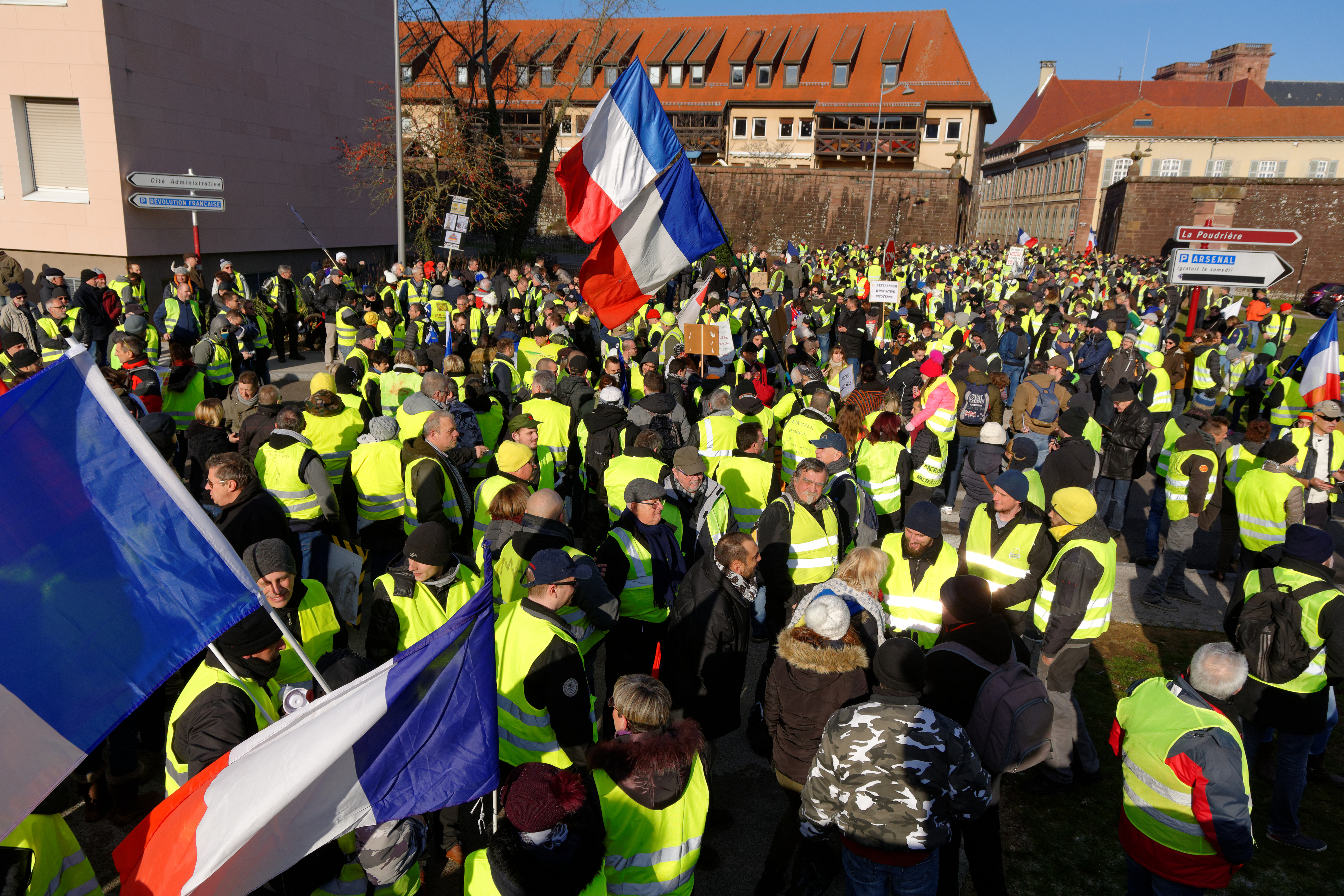
Rassemblement se déroulant en janvier 2019 dans le cadre de la crise des Gilets jaunes

Dans les années 2010, survient une série de mouvements contestataires mobilisant de plus en plus qui peuvent être caractérisés comme des formes de contestations ou révoltes fiscales : mouvement des Pigeons en 2012, mouvement des Bonnets rouges en Bretagne en 2013, puis à partir de fin 2018 le mouvement des Gilets jaunes. Ces nouvelles formes de « ras-le-bol fiscal » impliquent de plus en plus les catégories modestes et moyennes, qui tendent à se percevoir comme des laissées pour compte du système, à considérer que la fiscalité est lourde et injuste alors qu'elles reçoivent moins en contrepartie. A contrario, selon A. Spire les catégories plus aisées semblent s'accommoder du système fiscal dans la mesure où elles savent mieux en maîtriser les règles. Le consentement à l'impôt renvoie comme par le passé aux questions de financement de l’État et de justice sociale, mais il est également de plus en plus lié aux questions de transition écologique.

#### La déviance fiscale

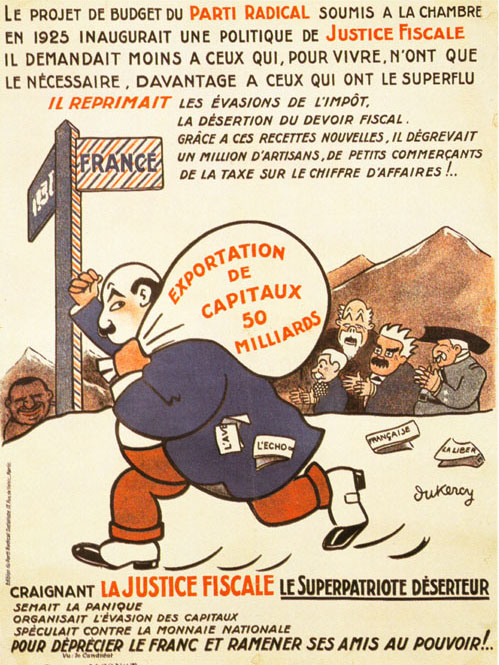
Le Superpatriote déserteur, affiche de Pierre Dukercy dénonçant l'évasion fiscale sous le cartel des gauches en 1925, dans le cadre de la campagne électorale du Parti radical en 1929.

Plusieurs formes de « déviances » (au sens sociologique) fiscales sont pratiquées par des contribuables dans une visée d'évitement. Cela peut-être justifié par le fait qu'ils perçoivent la fiscalité comme excessivement lourde et confiscatoire, auquel cas cette pratique peut être assimilée à une forme de résistance fiscale. Parmi ces comportements, la fraude fiscale est une pratique individuelle qui vise à se soustraire volontairement à l'impôt ou à réduire son montant en commettant une infraction à la loi. Elle prend souvent la forme souvent de la dissimulation des revenus, ou de procédés plus complexes comme des opérations fictives et montages détournant les principes de la loi fiscale (abus de droit). C'est un acte délictueux, à distinguer de l'optimisation fiscale ou de l'évasion fiscale, autres formes de déviance fiscale, qui utilisent des moyens légaux pour arriver à des mêmes fins (bien que les limites entre ces catégories soient parfois ténues), et des erreurs déclaratives qui ont pour effet de diminuer le poids de l'impôt sans volonté délibérée.
La déviance fiscale, surtout cantonnée auparavant aux pratiques de contrebande et de dissimulation visant à éviter les droits indirects, s'est développée au début du siècle, et en particulier dans l'entre-deux-guerres en même temps que le principe d'un impôt déclaratif sur le revenu. Elle a pris son essor par la suite, avec la création de la TVA, l'impôt déclaratif le plus important. Cela est rendu possible par le déploiement des mouvements de capitaux à l'échelle internationale tout le long du XXe siècle, avec notamment la baisse des réglementations financières. Des mécanismes visant à attirer des capitaux sont mis en place dans certains pays dès l'époque de l'instauration de la progressivité dans les droits de successions (en 1901). Ils ont pour finalité de proposer une opacité sur les mouvements de capitaux (secret bancaire), ou des conditions fiscales plus avantageuses (le « dumping fiscal »), qui sont des vecteurs de montages frauduleux, en plus de faciliter l'optimisation fiscale. De fait, la banalisation de l'évitement de l'impôt est largement appuyée par les États. C'est en premier lieu le cas de la Suisse, qui instaure à partir des années 1930 des mécanismes de secret bancaire attirant les fonds que des résidents fiscaux français et autres souhaitaient voir échapper à l'impôt dans leur pays, puis celui des paradis fiscaux et autres pays à fiscalité privilégiée qui se sont développés depuis. La concertation internationale n'est pas parvenue à résoudre la question,.
La fraude fiscale consiste essentiellement en la dissimulation ou la minoration de revenus et bénéfices imposables à l'impôt sur le revenu et les sociétés, et des bases taxables à la TVA, notamment dans le cadre d'opérations intracommunautaires (comme la fraude de type « carrousel »), phénomènes auxquels il faut rajouter certains aspects de la fraude sociale (comme le travail dissimulé). La fraude concerne plus certains groupes sociaux : les situations fiscales des professions libérales, agriculteurs, artisans ont plus tendance à favoriser la dissimulation de revenus ou la majoration de charges ; les plus riches (grandes entreprises ou particuliers à très hauts revenus) pratiquent plutôt l'optimisation fiscale par la mise en place de mécanismes d'évitement légaux sophistiqués (par exemple avec les transferts de bénéfices à l'étranger dans les groupes internationaux) ; les salariés n'ont en revanche pas la possibilité de dissimuler leurs revenus salariaux, déclarés par leur employeur ; à cela s'ajoute le cas de l'économie criminelle, par essence illégale. Le montant de la fraude fiscale, comme celui de l'économie souterraine qui l'accompagne souvent, est impossible à quantifier, même si certains se sont hasardés à l'estimer à un montant entre 1,7 % et 2,3 % du PIB. C'est en tout cas un phénomène d'une importance considérable tant financière que symbolique, et un défi de taille pour l'État fiscal.

### Histoire de la fiscalité en France
- Gabriel Ardant, Histoire de l'impôt, Paris, Fayard, 1971-1972
- André Neurisse, Histoire de la fiscalité en France, Paris, Economica, 1996
- Michel Bottin, Histoire des Finances publiques, Paris, Economica, 1997
- Nicolas Delalande, Les Batailles de l'impôt : Consentement et résistances de 1789 à nos jours, Paris, Seuil, 2011, 445 p. (ISBN 978-2-02-096448-7)
- Nicolas Delalande et Alexis Spire, Histoire sociale de l'impôt, Paris, La Découverte, coll. « Repères » (no 569), 2010
- Jean-Édouard Colliard et Claire Montialoux, « Une brève histoire de l'impôt », Regards croisés sur l'économie « Quelle fiscalité pour quels objectifs ? », no 1,‎ 2007, p. 56-65 (lire en ligne, consulté le 24 mars 2016)

### Périodes médiévale et moderne
- François Hincker, Les Français devant l'impôt sous l'Ancien Régime, Paris, Flammarion, coll. « Questions d'histoire », 1971
- Claude Gauvard, Alain de Libera et Michel Zink (dir.), Dictionnaire du Moyen Âge, Paris, Presses universitaires de France, 2004
- Lucien Bély (dir.), Dictionnaire de l'Ancien Régime, Presses universitaires de France, 2010 (1re éd. 1996).
- Philippe Sueur, Histoire du droit public français, XVe – XVIIIe siècle : Affirmation et crise de l'État sous l'Ancien Régime, Paris, Presses universitaires de France, coll. « Thémis droit », 2007
- Mireille Touzery, Payer pour le roi : la fiscalité monarchique (France, 1302-1792), Ceyzérieu, Champ Vallon, 2024

### Système fiscal contemporain
- Michel Bouvier, Marie-Christine Esclassan et Jean-Pierre Lassale, Finances publiques, Paris, L.G.D.J., 2007
- Pierre Beltrame, La fiscalité en France, Paris, Hachette Supérieur, coll. « Les fondamentaux - Droit » (no 9), 2011, 17e éd.
- Marc Leroy, La sociologie de l'impôt, Paris, Presses universitaires de France, coll. « Que-sais-je ? » (no 3642), 2002
- Marc Leroy, L'impôt, l’État et la société : La sociologie fiscale de la démocratie interventionniste, Paris, Économica, coll. « Finances publiques », 2010
- Bernard Castagnède, La politique fiscale, Paris, Presses universitaires de France, coll. « Que-sais-je ? » (no 3797), 2008
- Henri Sterdinyak, « La fiscalité française, un chef-d’œuvre en péril ? », Regards croisés sur l'économie « Quelle fiscalité pour quels objectifs ? », no 1,‎ 2007, p. 69-86 (lire en ligne, consulté le 20 mars 2016)